# Formen Berliner Straßenbrunnen
Die Formen Berliner Straßenbrunnen (Brunnenständer, Brunnenkörper) haben sich seit den Anfängen durch Fortschritte in den Technologien zur Förderung von Grundwasser für die Wasserversorgung und seit dem 20. Jahrhundert für die Versorgung in Notfällen mehrfach geändert. Die Ausführungen wurden teilweise den Anforderungen der Nutzung angepasst.
Dieser Artikel ist ein Teil des Artikels Straßenbrunnen in Berlin und den dazu gehörigen Listen der 12 Berliner Bezirke, in denen die einzelnen Brunnen beschrieben sind. Dieser Artikel soll die dort aufgeführten Typen der Brunnenständer näher erläutern und die technischen Fakten belegen.

## Anfänge

### Kesselbrunnen
Von Brunnen zur Trink- und Löschwasserversorgung im öffentlichen Straßenland berichtet um 1390 das „Berliner Bilderbuch“. Quellen wurden zu Ziehbrunnen ummauert und Wasserläufe in Becken gestaut. Die erste Wasserkunst mit durchbohrten Baumstämmen als Holzrohren für das Wassernetz und einem Turm an der Schlosserweiterung war 1572 fertiggestellt, ist aber bald verfallen. Die Wasserkunst war wohl 1604 noch in Betrieb. Jedoch verfaulten die flach verlegten und nicht imprängierten hölzernen Rohre schnell. 1607 nannte ein amtliches Brunnenverzeichnis für Cölln 16 „Gassenbrunnen“ und Berlin hatte davon 36 für die öffentliche Nutzung. Während des Dreißigjährigen Kriegs verfiel nahezu die Hälfte der Hausstellen und die Zahl der Brunnen war in dieser Zeit nicht gestiegen. Um 1660 zählte Berlin und Cölln 9000 Einwohner und es wurden ungefähr 50 öffentliche Zapfstellen gezählt.

„Die Brunnen in Berlin bestanden bis zum Ende des siebzehnten Jahrhunderts in sogenannten Ziehbrunnen […], aus welchen das Wasser durch Eimer, die an Ketten oder Stangen hängen, herausgezogen ward. […] Die Aufsicht über die Brunnen führte aber der Rath. Hierbei hatte es lange sein Bewenden. Der Große Kurfürst nahm diesen Gegenstand [die Straßenbrunnen betreffend] im Jahre 1660 wieder auf, indem er für Berlin und Cölln die Ordnung feststellte, die bei der Benutzung und Unterhaltung der öffentlichen Straßenbrunnen beobachtet werden sollte. Es befanden sich damals in Berlin sechsunddreißig, und in Cölln zwölf solcher Brunnen. Sie hatten fast sämmtlich nur in den Hauptstraßen ihren Stand, […] Fast alle Brunnen waren noch in der alten Form vorhanden; nur in der Breitenstraße befanden sich zwei von besserer Einrichtung und gefälligerem Aussehen. Der eine stand nahe dem Schloßplatze, war unter Joachim II. erneuert und mit einem Schiefer gedecken Gebäude umgeben worden. Im Dach desselben waren Rollen und Ketten befestigt worden, mittelst deren das Wasser mit Eimern emporgezogen ward. Der zweite Brunnen, nahe am Fischmarkt war 1656 vom Grunde auf erneuert, mit einem rothen Gebäude umgeben […]. Auch in der Roßstraße, nahe am Rathause, befand sich ein Brunnen, der im Jahre 1659 ebenfalls erneuert, mit einem mit Blech gedeckten, verzierten Dach und mit Ketten versehen werden musste. Diese und zwei sogenannte Röhrbrunnen […] einer in der Königsstraße vor dem Hause des Obrist-Wachtmeisters von Rochow (jetzt Königl. Postgebäude), der andere auf dem Molkenmarkte stand, machten eine Ausnahme von der damals üblichen Form. […] Ohne die öffentlichen Straßenbrunnen waren in Berlin aber noch zweihundertachtunddreißig [= 238] und in Cölln einhunderteinundvierzig [= 141] Privatbrunnen auf den Höfen vorhanden, deren Erhaltung den Eigenthümern bei 10 Thlr. Strafe anbefohlen ward.“

„Nach der Brunnen- und Gassenordnung von 1660 mußten die Hausbesitzer den Schmutz vor ihren Häusern zusammenfegen, dann wurde er von den Gassenmeistern an den dafür bestimmten Tagen abgefahren […]. Man zählte damals über 400 Brunnen in beiden Städten, darunter nur zwei Rohrbrunnen. Alle übrigen waren Ziehbrunnen, meist so mangelhaft zugedeckt, daß sie dem Staub, Regen, Schnee und mancher anderen Verunreinigung ausgesetzt waren.“ (Paul Goldschmidt: Berlin in Geschichte und Gegenwart. Springer-Verlag, Berlin 1910, Seite 49, eingeschränkte Vorschau in der Google-Buchsuche)
Neben der Versorgung mit Trinkwasser war auch die Versorgung mit Löschwasser bei Bränden nötig. Nach einigen Feuersbrünsten im 17. Jahrhundert war die Zahl der Brunnen auf 193 (1727) erhöht worden. Bis 1709 waren die öffentlichen Ziehbrunnen wohl alle in Rohrbrunnen mit Pumpwerk und hölzerner Ummantelung gewandelt. Mit Holzkästen war das Pumpwerk umgeben, Schwengel und Wasseraustritt ragten heraus, oben waren sie meist wettersicher abgedeckt. In wohlhabenden Vierteln waren die Brunnen aufwändiger gestaltet und ab 1810 bis 1830 wurden an ausgewählten Stellen attraktivere Modelle, teils die von Schinkel entworfenen mit Zinkgussgehäusen verkleidete Straßenbrunnen in der Innenstadt aufgestellt.
Im Jahr 1660 (nach dem Dreißigjährigen Krieg) waren in Berlin und Cölln 379 private und 51 öffentliche Brunnen für 1260 Hausstellen vorhanden. Es waren nicht abgedeckte, aber ausgemauerte runde Kesselbrunnen von 1,5 m Durchmesser und 5 m Tiefe. Das Wasser wurde mit einem Strick und Wasserbottich gehoben, drei Brunnen in Cölln und einer am alten Markt waren überdacht, zum Hochziehen der Eimer gab es Eisenketten. Hundert Jahre später besaß Berlin 7241 Häuser (mit zwei oder drei Stockwerken) für 176.837 Einwohner (1709: 55.000) und 1806 sind im Verzeichnis 7314 Häuser, 133 Straßen, 91 Gassen, 18 Plätze und Märkte sowie 5588 Brunnen (davon 560 öffentliche) aufgeführt. 1845 gab es dann 7994 Vorderhäuser und dazu 7317 Hinterhäuser und Seitenflügel. Für diese Häuser (teilweise für zwei) existierten Hofbrunnen. Hofbrunnen auf den Grundstücken außerhalb des öffentlichen Straßenraums standen teilweise bis in die 1930er Jahre. Im öffentlichen Straßenraum zur allgemeinen Nutzung standen 817 Straßenbrunnen im Jahr 1845 und 20 Jahre später (1865) 937 Straßenbrunnen zur Verfügung. Die öffentlichen Brunnen waren (bei zunehmenden Umbau der Ziehbrunnen) mit Holzgehäusen umgebene Pumpen mit einem Dach als Abschluss und mit Stroh (gegen das Einfrieren im Winter) ausgefüllt. Ein Brett unter der Tülle schützte das Gehäuse vor Wasser. Die Pumpen waren durchbohrte Holzstämme aus Kiefer (Kiene) mit einem Holzschwengel. Zugstange und Kolben waren aus Eichenholz mit Lederdichtung, abgedichtet wurde mit Hanf und Rindertalg. Verbindungsteile waren aus Schmiedeeisen. Es gab mitunter Bleiverbindungsteile und Kupfer für Rohre, zunächst gusseiserne Tüllen. Der Anteil an schmiedeeisernen Teilen stieg zum 19. Jahrhundert und mit dem Ausbau der Eisengussindustrie kam Gusseisen zum Einsatz. Ab 1861 sind die ersten vollständig gusseisernen Pumpen („kalifornische Bauart“) aufgestellt, seither ließ der Magistrat die Holzpumpen ersetzen.
Mit der Inbetriebnahme der zentralen Berliner Wasserleitung 1856 kamen die 957 vorhandenen öffentlichen Brunnen (davon 50 mit dekorativem Zinkgussgehäuse) im (damaligen) Berliner Stadtgebiet in die Verwaltung des Königlichen Polizeipräsidiums, sie dienten vorwiegend für das Feuerlöschwesen. Nach Verhandlungen wurden im Jahr 1880 die 836 Brunnenkessel mit 1286 Pfosten und 46 Rohrbrunnen in Stadtbesitz genommen. Damals saugten Pumpen Wasser aus gemauerten Brunnenkesseln, in denen sich Grundwasser sammelte. Diese Pumpen waren meist eingehaust wegen besserer Ansicht, vorrangig wohl zum Schutz vor Frostschäden im Winter. So standen übermannshohe Kästen mit einem Rohr an den Straßen, die jedoch zunehmend verschmutzten.

„Berlin hatte 1800 etwa 560 öffentliche und 5028 private Brunnen und Pumpen (Texttafel der Ausstellung 2000: „Wasser in der Stadt“, Alt-Stralau 63/67, 10245 Berlin.). Verbreitet waren noch Ziehbrunnen, die das Wasser im Schöpfgefäß an Kette oder Zugseil aus dem Brunnenschacht hoben, manchmal auch mittels Schwingarm. Die günstige Lage der Stadt in der Spreemulde und der relativ niedrige Flurabstand des Grundwassers haben die Wasserversorgung der Bevölkerung durch Hof- und Straßenbrunnen in ausreichender Menge gewährleistet. Wasserknappheit gab es nicht.“

Alte Kesselbrunnen, deren Pumpwerk mit Brunnenkästen verkleidet ist
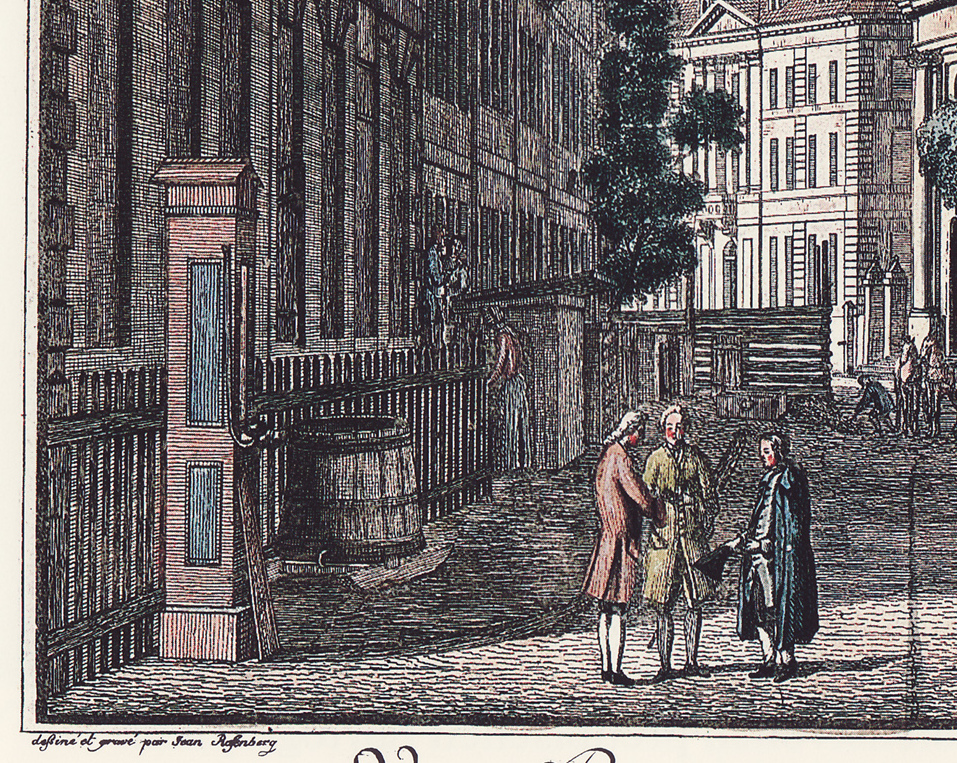
Kloster-/Ecke Stralauer Straße (1780)
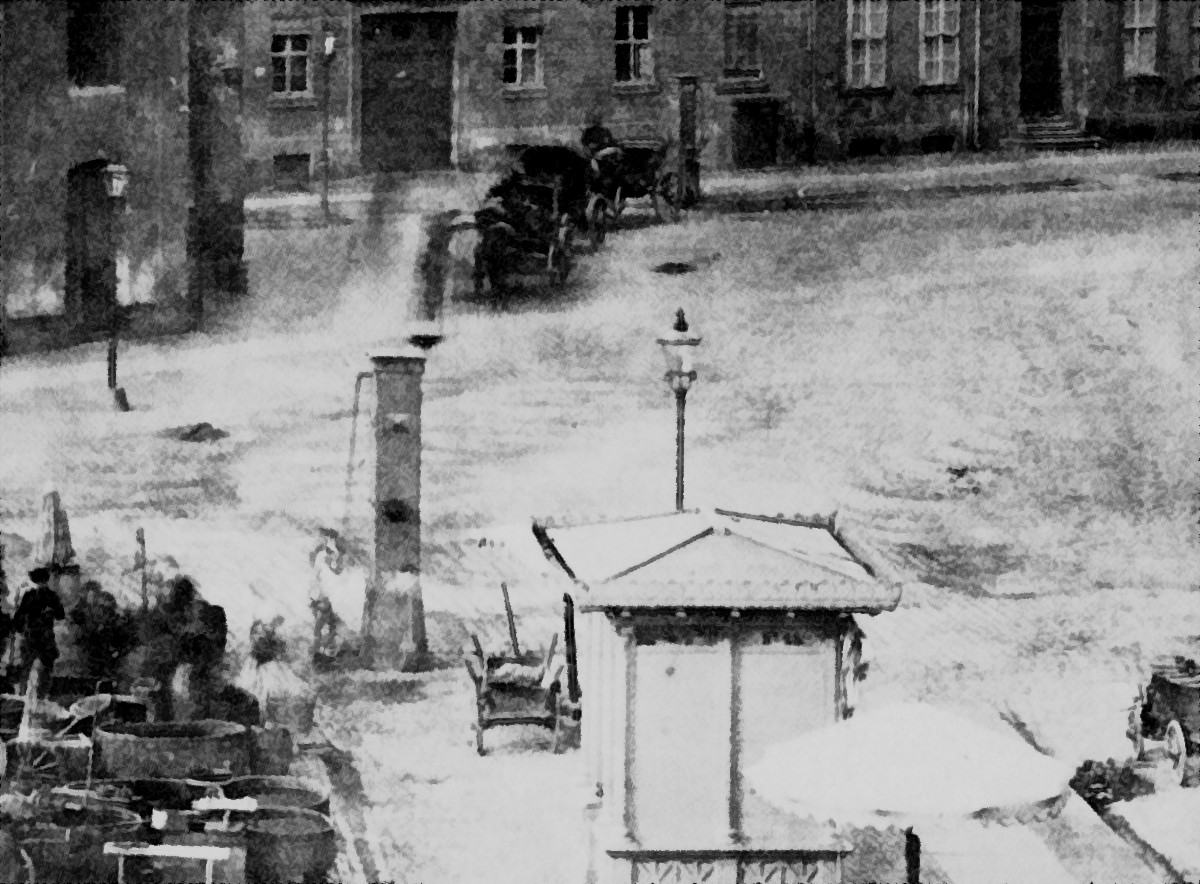
Zwei Brunnen: Spittelmarkt (1868)
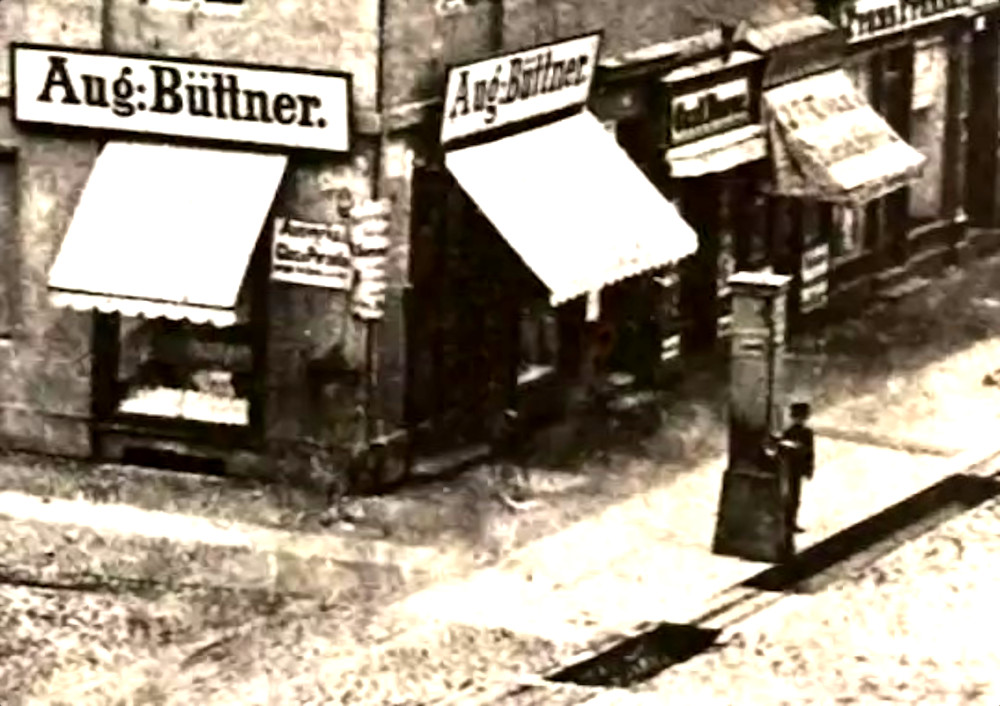
Friedrich-/Jägerstraße[22] (1860)
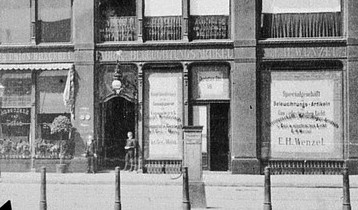
(alte) Charlottenstraße 59 (1890)
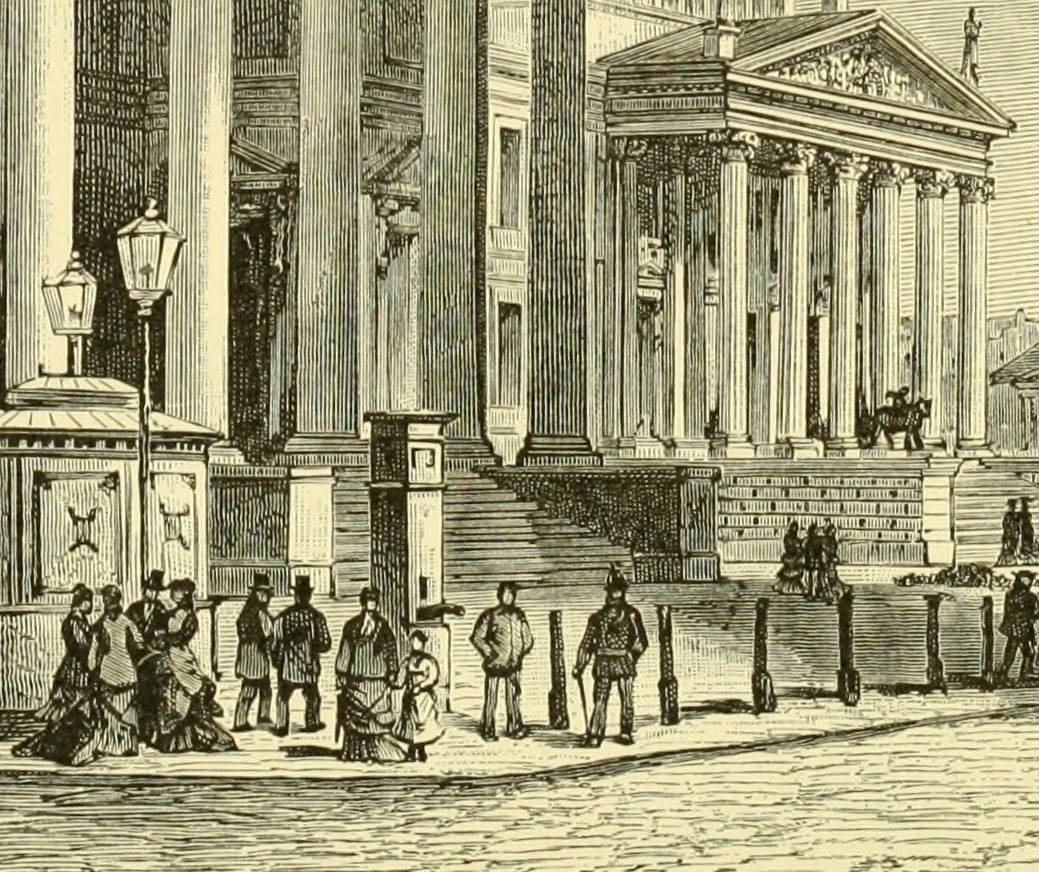
Gendarmenmarkt (Jäger-/Markgrafenstraße) (1883)
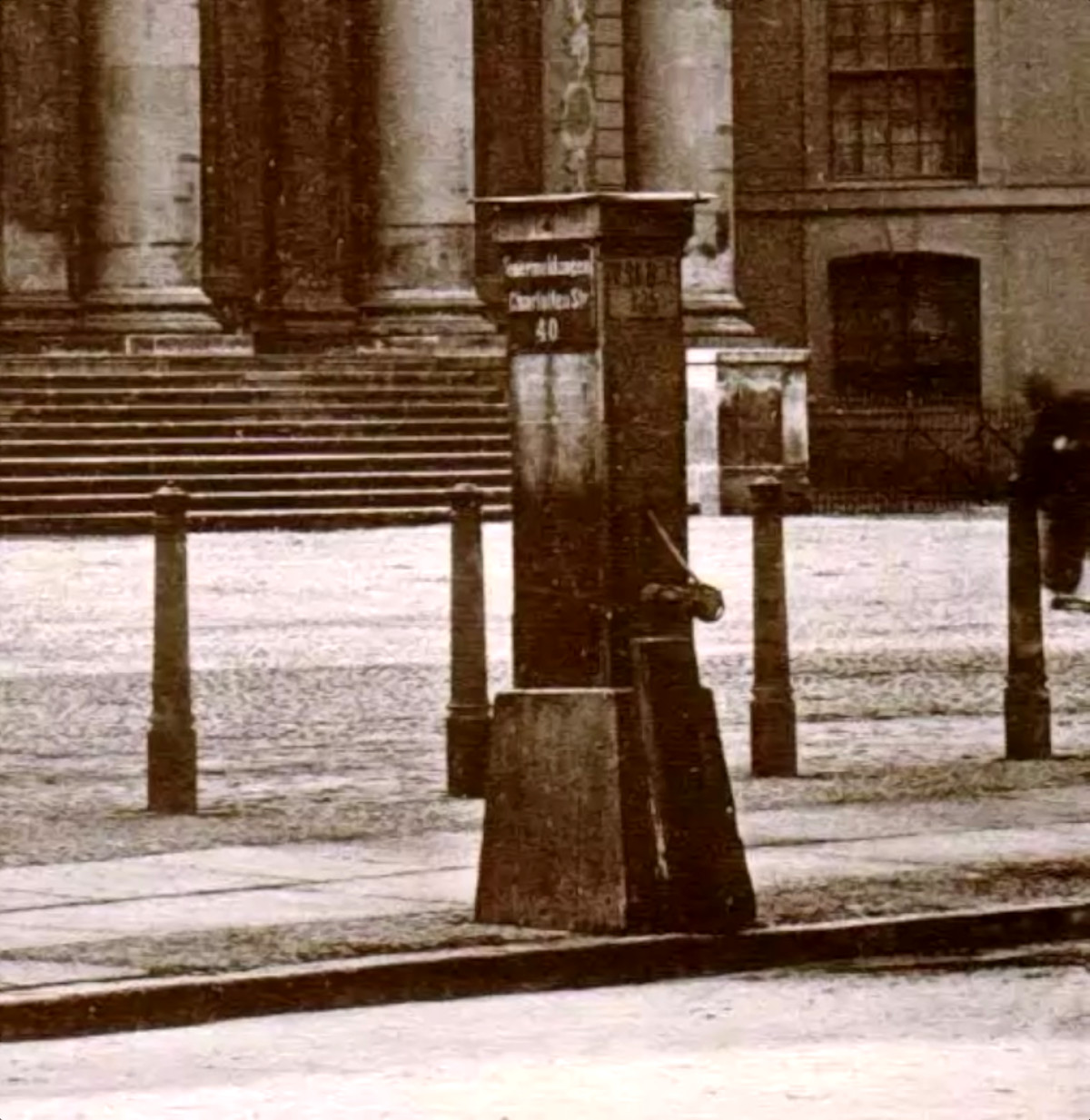
Gendarmenmarkt (Französische Straße) (1883)

Schwengelpumpen auf Kesselbrunnen
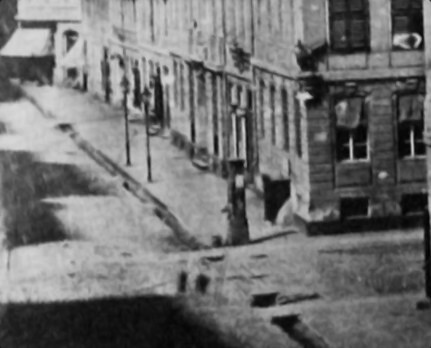
Alte Leipziger, NO-Ecke Kurstraße (1860)
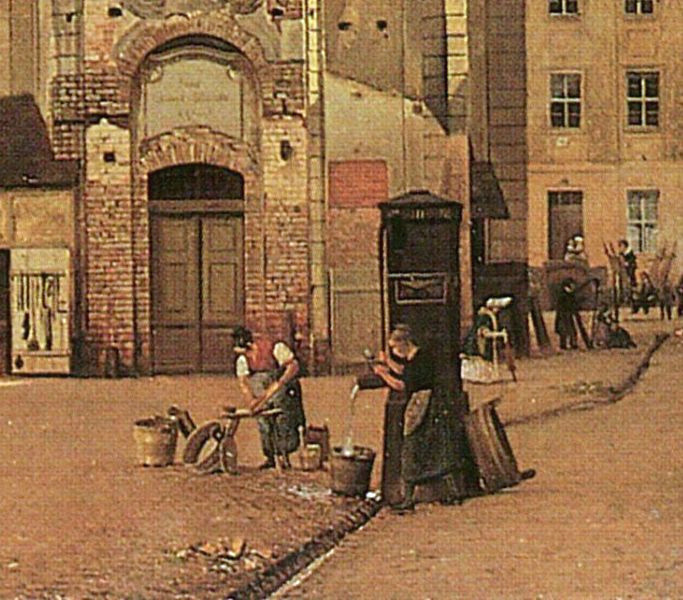
Frauen am Brunnen (1883)
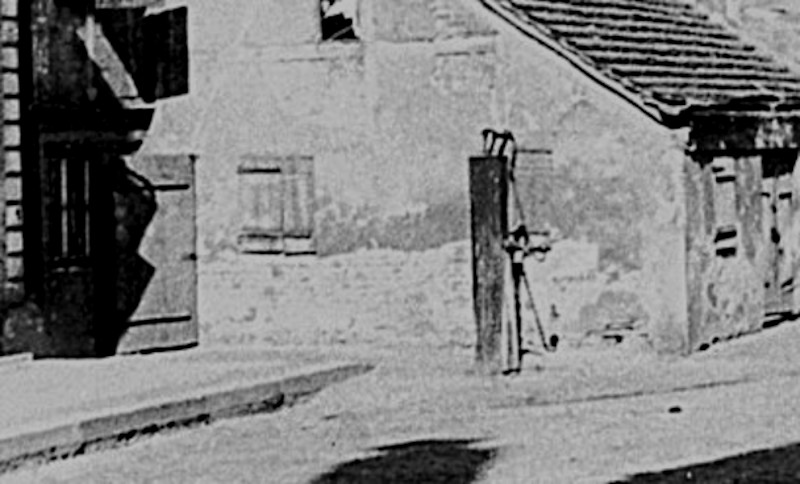
Hofbrunnen (1927)
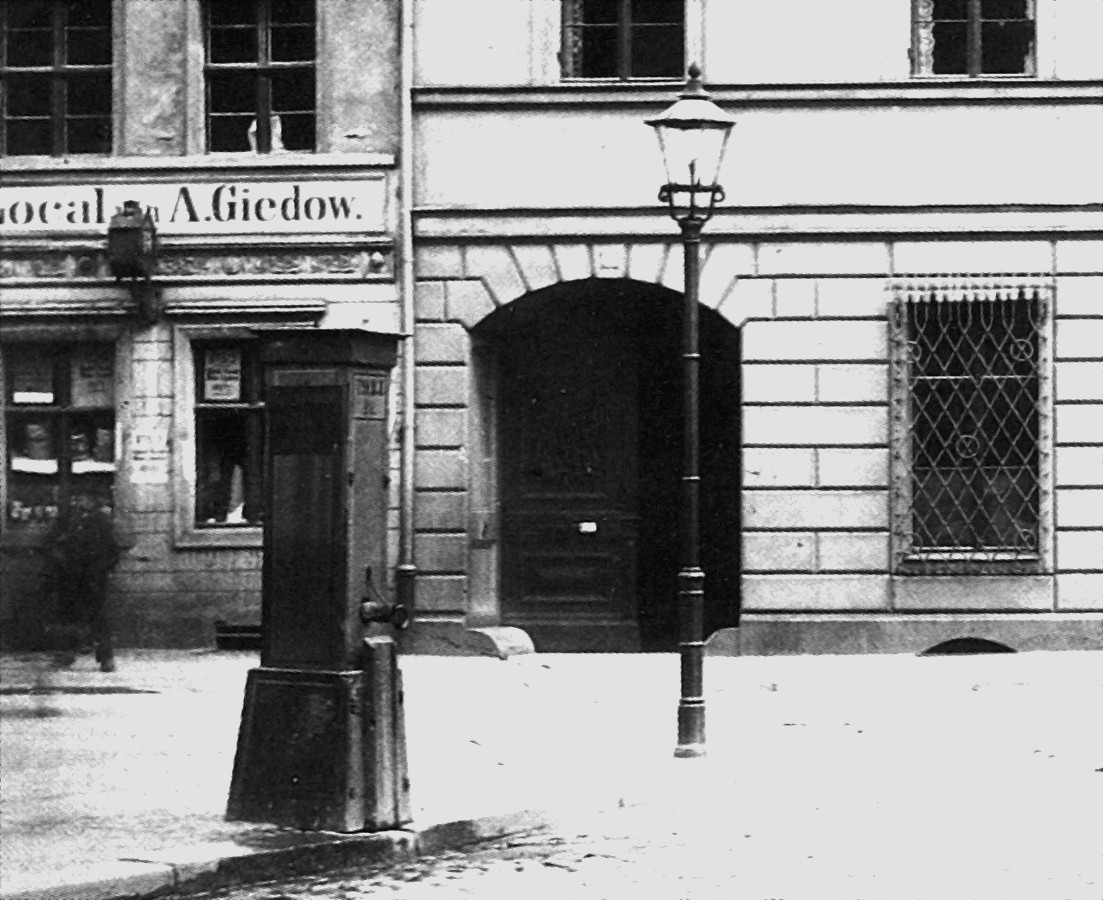
Bischofstraße 1 (1885)
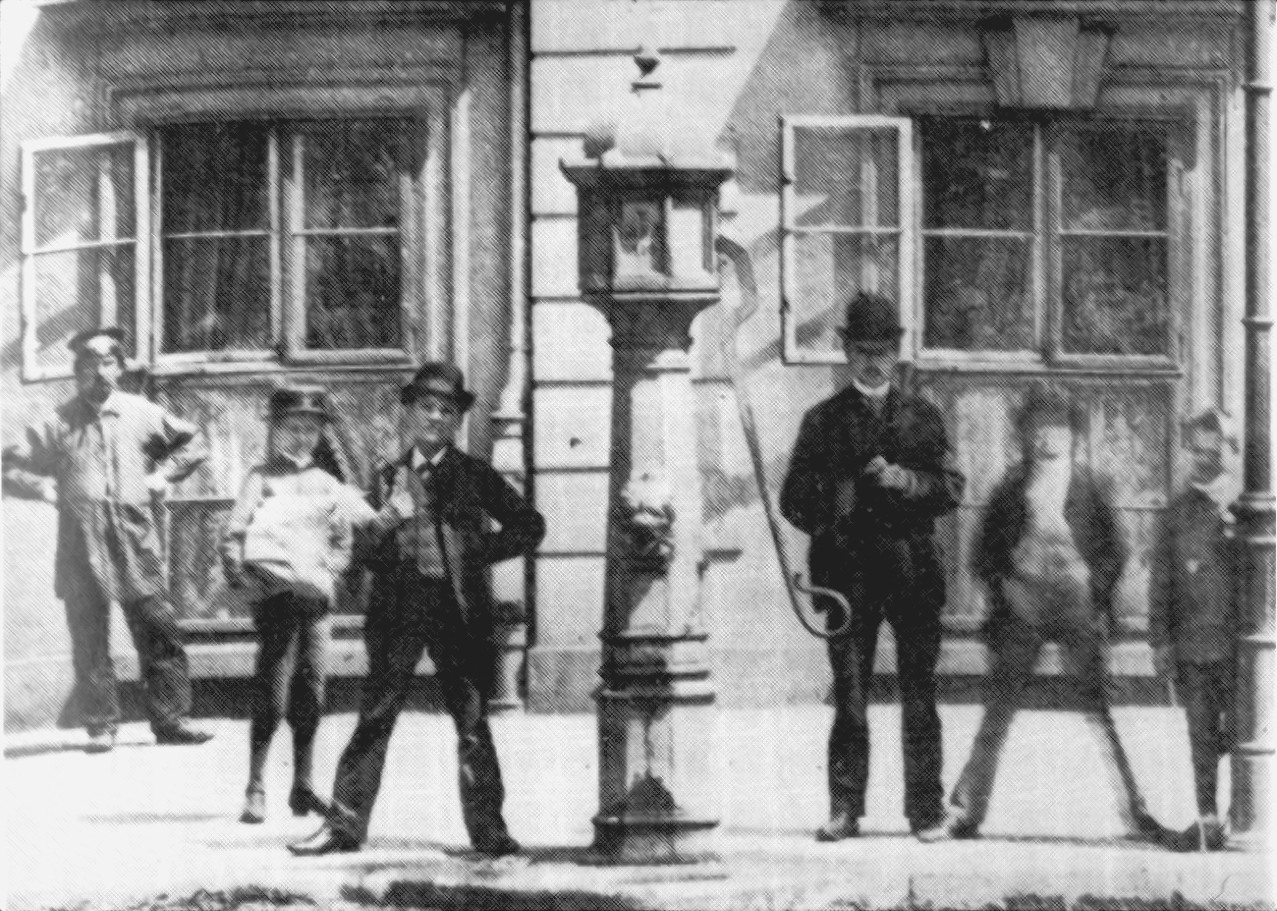
Zinkgussgehäuse, Hausvogtei (1875–1894)
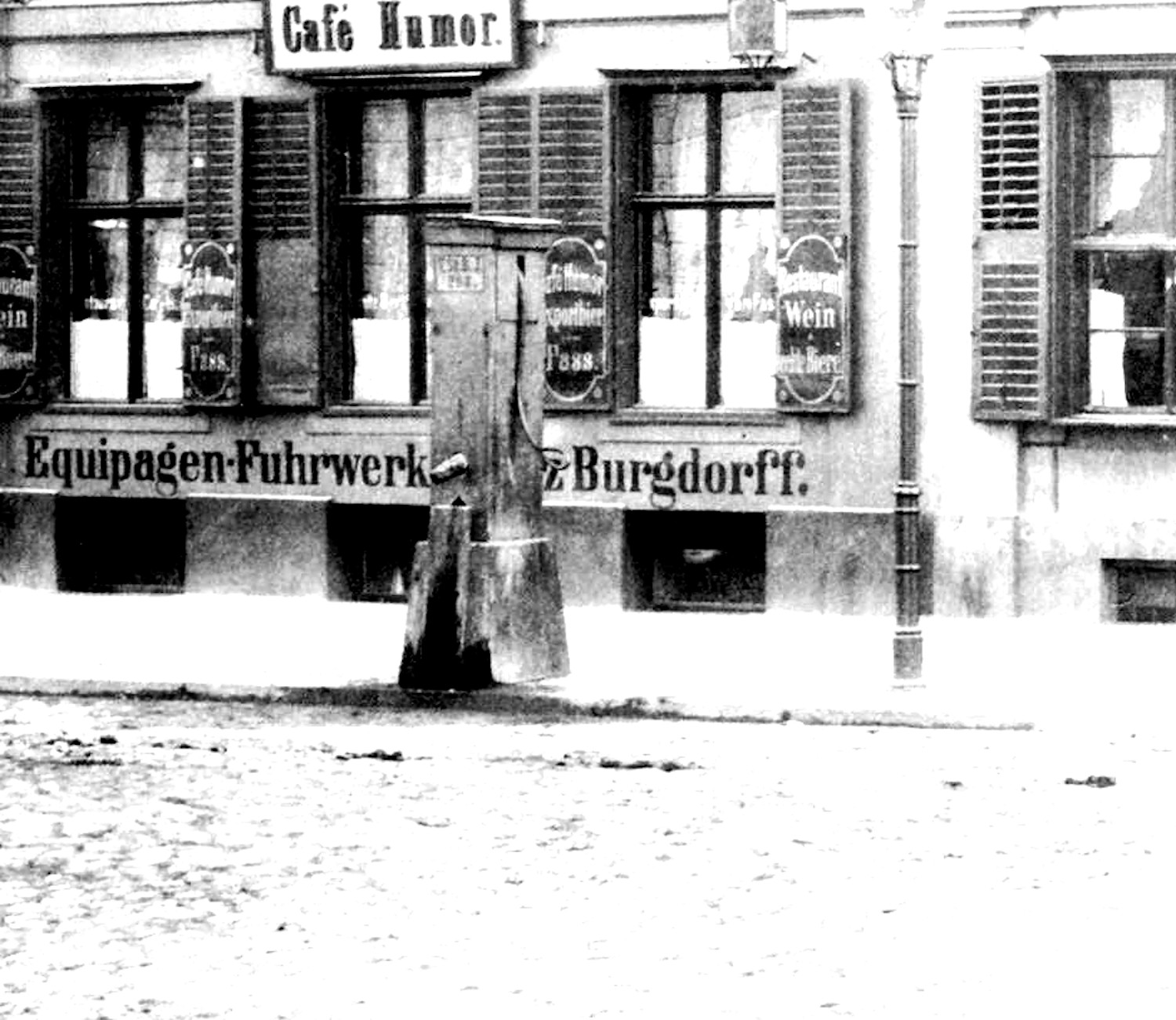
Kastenbrunnen mit Austritt zur Straße und Schrägbrett in der Jägerstraße (1886)

### Eiserne Rohrbrunnen

Formen
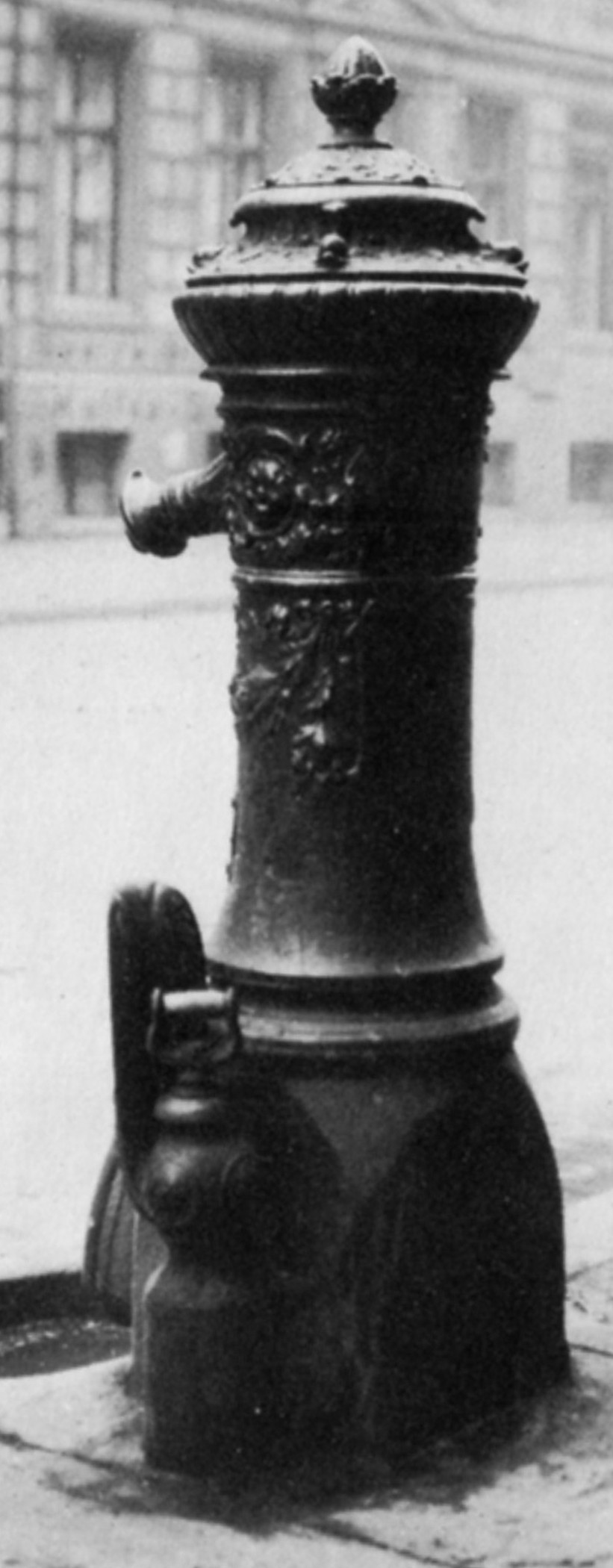
Otto Greiner Typ-I
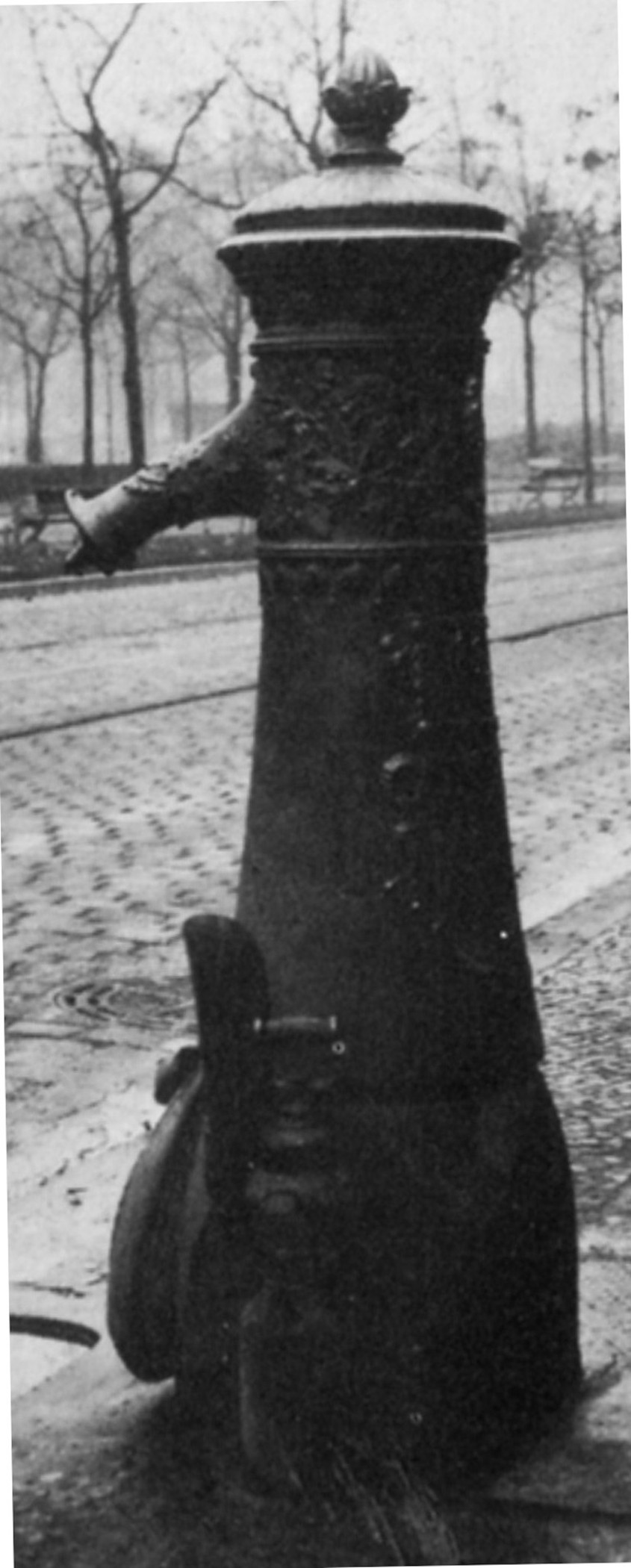
Otto Greiner Typ-II
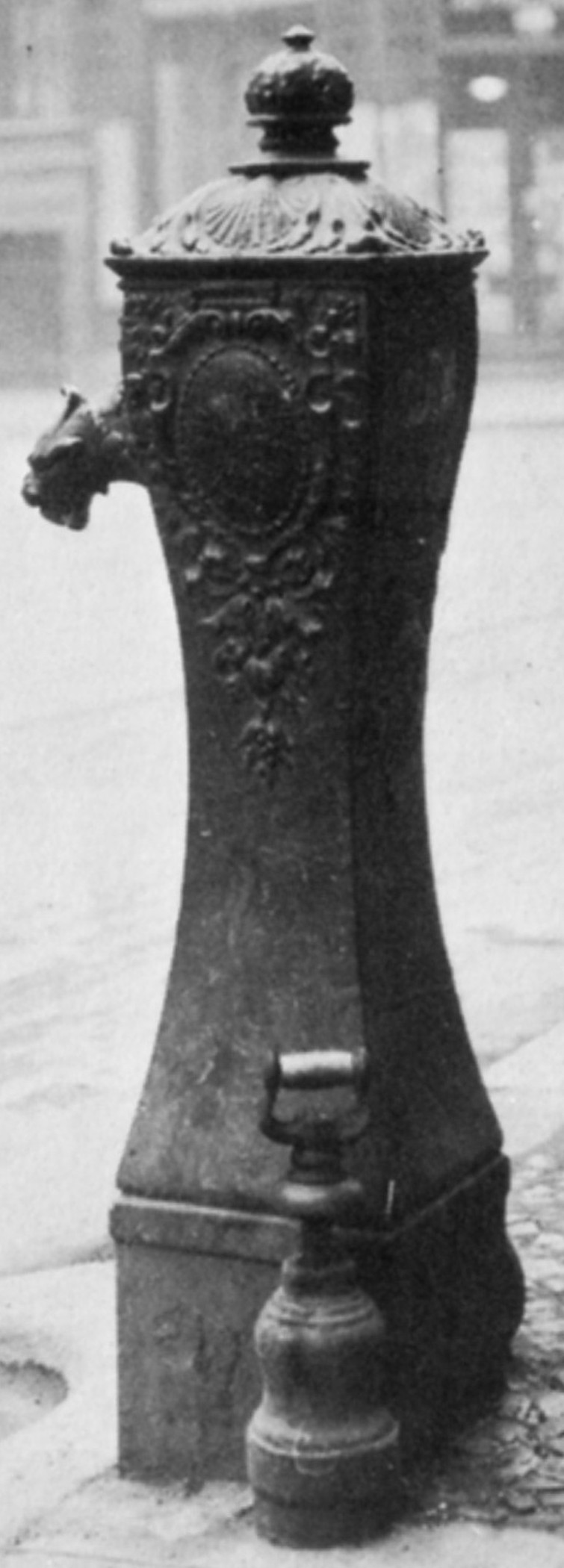
Otto Greiner Typ-III
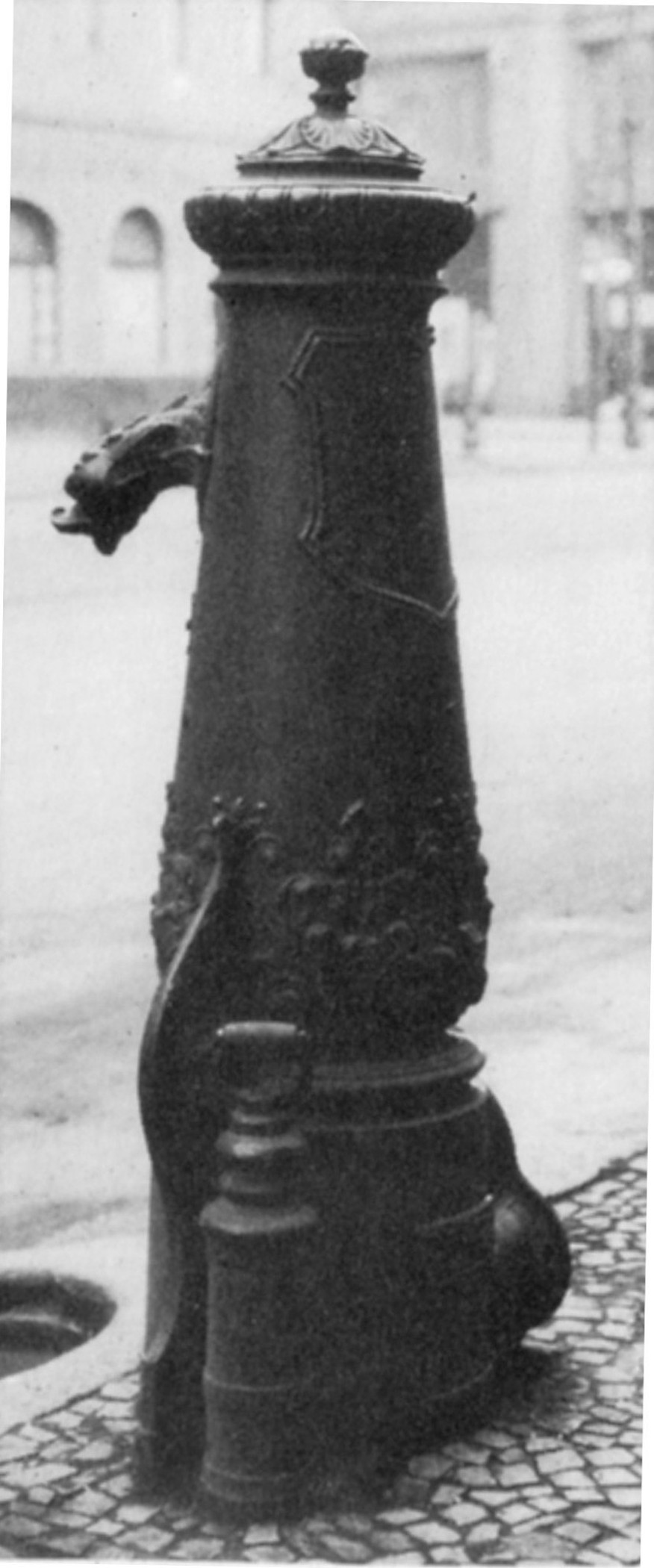
Louis Lohde Typ-I
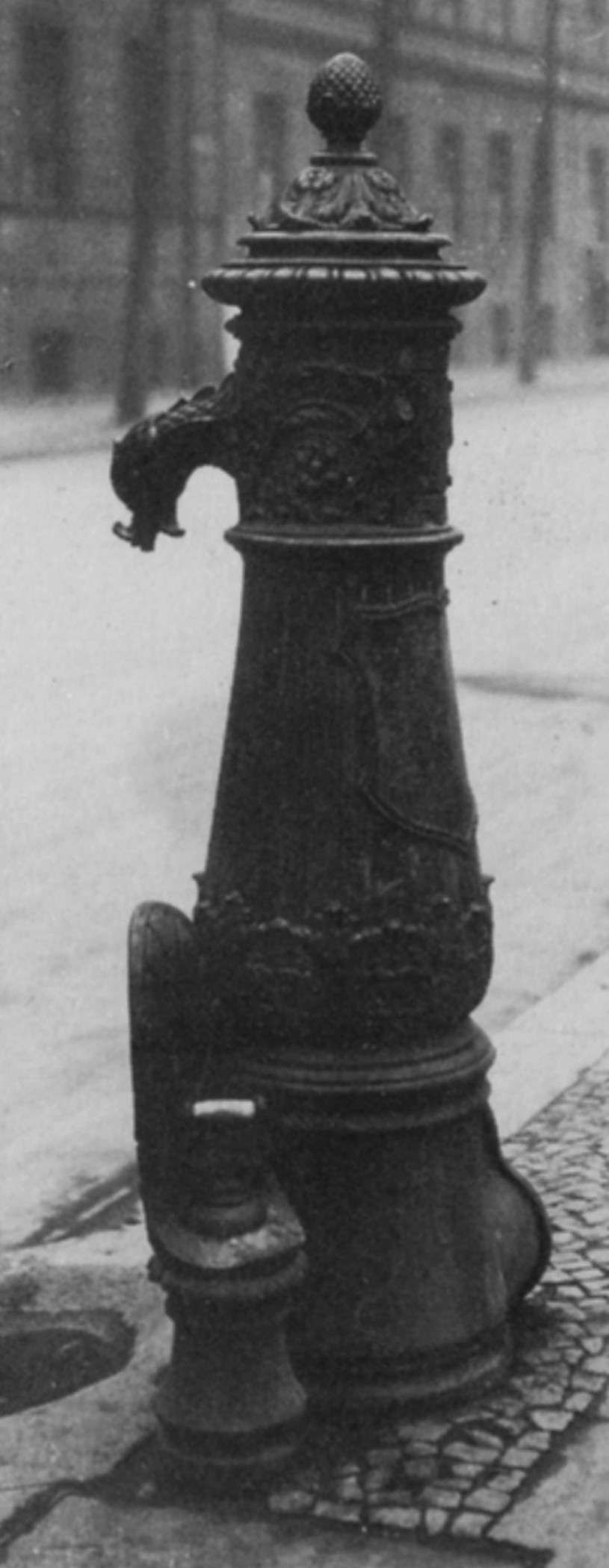
Louis Lohde Typ-II
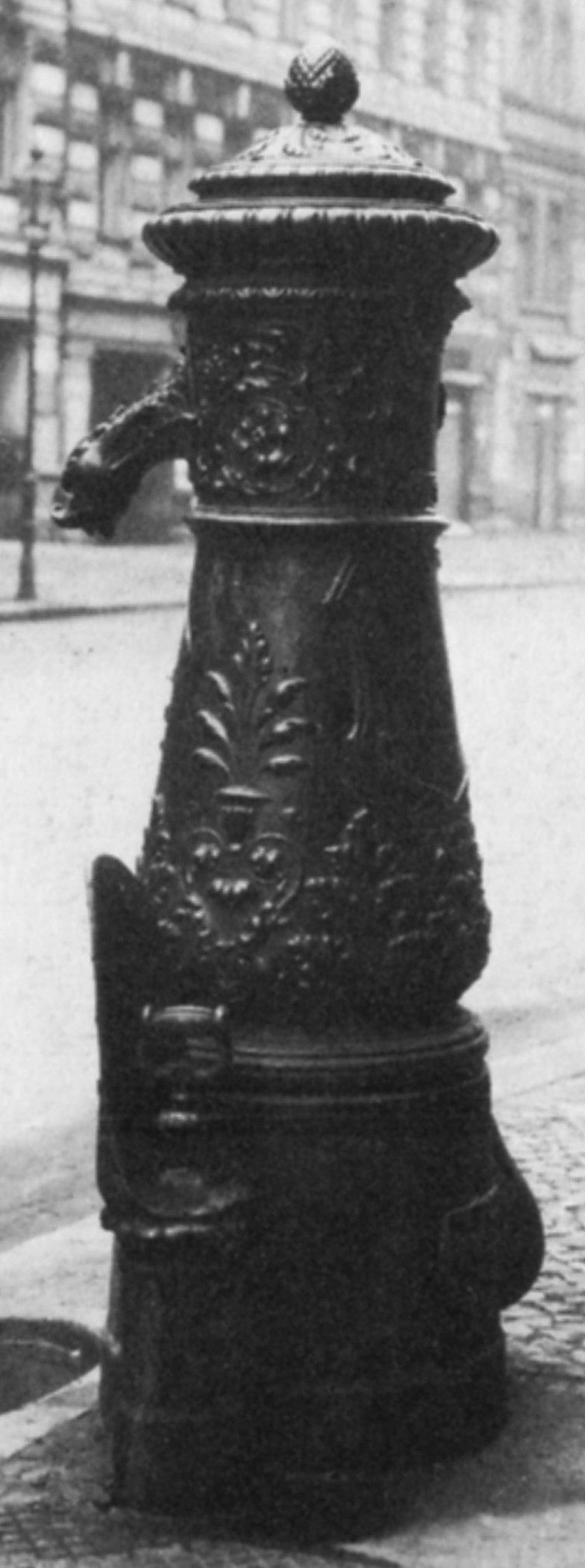
Louis Lohde Typ-III

Nach einem geänderten Pumpenprinzip hatte der Ingenieur Otto Greiner in den 1870er Jahren einen eisernen Rohrbrunnen entwickelt, der das Wasser auch aus tiefliegenden Bodenschichten ansaugen konnte. Je nach Qualität und Menge des erreichbaren Grundwassers wurden die (anfänglich ausschließlich) oberflächennahen Flachbrunnen zu Tiefbrunnen (Bohrbrunnen bis 40 Meter unter der Straßenoberfläche) umgestaltet. Die Brunnenschächte wurden weiterhin gemauert, für diese gab es die Abdeckung neben dem Brunnenfuß für Inspektionen. Von den Greinerschen Brunnen gab es drei Ausführungen, davon I und II mit gesondertem Anschluss für die Feuerwehr. Der Brunnenbaumeister Louis Lohde (Unternehmen seit 1807) schuf nach dem Greinerschen Prinzip seine ebenfalls in drei Gehäusetypen gestalteten Rohrbrunnen. Statt der Schwengel für das Pumpgestänge hatten alle sechs Ausführungen einen Handgriff zum Auf- und Niederziehen. Die Aufstellung der eisernen Rohrbrunnen begann nach einem Probestandort seit 1877 und ersetzte die Pumpkästen mit Schwengeln auf Kesselbrunnen. Bis 1892 wurden 450 Exemplare der neuen Straßenbrunnen aufgestellt. Davon existierten 1937 noch 118 Exemplare. Der Brunnenkörper des letzten Rohrbrunnens steht noch 2020 in Berlin-Mitte und ist in die Denkmalliste aufgenommen. Die Gestaltung der Gehäuse der Brunnen Greiners wurde vom Architekten Eduard Jacobsthal ausgeführt. Unterscheidungsmöglichkeit der sechs Typen ist die Form der Brunnendeckel. Die Schmuckelemente bei Greiner ziehen sich vom Ring in Ausflusshöhe nach unten. Die Ähnlichkeit der sich am Gehäuse hochziehenden Blütenmuster legt eine Arbeit ebenfalls von Jacobsthal nahe. Dem Wasseraustritt gegenüber tragen die Brunnen von Lohde ein Firmenwappen.
Ende des 19. Jahrhunderts kamen Tränksteine auf, Granitplatten in der Bordkante mit eingearbeiteter Mulde, in der sich das abfließende Brunnenwasser sammelte. Um Wasser in Bottiche auf Pferdewagen zu pumpen, waren mitunter zwei Tüllen am Brunnenkörper angesetzt, der wegen der nötigen Hebellänge des Schwengels gleichfalls länger sein musste. Der untere Austritt wurde dabei verstopft, falls nicht bereits ein Hahn vorhanden war.
Zur Sicherung der Wasserqualität wurden Flachbrunnen durch Tiefbrunnen ersetzt, um trinkbares Grundwasser in tieferen Schichten zu erreichen, was mit den neuen Rohrbrunnen möglich war. Als 1880 der Magistrat die öffentlichen Brunnen übernahm, sind 836 Flach- und 42 Rohr-(Tief-)brunnen notiert; für 1884 dann 727 Flachbrunnen und 215 Rohrbrunnen. 15 Jahre später (Greinersche, Lohdesche und Lauchhammerbrunnen) wurden 1899 816 Rohrbrunnen und noch 269 Flachbrunnen verzeichnet. 1867 bis 1871 niedergebrachte Bohrungen für öffentliche Straßenbrunnen (Rohrbrunnen) wurden für Baugrunduntersuchungen zur ersten Baugrundkarte Berlins genutzt.

„Eine für die frühere Zeit großartige Idee war die Einrichtung einer Wasserleitung in Berlin, welche nach der Kämmerei-Rechnung vom Jahre 1572 bereits zu Stande gekommen war. […] Auf Veranlassung des Kurfürsten mußte der Magistrat das zu sämmtlichen Röhren erforderliche Holz in den städtischen Heiden fällen und unentgeltlich hergeben, […] Schon im Jahre 1759 war dieses Werk ins Stocken gerathen. […] Außerdem verringerte sich die Zahl derjenigen, welche bisher Antheil an der Rohrenleitung genommen, und Beiträge gezahlt hätten […] Der Verfall der städtischen Kasse war aber in der That begründet. Die Forsten waren über Gebühr angegriffen und konnten das nöthige Röhrenholz nicht hergeben. […] Der Kurfürst Johann Sigismund kam im Jahre 1618 nochmals darauf zurück; […] worauf er selbst die Hand bot. […] Allein die hierauf folgenden Unruhen des dreißigjährigen Krieges waren dem Unternehmen nicht günstig.“

### Lauchhammer
Regierungsbaurat R. Kuntze konstruierte Wasserspender mit einem vereinfachten Pumpsystem, indem er die Ventile und Hebel ins Pumpengehäuse einfügte. Für die Erlangung von dekorativen Gehäuseentwürfen wurde im Frühjahr 1890 vom Berliner Architekten-Verein ein Wettbewerb ausgeschrieben. 14 Entwürfe wurden eingereicht. Den mit 300 Mark dotierten ersten Preis erhielt Otto Schmalz, der zweite Preis (mit 100 Mark dotiert) wurde Otto Stahn zugesprochen. Anerkennungen erhielten die Entwürfe von Otto Rieth und von Franz Ehemann. Die städtische Baudeputation hielt jedoch den erstplatzierten Entwurf wegen seiner reichlichen Dekoration für ungeeignet und entschied, die neobarocken Plumpen nach dem Entwurf von Otto Stahn produzieren zu lassen. Dessen aus Gusseisen in der Kunstgießerei Lauchhammer hergestellte Pumpenkörper erhielten nach dem Produktionsstandort den gängigen Namen „Lauchhammer-Pumpen“. Zwischen 1894 und 1897 wurden jene Ständerformen in drei Bauformen gefertigt, die nach den thematischen Schmuckelementen unterschieden werden können. Es wurden wohl in Berlin 320 solche Exemplare aufgestellt. Einige der in Lauchhammer gefertigten Brunnen „Alt-Berlins“ trugen am Kopf als Symbol die Bärenkrone (Mauerkrone), als Typ III bezeichnet. Gleichzeitig war am unteren Gehäuse auf den vier Seitenflächen das Wappen Berlins aufgenommen, der darauf sitzende runde Teil mit dem Wasseraustritt ist mit Akanthus geschmückt und von da führen Riemen zu den Bändern zwischen den Wappenflächen. Angemerkt sei hier, dass Charlottenburg, Wilmersdorf und auch Schöneberg eigene Entwürfe in der Eisengießerei Lauchhammer fertigen ließen.
Typisch ist der stark verzierte, auch denkmalgeschützte Bautyp in breiter gedrungener Form. Vor allem Fuß, Wasserauslauf im Mittelteil (Fisch-, Drachen- oder Pelikankopf, letzterer für die Wilmersdorfer Form) und Kapitell der Pumpe sind mit auffälligen Schmuckelementen verziert. Der Sockel ist breiter und eher quadratisch, beim Wilmersdorfer Brunnenkörper rund. Die drei Typen der Berliner Brunnenform unterschieden sich typischerweise durch den Kopfaufsatz.

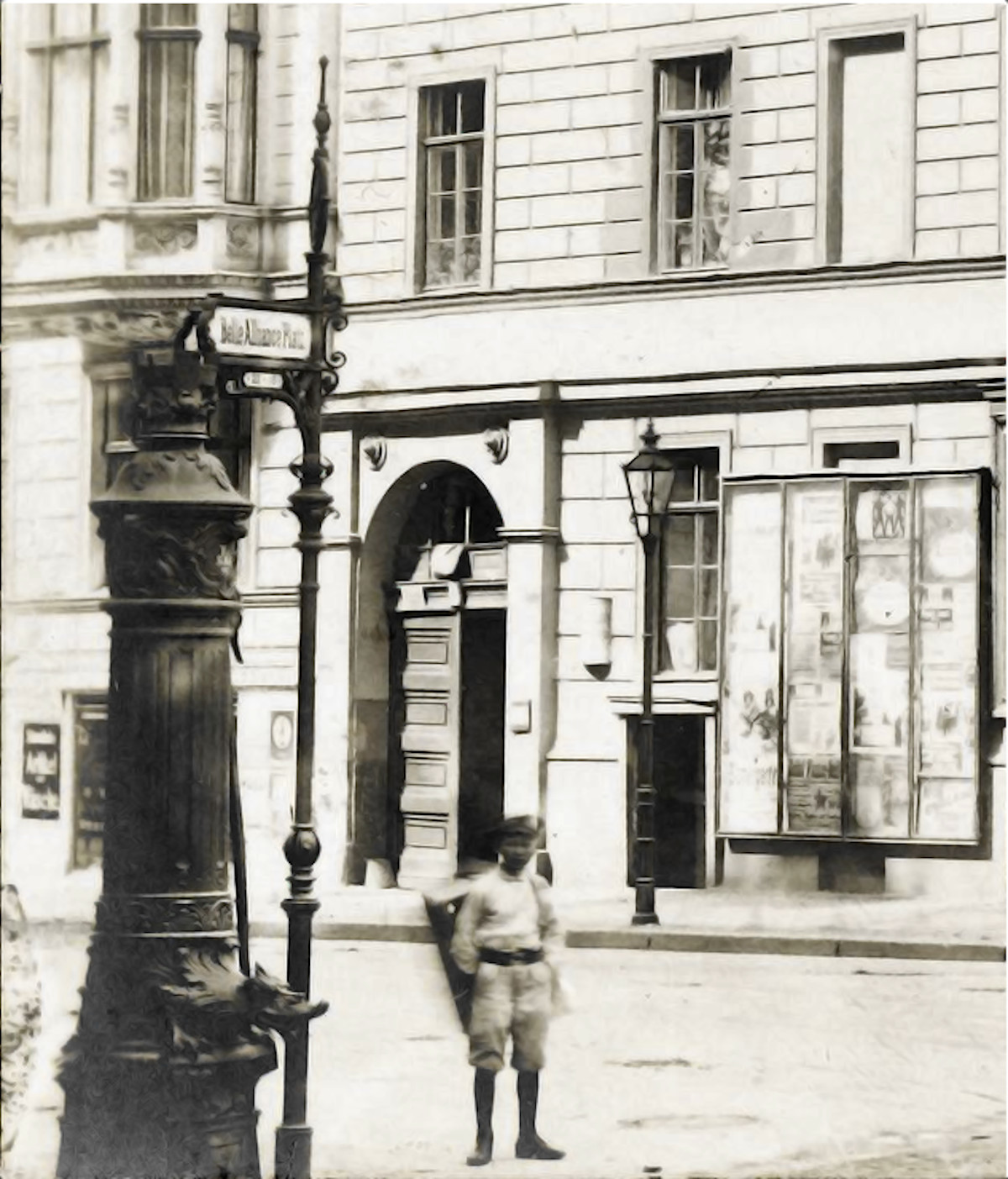
Ein Typ III mit Mauerkrone am Belle-Alliance-Platz (um 1900)

- Typ I trägt einen flachen halbkugeligen Aufsatz mit Pinienzapfen und der Auslauf ist ein Fischkopf als Wasserspeier. Zwischen den Spiegeln am Kopf sitzt ein Frosch dem Schwengelhaken gegenüber.[38]
- Typ II besitzt einen höheren Kegel mit aufgesetzten Schuppen eines Drachens und einem Geistergesicht und einem Zapfen an der Spitze, der Auslauf ist als Drachenkopf gebildet.[39]
- Typ III trägt im Sockelbereich auf allen vier Seiten das Berliner Wappen. Der Auslauf ist als wasserspeiendes Fabelwesen gestaltet.[40] Erkennbar am Aufsatz am Brunnenkopf mit einer Mauerkrone (ähnlich der des Berliner Bären) und Reliefs mit „Berliner Bären“ an allen vier Flächen des Sockels.[41][A 9]

Die Aufstellung von Kuntze-Pumpen mit Lauchhammergehäuse endete in (Alt-)Berlin um 1897, da sich die Wasserqualität in erreichbarer Tiefe verschlechterte und die Ergiebigkeit nachließ. Zudem führten bereits Wasserleitungen in alle Teile der Stadt und der Bedarf an Trinkwasserbrunnen wurde geringer. Der Mindestabstand von 300 Metern war nicht mehr nötig. Dagegen begann im Jahr 1901 die Anzahl der öffentlichen Wasserstellen am Netz anzusteigen. Bis 1911 kamen 495 Ventilbrunnen in Berlin hinzu, die aus der Leitung des Wassernetzes gespeist wurden. Bei diesen wurde der Wasserfluss durch Hochziehen des Hebels freigegeben. Für die Feuerwehr kamen die Unter- und Überflurhydranten und Feuerlöschbrunnen (Saugbrunnen in zwei Ausführungen, 1911 gab es davon 249 Stück) hinzu. Ab 1925 wurden in Groß-Berlin die Feuerwehrbrunnen aus der Gießerei Lauchhammer eingesetzt, die unter einem Deckel mit Bärenkopf den Anschlussstutzen für den Feuerwehrschlauch hatten. Wilmersdorf und Charlottenburg bezogen Brunnengehäuse ebenfalls aus Lauchhammer (dazu Vororte).
Einige nach dem Zweiten Weltkrieg erhaltene Exemplare der Lauchhammerbrunnen wurden in den 1960er Jahren entfernt vom Originalstandort und im Bezirk Tiergarten im „Brunnenfriedhof“ aufbewahrt. Vorrangig mit der Jahreszahl 1987 auf einer Seite des Spiegels am Kopf versehen, ist die Rekonstruktion zum einen durch die Firma „Schoening“ und zum anderen mit „Winkelhoff“ im Relief markiert. Auf jeden Fall lohnt ein Abstecher in die. Die Eisengießerei Carl Schoening zog im Jahr 1898 von der Weddinger Uferstraße in die Kopenhagener Straße 60–74 in unmittelbarer Nähe zum Bahnhof Reinickendorf-Rosenthal (heute Wilhelmsruh) der Nordbahn. Im Jahr 1987 ging die Eisengießerei Carl Schoening als letzte Eisengießerei Berlins in Konkurs. Der Gießerei-Ingenieur Albert Winkelhoff führte den Betrieb weiter, um ihn 2014 endgültig einzustellen.

Gestaltungen der Brunnengehäuse aus Lauchhammer
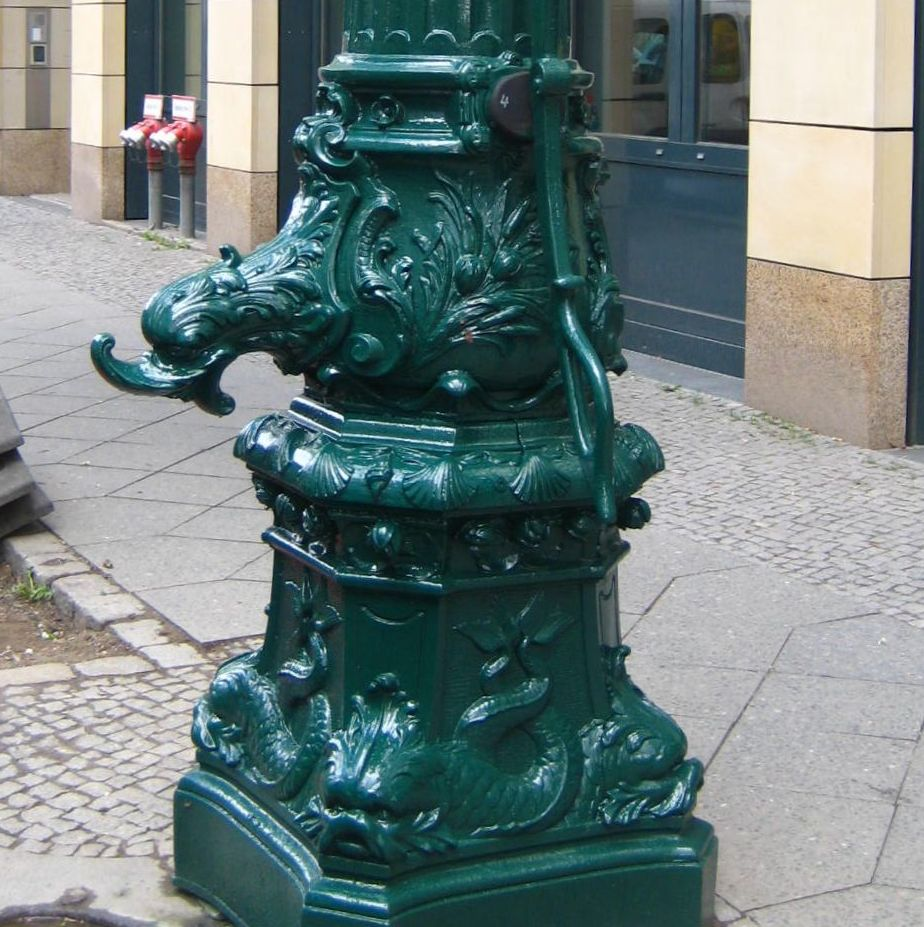
Fischkopf > „Typ I“
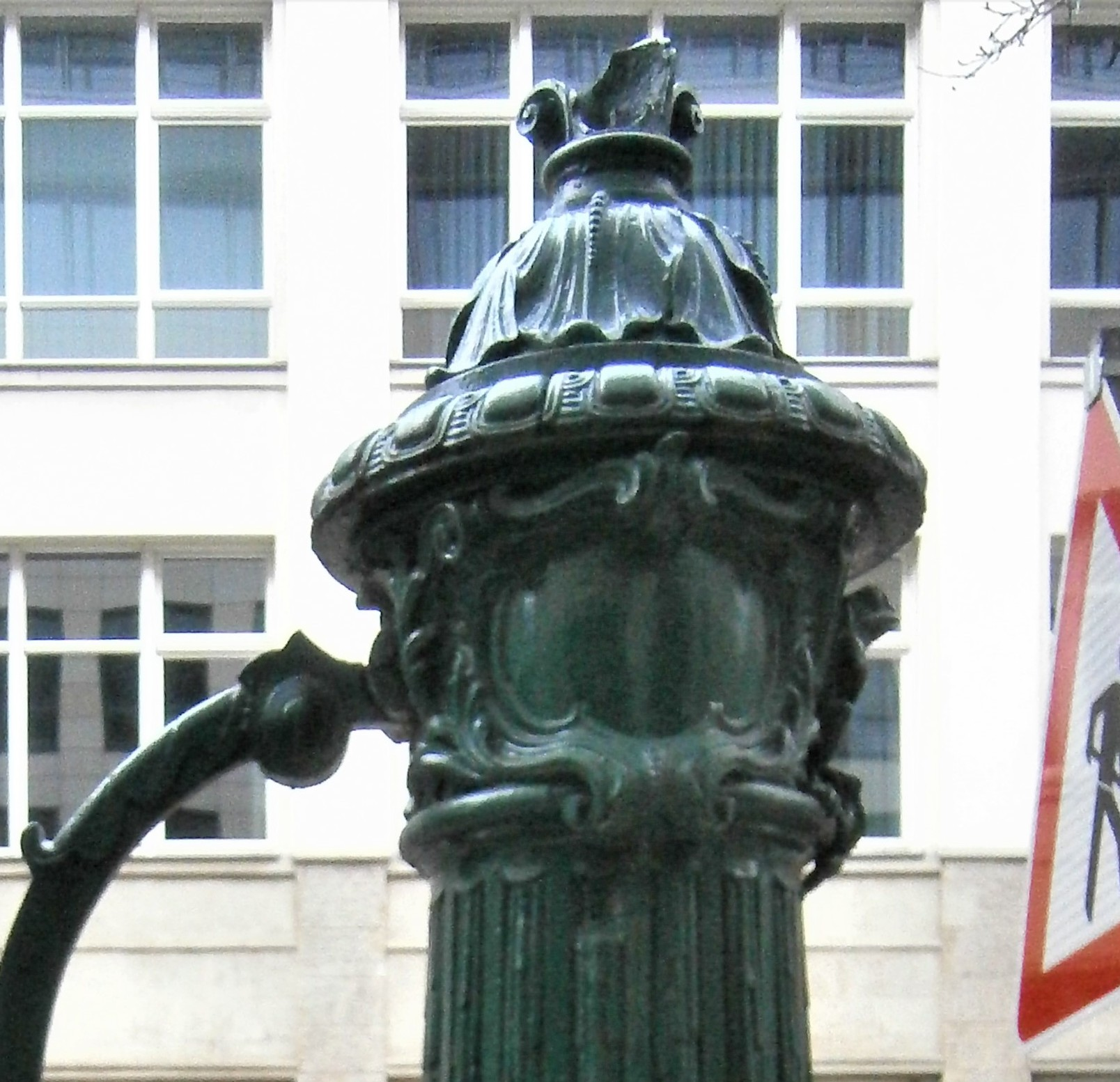
Aufsatz zu „Typ I“
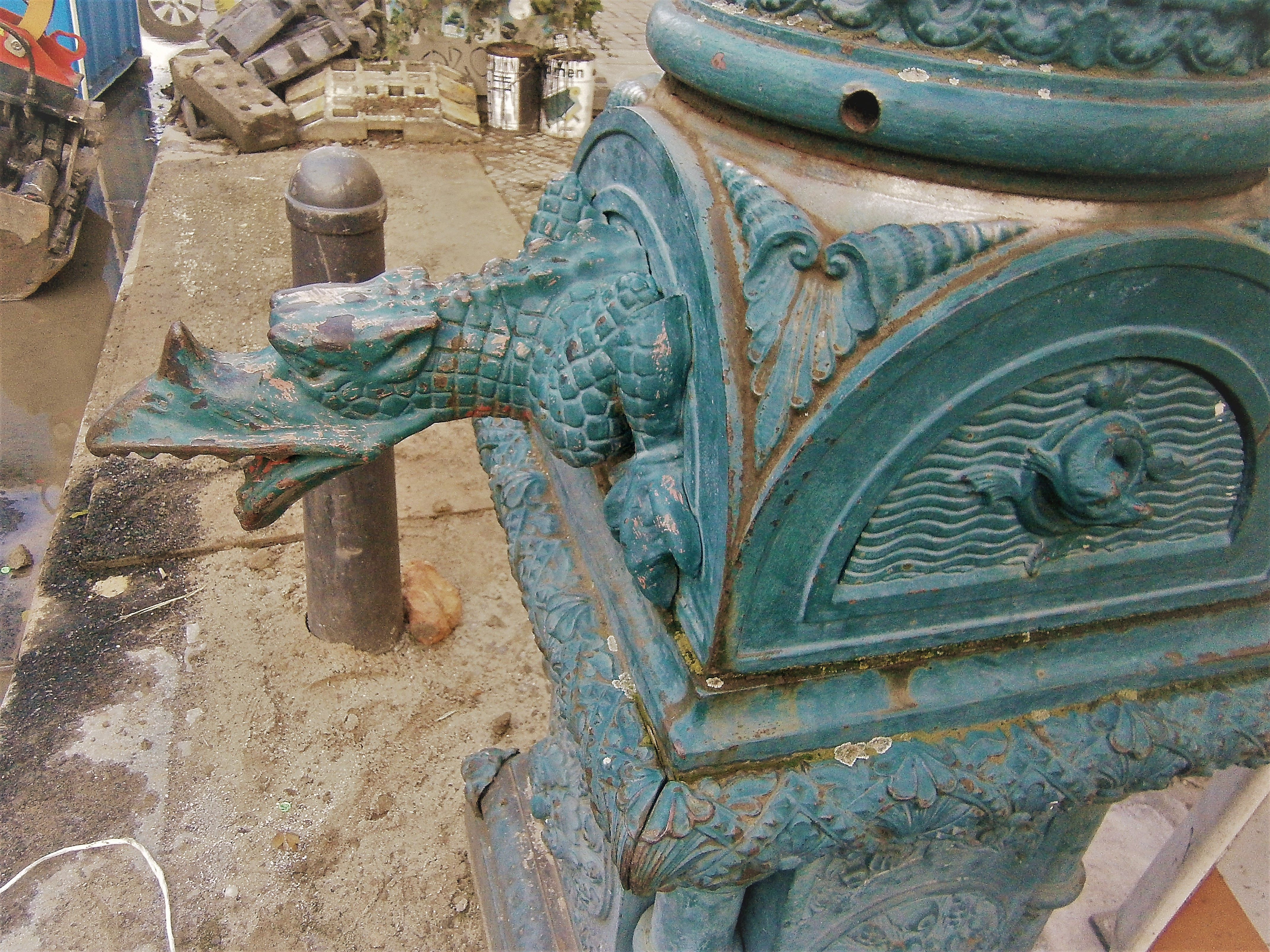
Drachenkopf > „Typ II“
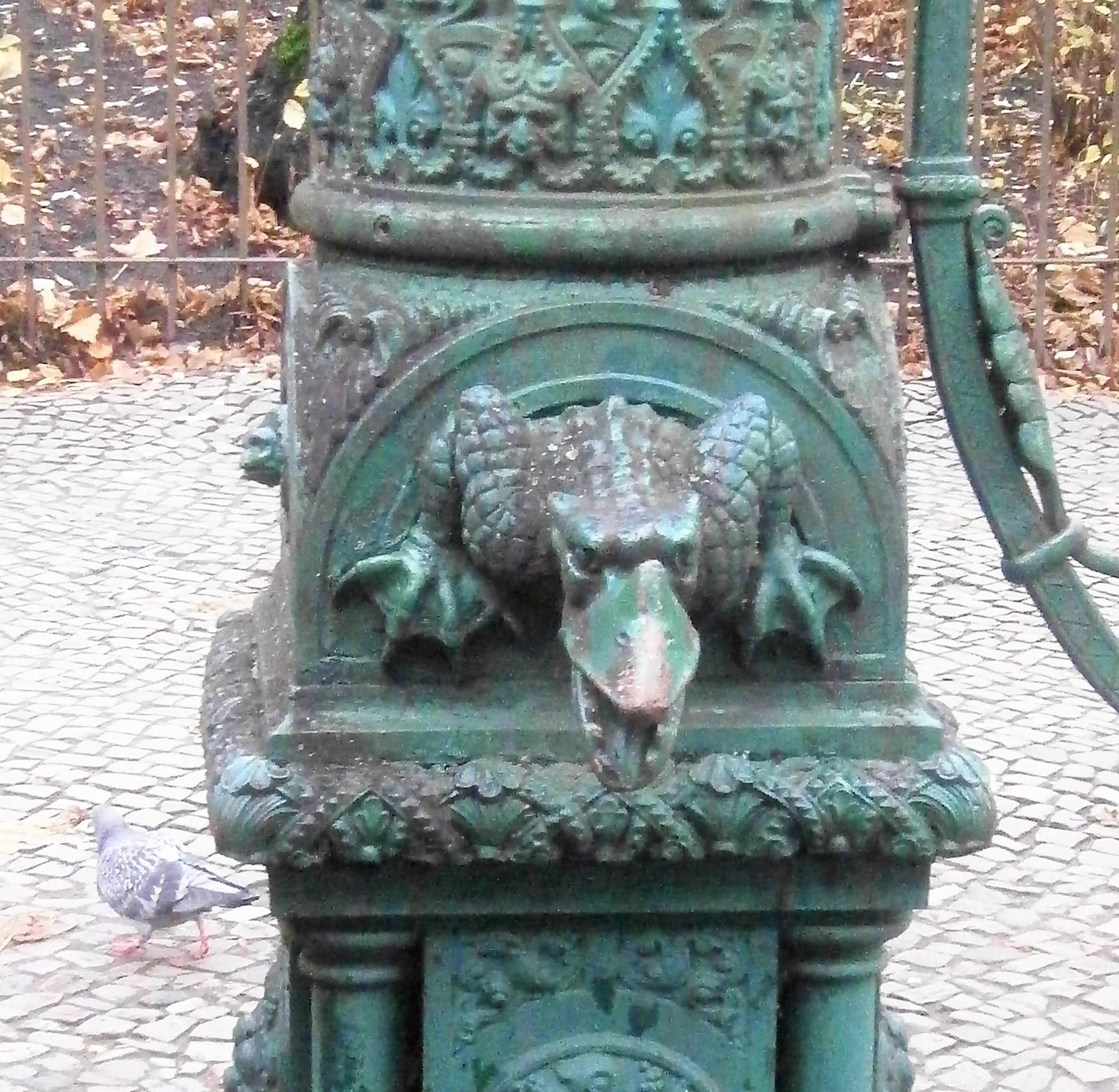
Drachenkopf > „Typ II“
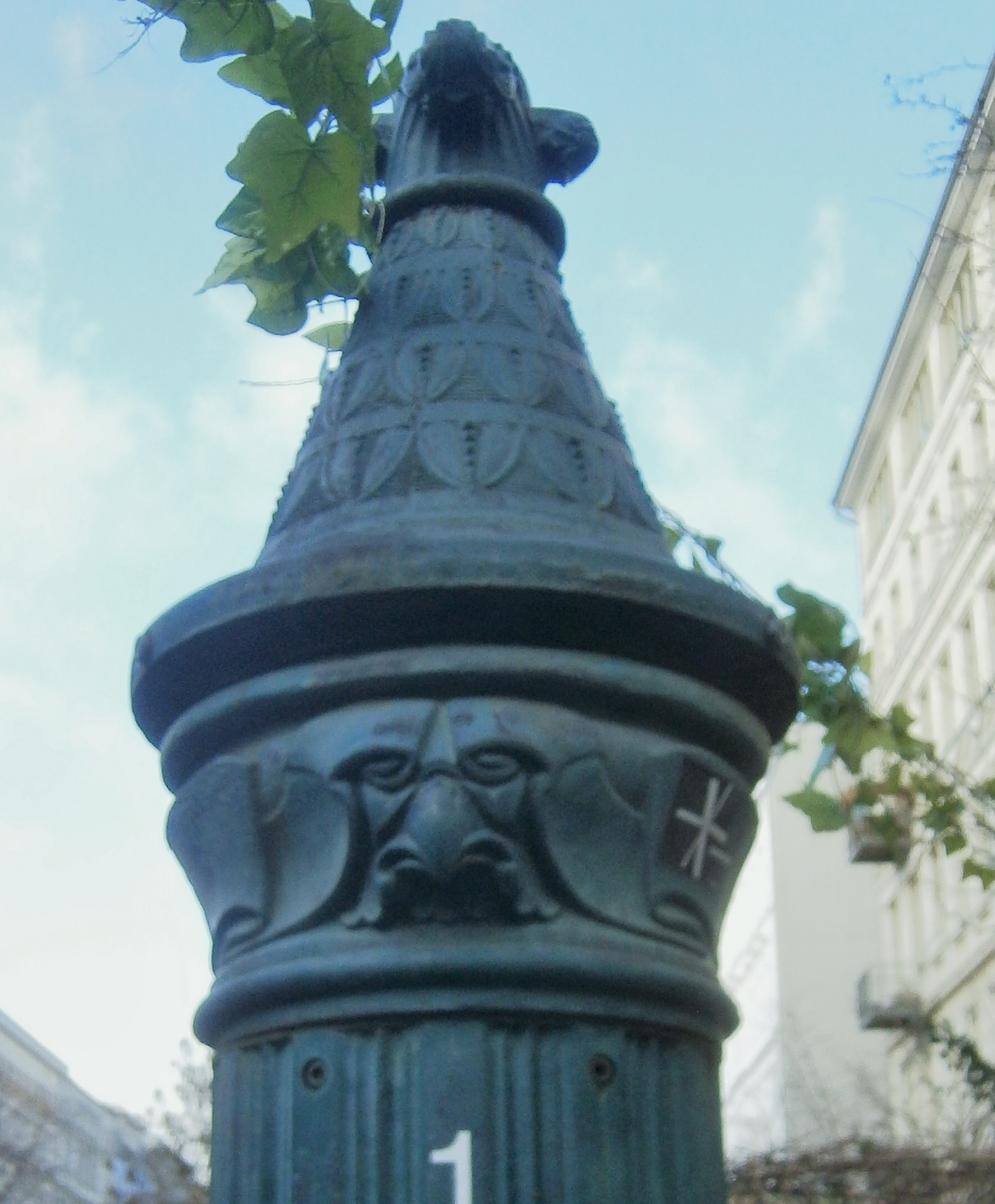
Aufsatz zu „Typ II“

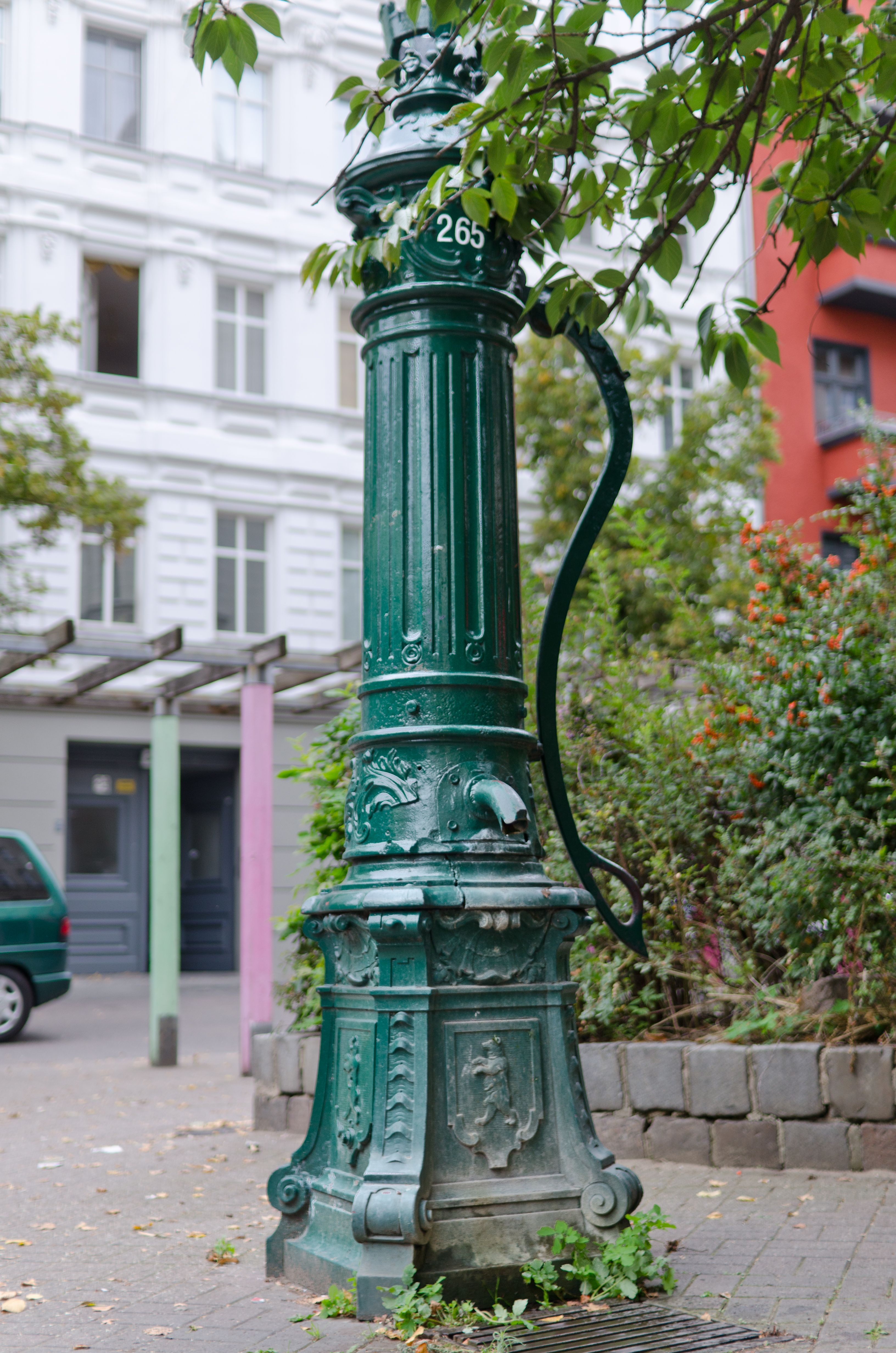
Typ III mit Krone (Sockel: Berliner Bär)
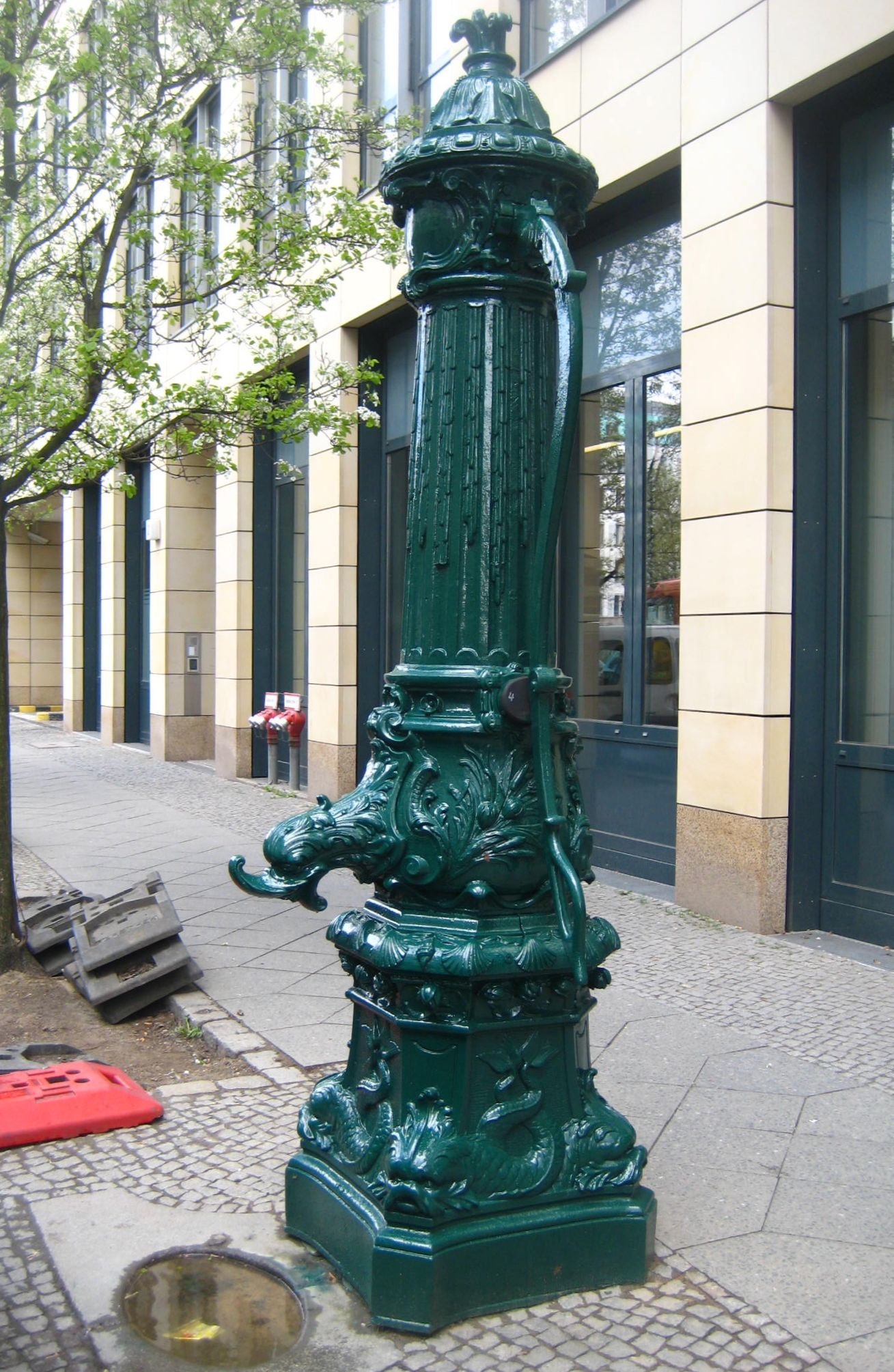
Lauchhammergehäuse (Otto Stahn)
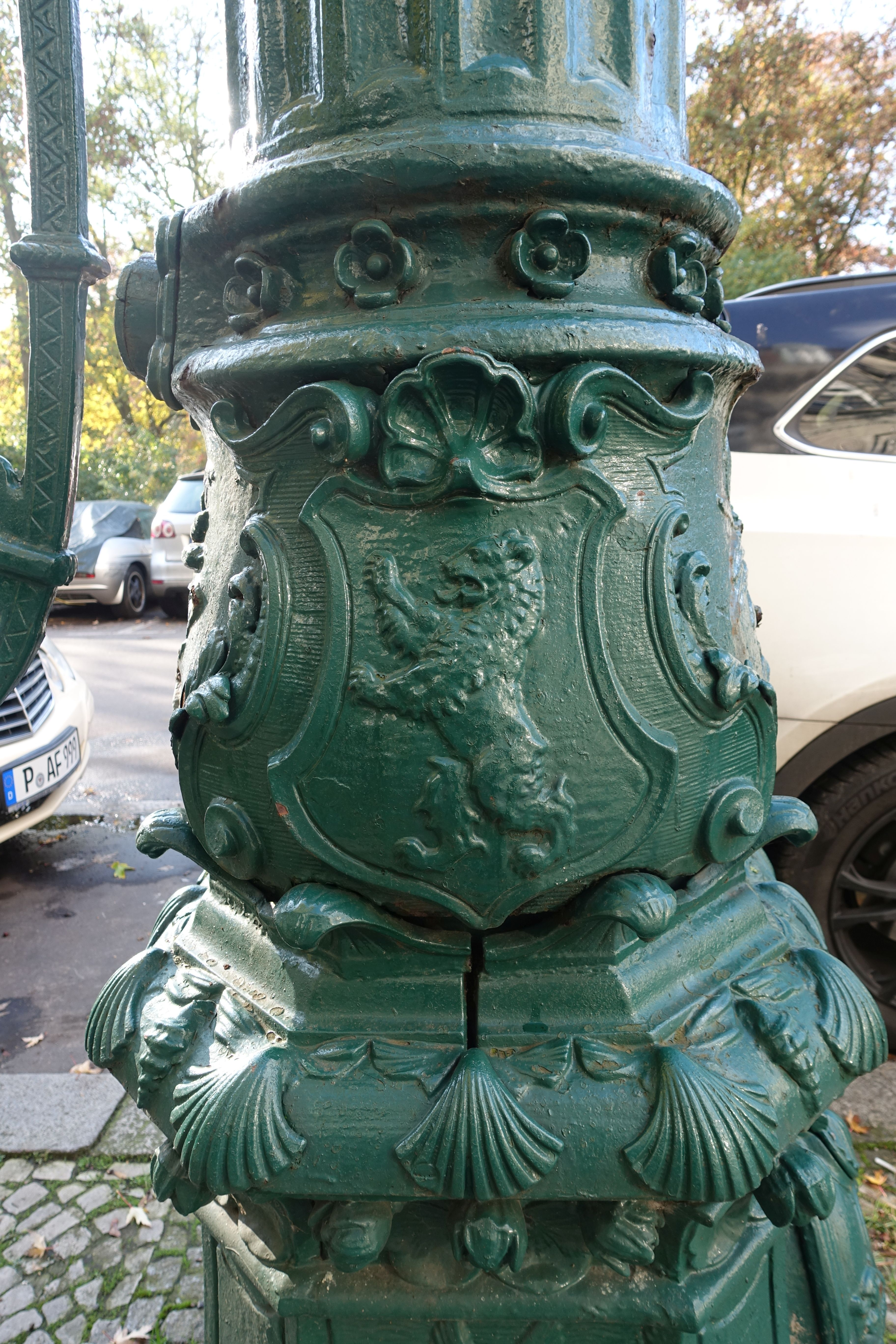
Typ „I (Berlin)“ mit Wappenbär
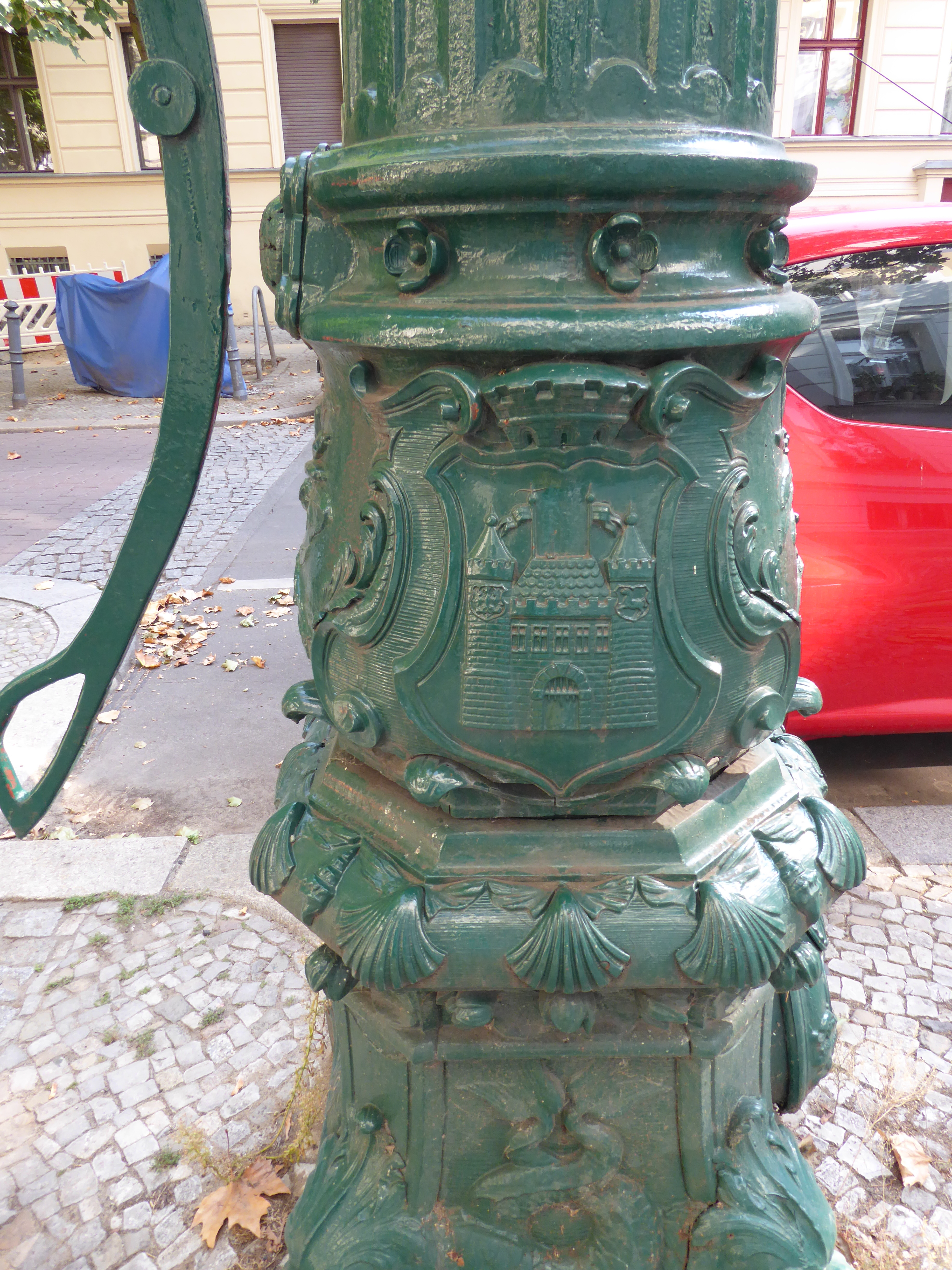
Typ „Charlottenburg“ mit Stadtwappen
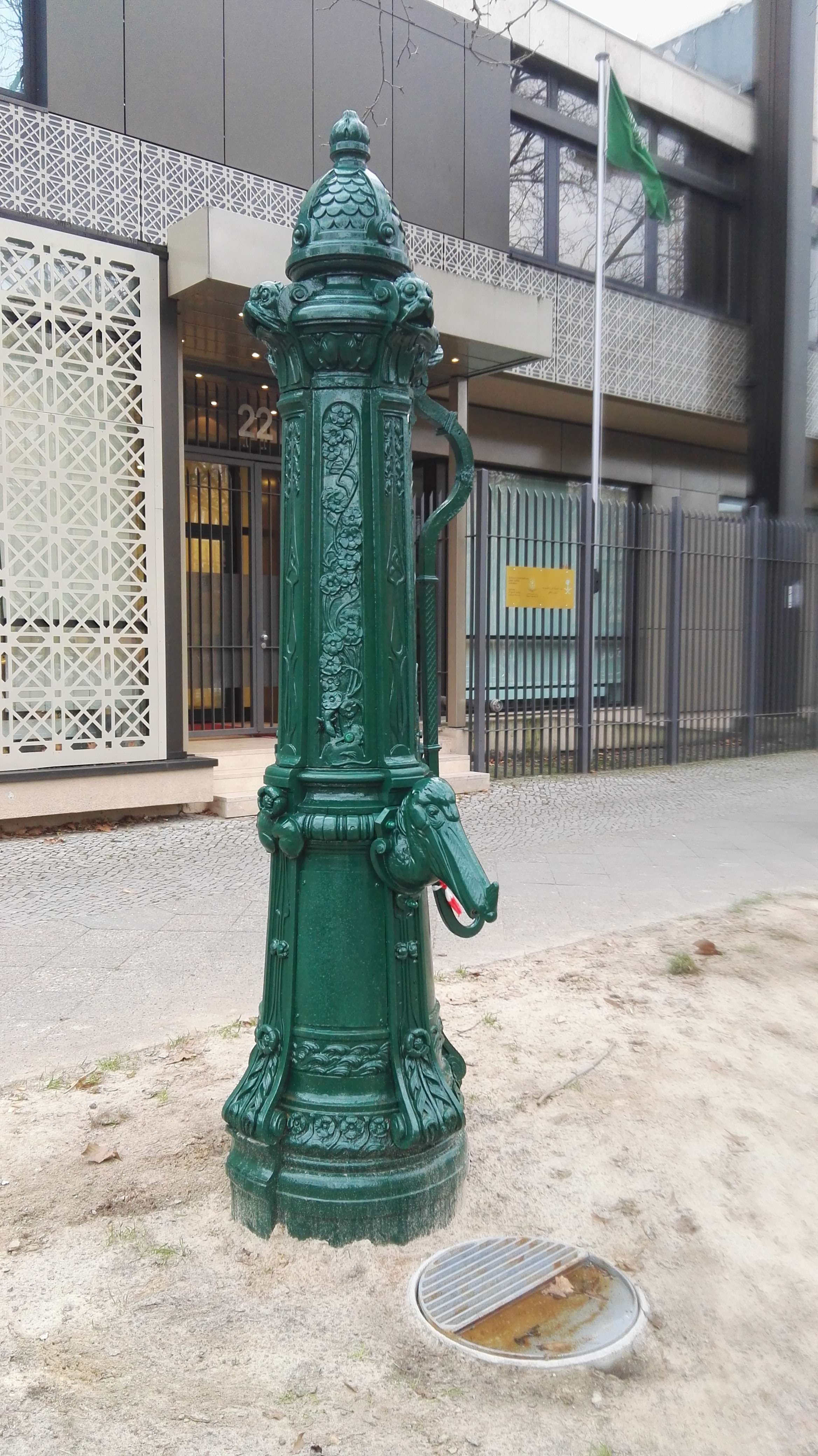
Typ „Wilmersdorf“ (von Otto Gaul)
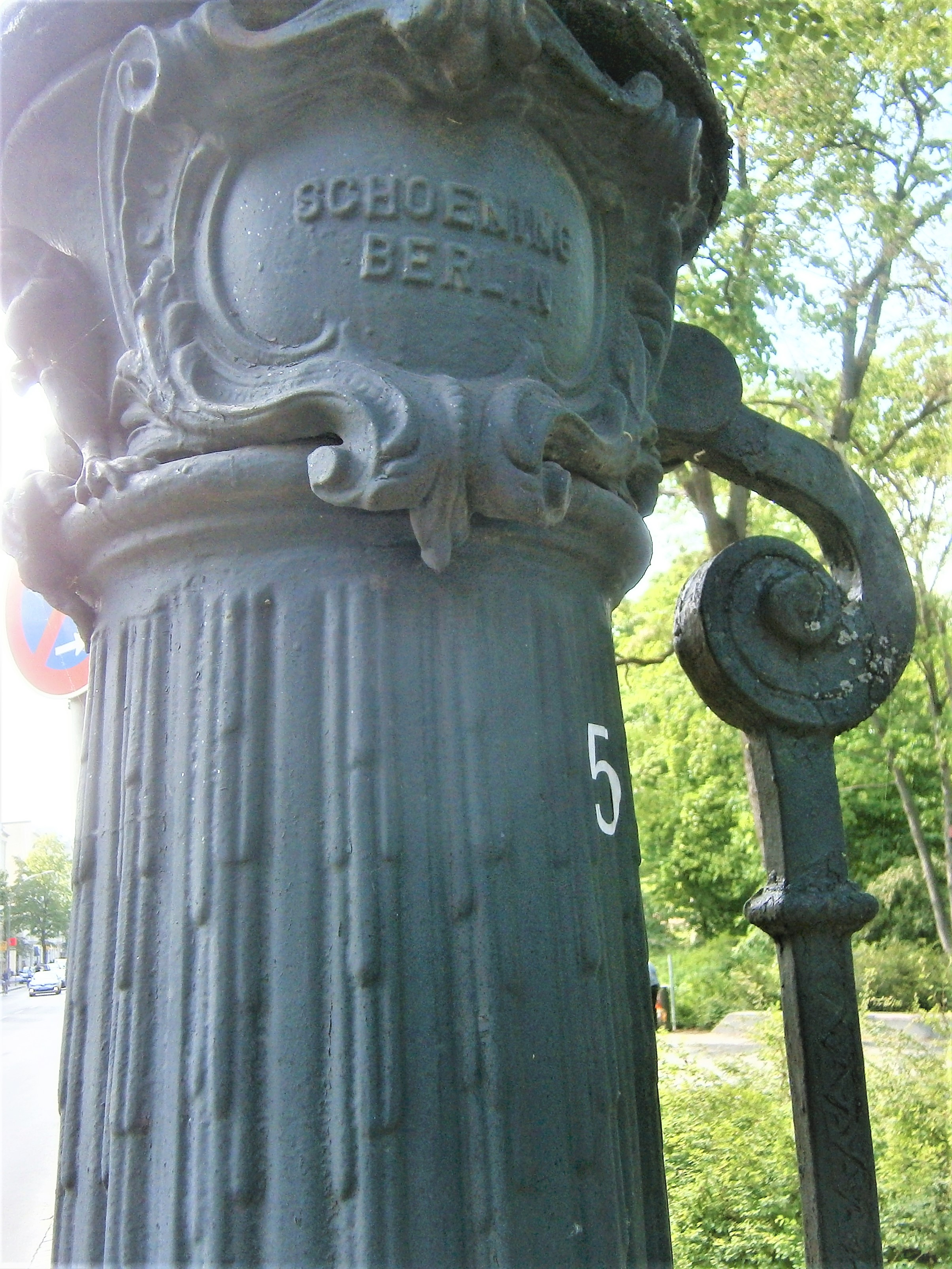
Lauchhammer-Reko („Carl Schoening“)
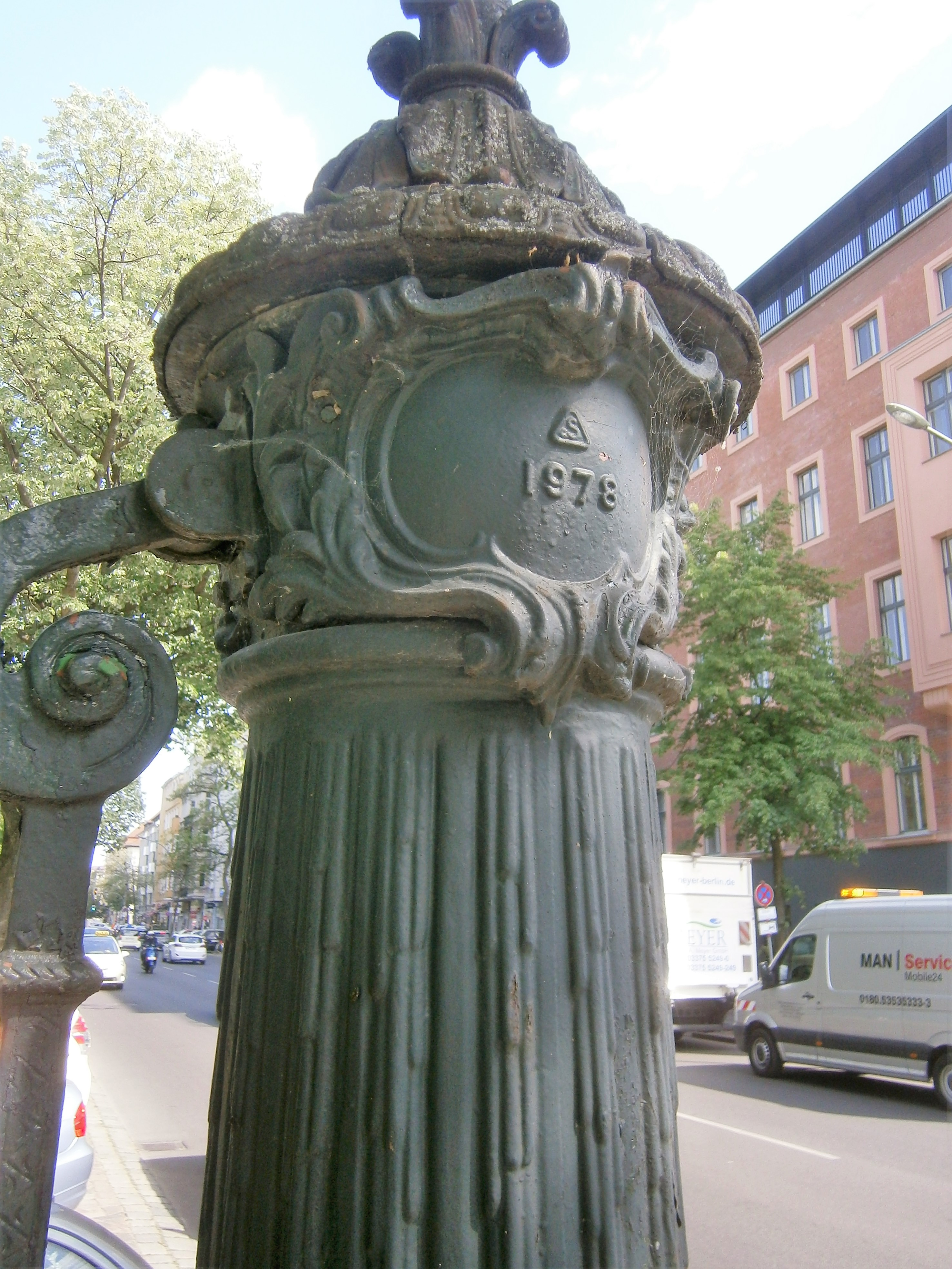
Lauchhammer-Reko (Jahr „1978“)

### Pumpen in den Vororten und Städten
Mit dem endgültigen Ersetzen der Kesselbrunnen in Berlin in den 1880er Jahren durch Rohrbrunnen nach dem Greinerschen Pumpprinzip und dem folgenden Aufstellen der Lauchhammergehäuse mit dem Kuntzeschen Pumpenprinzip kam es zu ähnlichen Entwicklungen im Berliner Umland. Zwischen 1902 und 1911 wurden noch Zapfbrunnen und Wasserstöcke (Ventilbrunnen) an das Leitungsnetz angeschlossen. Die Berliner Rohrbrunnen fanden ihre Verbreitung in den Nachbarstädten der Kreise Barnim und Teltow. Dort wurden nun ebenfalls „bodennahe“ Kesselbrunnen durch tiefer reichende Rohrbrunnen ersetzt.

- In der Großstadt Charlottenburg (1900 lebten 170.000 Einwohner[46]) existierten 17 alte Kesselbrunnen, die mit schieferbedeckten Holzgehäusen verkleidet wurden. Ab 1890 ersetzten Rohrbrunnen vom Modell Lohde I die veralteten Kesselbrunnen mit dem Kastengehäuse. Ab 1900 kamen für Charlottenburg Brunnengehäuse vom Typ Lauchhammer I hinzu. Die Brunnenkörper Charlottenburgs[47] entsprechen im Äußeren dem Berliner Typ-I-Lauchhammer. Sie tragen am Kopf Frösche zwischen den Spiegeln und sind am Austrittsrohr mit dem Fisch verkleidet, Muscheln verzieren den Auslaufteil zwischen Sockel und kanneliertem Schaft. Sie unterscheiden sich durch das Charlottenburger Stadtwappen auf der Sockelfläche gegenüber vom Wasseraustritt. Das Stadtwappen wurde 1705 vergeben, als Charlottenburg das Stadtrecht erhielt. Das Wappen zeigt ein schwebendes gezinntes Burgtor mit aufgezogenem schwarzen Fallgatter im Durchgang des Mittelbaus. Die Türme besitzen (hier) Kegeldächer. Der Mittelbau mit einem Walmdach ist mit zwei nach außen wehenden Flaggen versehen. Wie im Stadtwappen sind auf dem Brunnengehäuse die Wappenschilde der Stadtgründer auf den Türmen belegt: der preußische Adler für Friedrich I. und das springende Ross für seine Gemahlin Sophie Charlotte, die Namenspatronin von Stadt und Schloss.
- Die Stadt Deutsch-Wilmersdorf (Einwohnerzahl 1901: 22.400)[48] übernahm das Kuntzesche Prinzip des Rohrbrunnens wie in den Stahnschen Brunnen und ließ sich ihre Gehäusefassung in Lauchhammer fertigen. Das Gehäuse besaß statt der Kannelierung als Dekoration vom Wilmersdorfer Bildhauer August Gaul geschaffene Tierreliefs.[49][50] Im Film Emil und die Detektive ist in einer Film-Szene ein solcher Straßenbrunnen im Jahr 1953 zu sehen.[51] Dieser Brunnen stand bereits 1905 vor dem Empfangsgebäude vom Bahnhof Halensee (Eingang Seesener Straße).[52]
- Für Schöneberg wurden im Jahr 1899 die Stadtrechte erlassen. Im Jahr 1900 bewohnten 89.143 Einwohner den Stadtkreis Schöneberg.[53] Am 7. August 1899 wurde das Stadtwappen genehmigt. Zwischen 1901 und 1906 wurden 25 Straßenpumpen mit Typ-I-Lauchhammergehäusen aufgestellt. 2018/2019 stehen noch 15 Lauchhammerbrunnen im Ortsteil Schöneberg und sieben in Friedenau, jedoch in allen Fällen „Reko-Brunnenkörper“ (Winkelhoff, Schoening) von 1978. Diese besitzen „Bären-Platten“ gegenüber dem Austritt.
- Die damalige Gemeinde Pankow stellte „attraktive“ Brunnen mit dem Wappenschild GP (wohl für Gemeinde Pankow) auf. Sie besitzen einen kannelierten Brunnenschaft und als Kennzeichen die Flammenschale als oberem Abschluss. Der achtkantige Sockel ist ebenfalls kanneliert. Das Pankower Modell wurde in der Landgemeinde Pankow zwischen 1900 und 1910 aufgestellt. Pankow hatte im Jahr 1900 insgesamt 21.000[54] und 1910 40.366 Einwohner,[55] jedoch kein Stadtrecht und strebte dieses an, so ließ sich die Gemeinde von 1901 bis 1903 das Rathaus bauen.
- In Vororten wie Lichtenberg,[56] auch Zehlendorf,[57] Groß-Lichterfelde,[58] Steglitz[59] und Spandau kamen vor dem Ersten Weltkrieg ebenfalls ortseigene Straßenbrunnen als öffentliche Zapfstellen zur Versorgung der Bevölkerung mit Grundwasser hinzu.

Mit der Einrichtung der öffentlichen Wassernetze ging der Bedarf an Straßenbrunnen zurück. Schöneberg begann 1905 mit Ventilbrunnen und in Charlottenburg wurden seit 1909 einige Rohrbrunnen von Lohde noch zu Ventilbrunnen am Wassernetz umgebaut. Im Jahr 1920 mit der Bildung von Groß-Berlin kamen alle öffentlichen Grundwasserentnahmestellen in die Verantwortung des Magistrats. Die Ventilbrunnen wurden ans Wassernetz angeschlossen. Statt langer Schwengel für die Hebelkraft zur Pumpen aus größerer Tiefe genügten nun kurze Hebel zum Öffnen des Ventils, damit Wasser floss. Immerhin waren für diese Hydranten noch schmuckvolle Gehäuse angelegt. Bei Klünner sind für den Beginn der 1980er Jahre noch etwa 100 Lauchhammerbrunnen angegeben. Hinzu kamen mit historisierender Form in den 1920er Jahren die „Krausepumpen“.
Nach Stand der 2018/2019 ermittelten Exemplare standen noch 125 Krausepumpen, 119 Brunnengehäuse von Stahn (97 Typ I in Mitte) und in Charlottenburg, 22 Typ-II und ein Typ-III (mit Bärenkrone) sowie sechs in Lauchhammer für Wilmersdorf gegossene Brunnenkörper mit Tiermotiv. Im Übrigen standen 27 Pankower Brunnen (Wappenschild GP), davon zwei in den Ortsteilen Charlottenburg und drei in Friedrichshain sowie zwei im Bezirk Treptow-Köpenick. Diese Verteilung verweist auf den Austausch innerhalb Groß-Berlins. Unbeachtet ist hierbei, inwiefern die Rekonstruktionen von 1978 für Fußgängerzonen und weitere Aufarbeitungen beispielsweise in Vorbereitung der 750-Jahr-Feier erfolgten.

### Löschwasserbrunnen der Feuerwehr
Solange der Wasserbedarf sowohl für häusliche Zwecke als auch bei Feuersnot aus den städtischen Brunnen gewonnen wurde, war eine Unterscheidung nicht nötig. Der Bedarf für Trinkwasserbrunnen war um 1900 zurückgegangen: Das Wassernetz brachte in Leitungen besseres Trinkwasser in alle Teile der Stadt. Die Entfernung von 300 Metern zwischen den Brunnen wurde aufgegeben. Nach Verhandlungen aller Beteiligten wurde 1902 vereinbart, dass Trinkwasser in Berlin und seinen Vierteln statt von den vorhandenen Brunnen vorrangig aus der Leitung kommt. Für die Feuerwehr sollten besondere Rohrbrunnen bereitgestellt werden: Zapfbrunnen, Wasserstöcke und spezielle Ventilbrunnen. Zwischen 1902 und 1911 wurden 495 Ventilbrunnen mit Anschluss am Wassernetz aufgestellt. Der Wasserfluss wurde durch Hochziehen des Hebels in Gang gesetzt, Kinder sollten abgehalten werden und die Betätigung war etwas mühevoller. Ab 1911 folgten noch 249 Exemplare mit vereinfachtem Dekor aus der Eisengießerei Lauchhammer (nebenstehendes Bild). Sie hatten eine halbkugelige Abdeckung, unter dem Deckel mit dem Bärenkopf lag der Anschlussstutzen für den Verbindungsschlauch zur Feuerwehrpumpe. Völlig schmucklos und nutzungsorientiert waren die seit den 1930er Jahren aufgestellten schmucklosen Überflurhydranten. Dazu verbreiteten sich zunehmend Unterflurhydranten. Bei Letzteren liegt die Absperrung auf dem Gehweg unter Niveau und zu erkennen sind sie an bodengleichen ovalen Abdeckungen. Diese Einrichtungen sind im öffentlichen Straßenraum noch immer für die Versorgung aus dem Wassernetz vorhanden. Um Unterflurhydranten anzuschließen, sind Standrohre mit Absperrvorrichtung notwendig.

### Modell Pankow

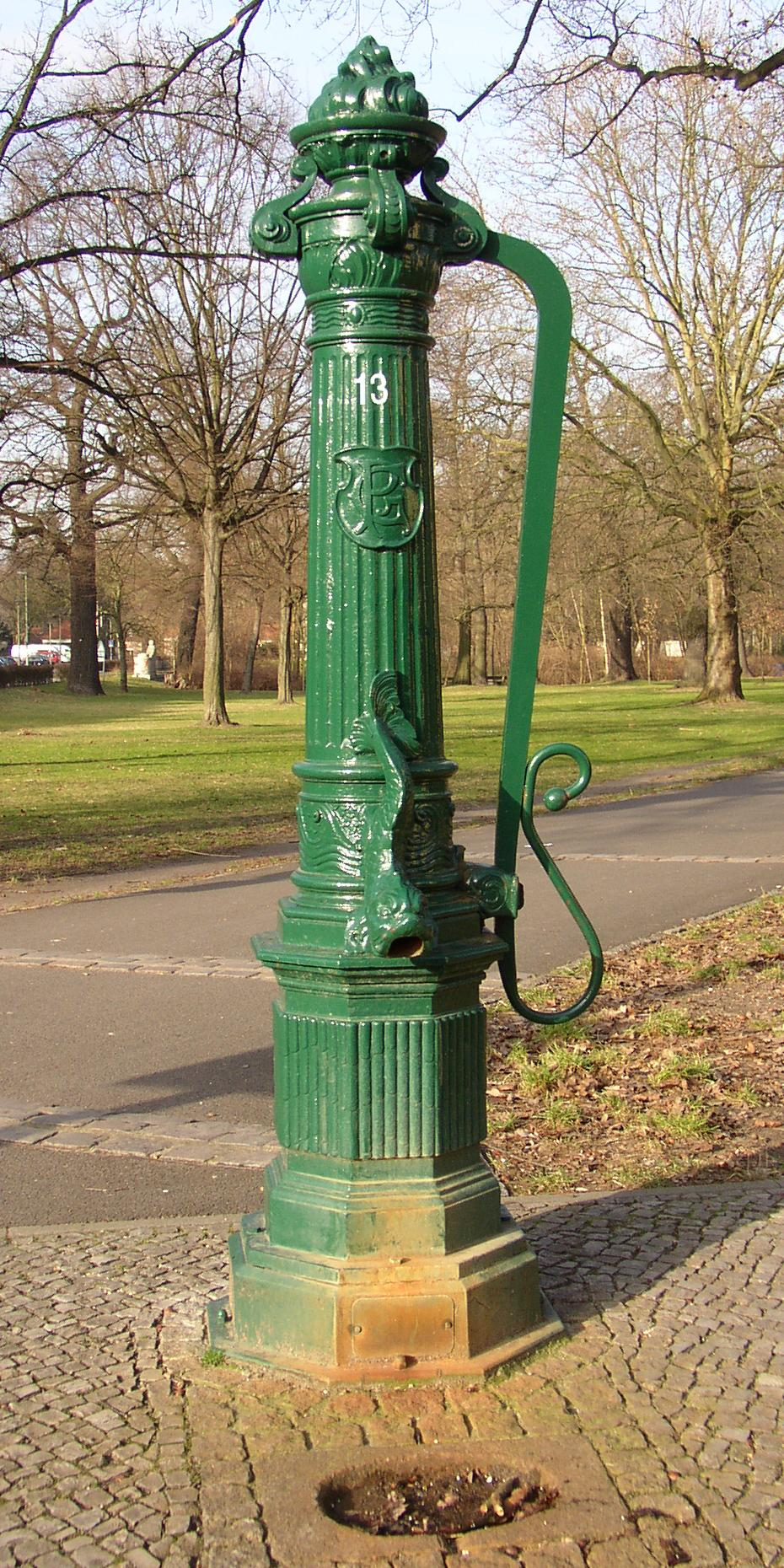
Modell Pankow

Im Nordosten Berlins, besonders im Bereich der (damaligen) Gemeinde Pankow wurden Brunnenkörper mit achteckigem Sockel und kanneliertem Brunnenschaft aufgestellt. Auf anderthalb Meter an der Säule befindet sich das eingravierte Wappen mit dem verschlungenen „GP“ (Abkürzung für Gemeinde Pankow). Im Nordosten Berlins (um den Bezirk Pankow) stehen solche Brunnenkörper noch verbreitet. Der achtkantige Sockel ist ebenfalls kanneliert. Die Verkleidung des Wasseraustritts ist ein Fischkörper (Delphin), der mit dem Schwanz am Schaft anliegt und mit dem Maul das Ausflussrohr umfasst. Im Bereich des Fischkörpers ist der Rohrabschnitt zwischen Schaft und Unterteil mit Wellen und Wellenkämmen verziert. Der Schwengel setzt mit dem Haken am Gestänge an einem kelchartigen mit Akanthus verzierten Kopf an. Der Schwengel greift am Kopf aus und führt eine gerade Stange zum geschwungenen Handgriff. An der Stangenseite ist ein Hartgummipuffer aufgebracht und das Gegenstück am oberen Ansatz des Brunnenunterteils, der die Stöße beim Pumpen abschwächt. Auf der Krone tragen vier Schneckenelemente als oberen Abschluss eine Flammenschale. Eines dieser Trägerelemente führt den Drehbolzen des Schwengels, der mit dem Schwengelhaken verdeckt am Kolbengestänge im Inneren fasst. Dieses Pankower Modell wurde in der Landgemeinde Pankow zwischen 1900 und 1910 aufgestellt. Immerhin hatte Pankow 1910 schon 40.366 Einwohner, es hatte kein Stadtrecht und gehörte bis zur Bildung Groß-Berlins 1920 zum Landkreis Niederbarnim. Wie alle Vororte um Berlin wurde die Anerkennung als Stadt angestrebt, so ließ Pankow sein repräsentatives Rathaus von 1901 bis 1903 erbauen.

### Krause/Neusalz
Der Brunnenkörper ist eine etwas schlankere, kannelierte Säule auf achteckigem, dickerem Fuß. Auffällig ist der spitze Abschluss. Die Aufhängung des Handschwengels und der Bereich unterhalb der „Krone“ sind mit blumenartigen Ornamenten besonders verziert. Mit der Bildung von Groß-Berlin gelangte die Zuständigkeit für eine Notwasserversorgung und die Verantwortung über die bestehenden Vorstadt-Brunnen an die neue Stadtgemeinde, unter Verwaltung vom Berliner Magistrat. Nach 1925 stellte die Stadt Berlin öffentliche Wasserpumpen auf, die im Eisenhütten- und Emaillierwerk „Wilhelm von Krause“ in Neusalz (Schlesien) gegossen wurden. Das Krausewerk ging auf die 1827 (auch 1816 ist angegeben) in Betrieb gegangene Eisenhütte des „Aktienvereins Eisenhütte Neusalz“ zurück, bei dem der Berliner Bankier Wilhelm von Krause (1802–1877) im Jahr 1850 die Aktienmehrheit erwarb. Die Hütte verarbeitete das bei Neusalz (Nowa Sól) gefundene Raseneisenerz. Neben der Eisengießerei spezialisierte sich die Firma auf die Pumpenfabrikation und Wasserkrane zur Wasserversorgung von Dampflokomotiven.
Die Krause-Pumpen sind schlanker als die 30 Jahre älteren Modelle aus Lauchhammer. Eine klassizistische Grundform wurde jedoch beibehalten. Auf dem achtseitigen Unterbau ruht ein säulenartiger kannelierter Schaft. Auf ein bildliches Dekor wurde verzichtet. Die Krause-Pumpe am Rand der Schillerpark-Siedlung wurde um 1930 aufgestellt, eine weitere (sanierte) umgesetzte Pumpe dieser Art steht auf dem Vinetaplatz. Nach 1925 hatte die Stadtverwaltung Berlin weitere öffentliche Wasserpumpen in Auftrag gegeben. Diese entstanden nach neuen künstlerischen Entwürfen im Eisenhütten- und Emaillierwerk Wilhelm von Krause in Neusalz (Schlesien). --> Die nun Krausepumpen genannten Wasserspender vom Ende der 1920er Jahre sind schlanker als die älteren Modelle aus Lauchhammer. Sie besitzen eine klassizistische Grundform, auf dem achtseitigen Unterbau ruht ein säulenartiger kannelierter Schaft. Bildliches Dekor wurde reduziert. In den 1930er Jahren kamen noch schmucklose Ventilbrunnen zum Einsatz, die bis an das Jahr 1990 noch als (Überflur-)Hydranten erhalten sind. In Berlin stehen sowohl original um 1930 gesetzte Brunnen als auch ergänzte und sanierte an neuen Standorten. Letztere besitzen am Fuß eine „27“ und den Aufguss „Berlin“ und unterscheiden sich so von den Originalen.
Die Zeit der „formschönen“ Straßenbrunnen wurde seit 1930 (vorerst) durch die „Säulengehäuse“ verschiedener Brunnenbauer oder vielmehr aus unterschiedlichen Gießereien abgelöst.

### Schliephacke oder Rümmler
Als nach dem Mauerbau 1961 die Situation in West-Berlin zu Zeiten des Kalten Krieges unübersichtlich wurde, rückten Straßenbrunnen zur Notwasserversorgung ins Blickfeld der Senatsbehörden. Im Jahr 1969 beauftragte Senatsbaudirektor Hans C. Müller den freischaffenden Architekten und Designer Fridtjof Schliephacke mit dem Entwurf eines neuen Pumpengehäuses. Entsprechend dem Zeitgeschmack und auf Basis seiner Freundschaft mit Mies van der Rohe gestaltete dieser das Brunnengehäuse für das Kolbengestänge als kantige Form im Bauhausstil. Ein Stahlzylinder von durchgehendem Umfang ist mit acht Schrauben bodengleich auf dem Sockelrohr aufgesetzt. Der Handschwengel mit funktionellem Handgriff am flachen Stahlband, ist mit dem Drehpunkt in einem rechtwinkligen Haltestück am zylindrischen Abschluss des Pumprohrs angebracht. Der Wasserauslauf wurde als quadratische Stahlplatte am Zylinder aufgesetzt, darin mündet das Austrittsrohr verdeckt. Der Wasserauslass ist hakenförmig wie ein „J“ geformt und eignet sich zum Einhängen z. B. von Eimern. Diese Form wurde für den Einsatz in der „Frontstadt“ angenommen und mit den drei baukastenartigen Teilen (Gestängerohr, Austritt, Schwengel) ausgeführt. Die technische Zulassung fiel dem 1968 berufenen Baudirektor Rainer G. Rümmler zu, seine Zuständigkeiten waren Entwürfe von Hochbau- und Denkmalpflegemaßnahmen, von Hochbaumaßnahmen für den Verkehr, die Bauleitung von Verkehrshochbau- und Verkehrsausbaumaßnahmen sowie die Fachtechnik. Namensgebend für die Pumpenart sind sowohl der Designer „Schliephacke-Pumpe“ als auch der Technik-Verantwortliche, nach dem diese Ausgestaltung als (Schwengel-)„Rümmler-Pumpe“ bezeichnet wird. Die ersten Pumpen dieser Art waren in der typischen Bauhaus-Farbgebung blau-grün und wurden nach und nach in den Bezirken Tempelhof, Schöneberg, Charlottenburg, Spandau und Zehlendorf aufgestellt. Die Abmessungen der Brunnen waren: Gesamthöhe 2,08 m, Wasseraustritt: 0,81 m über Boden, Säulendurchmesser 159 mm. Von dieser Brunnenart sind Ende der 2010er Jahre noch mehrere hundert erhalten. Deren Nutzungsalter bedingt seit den 2010er Jahren zunehmend den Ersatz durch Borsiggehäuse, FSH-L oder Wolf-Zylinder. Die Grundwasserbohrungen aus den 1970er Jahren scheinen nicht der Grund für den Austausch zu sein, da die neuen Ständer meist am gleichen Standort versetzt werden.

GP-Wappen-, Krause- und Schliephackepumpen
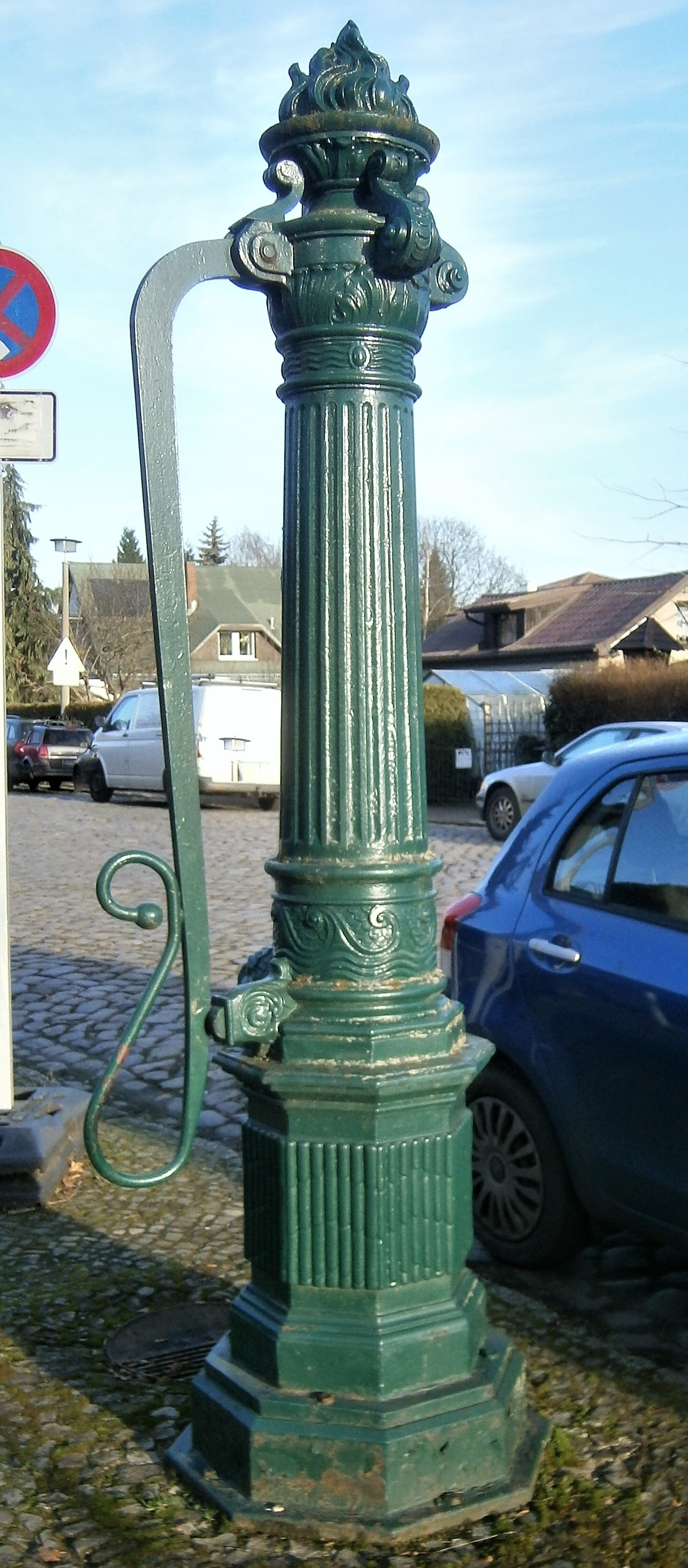
Wappenschild GP (Modell Pankow)
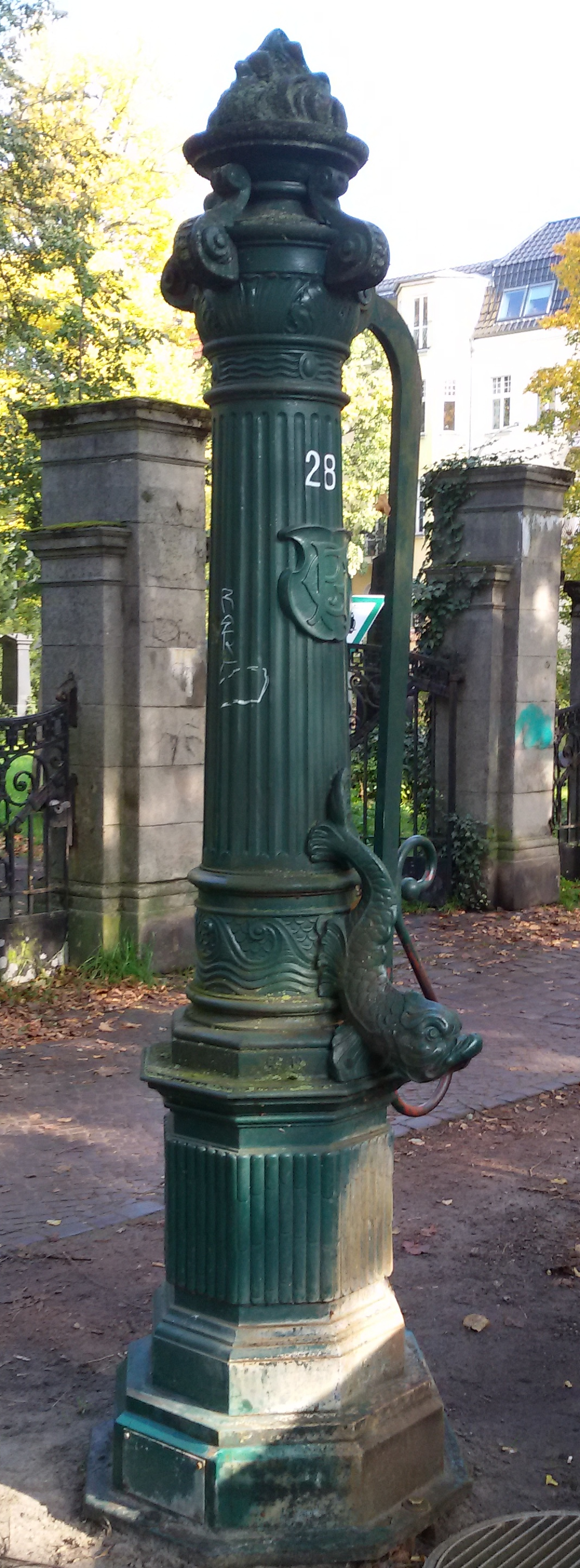
Wappenschild GP auf Pa28
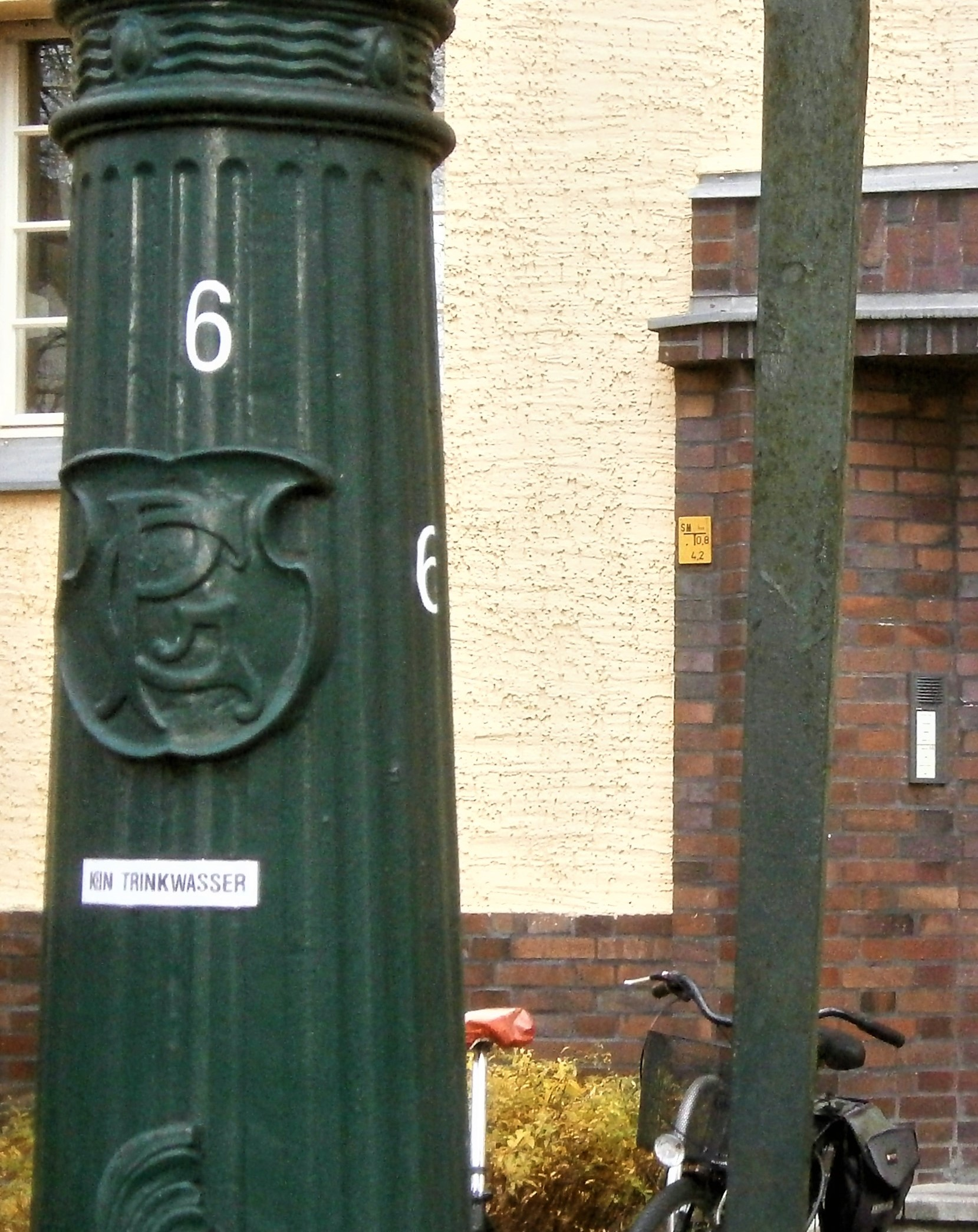
Wappenschild
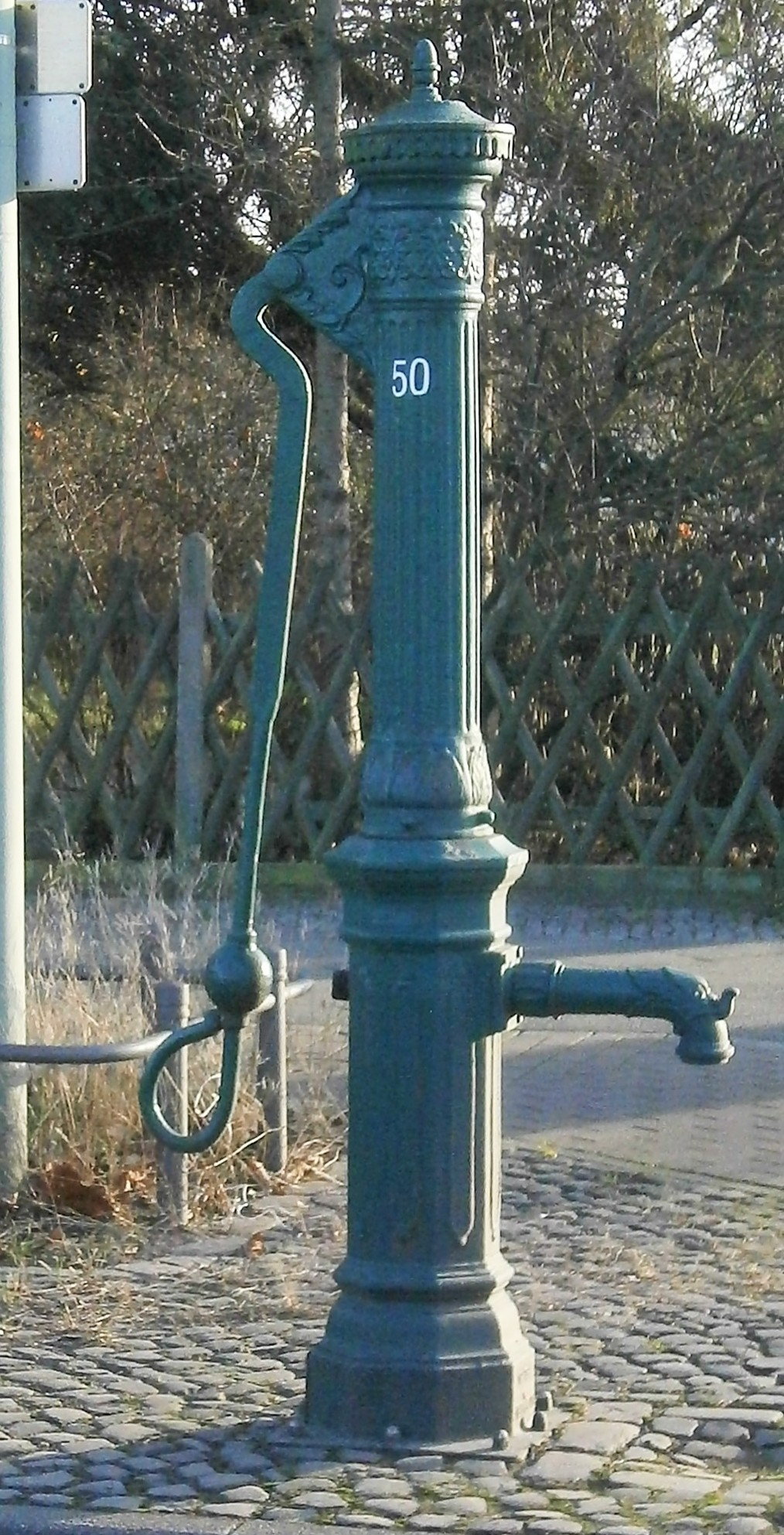
Krausepumpe
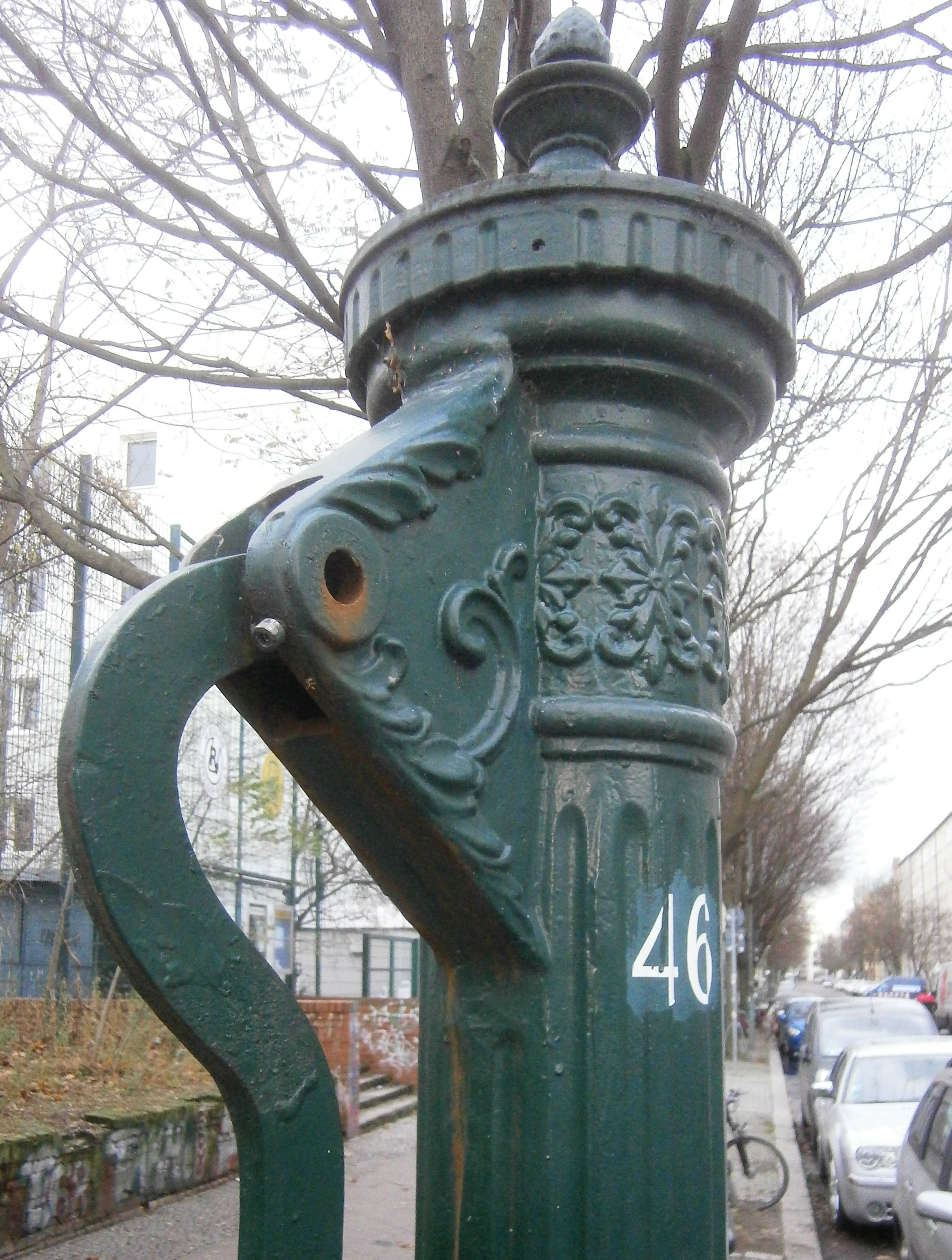
Schwengelansatz an der Krausepumpe
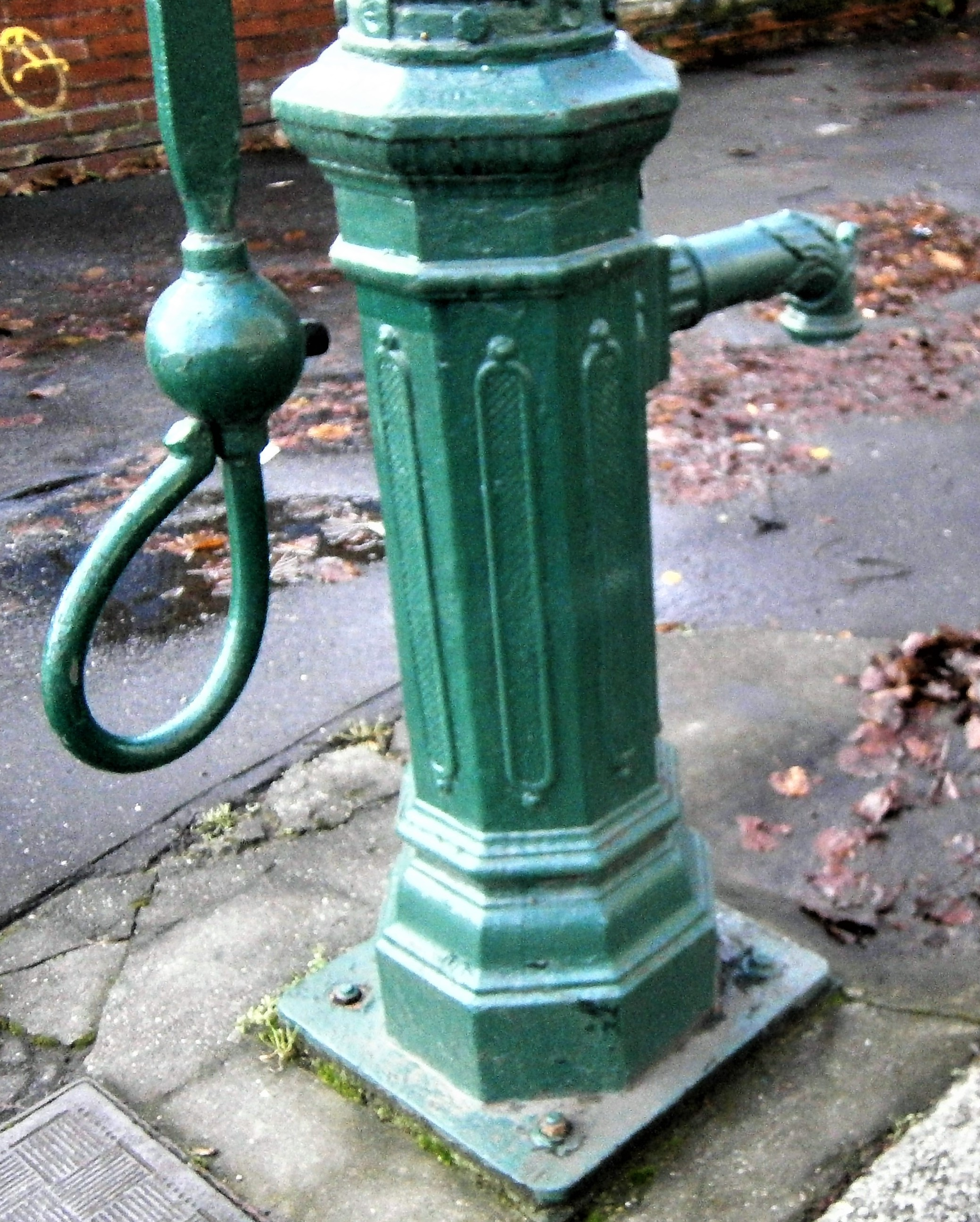
Aufsatzteil einer Krausepumpe
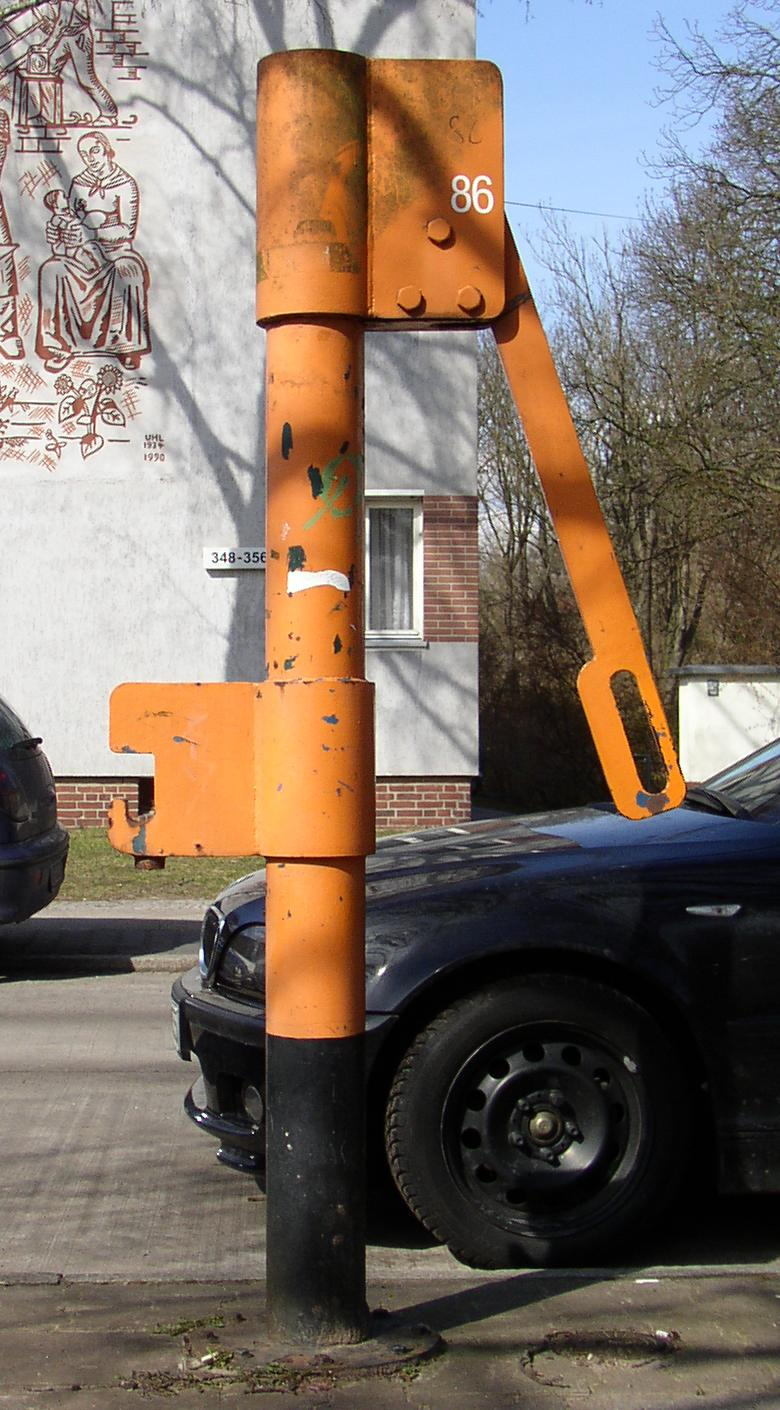
Schliephacke- oder Rümmlerpumpe in Spandau
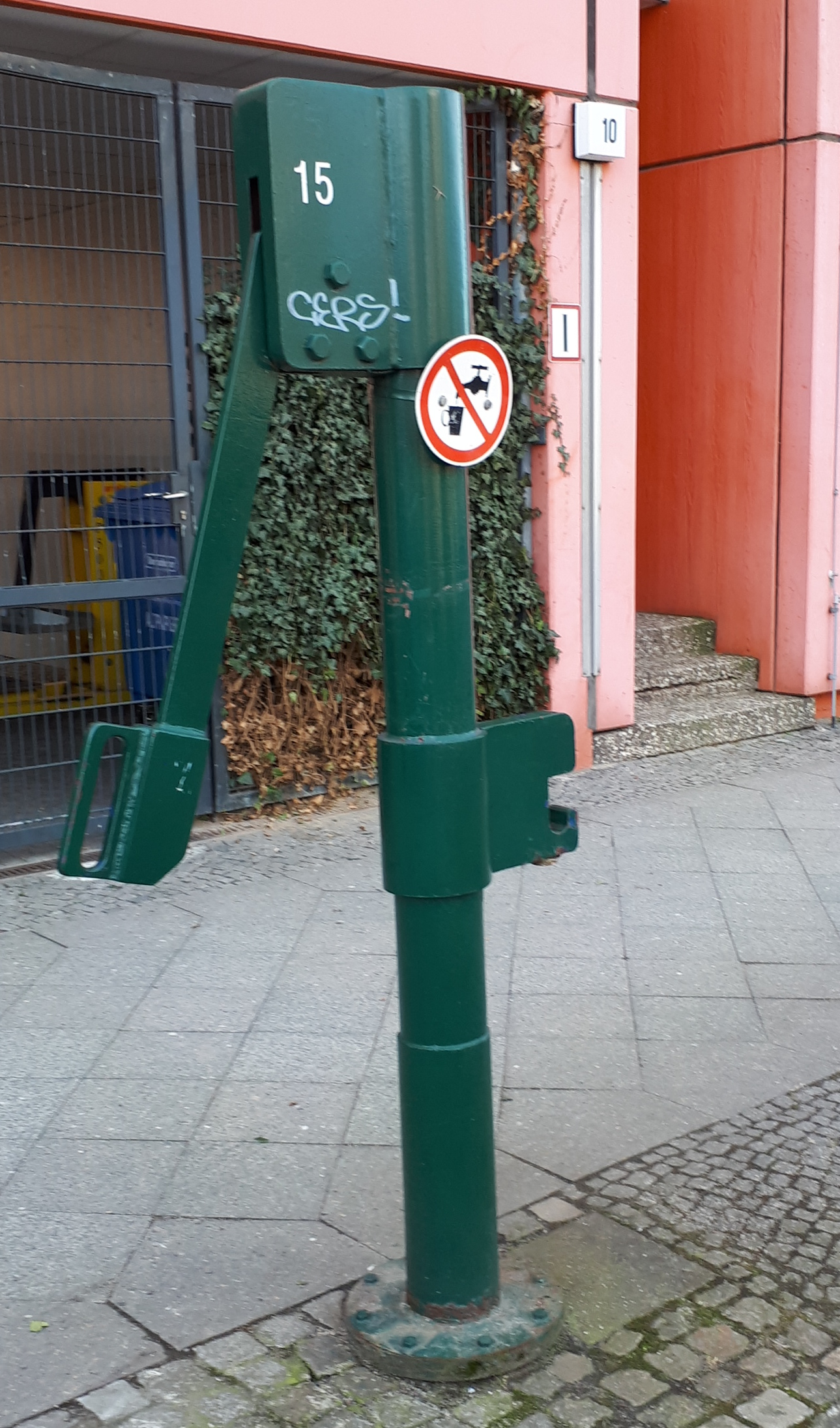
Schliephacke- oder Rümmlerpumpe in Charlottenburg

### Wolf und Säulenformen

Brunnensäule Französische Straße 9 („ggü.62“), Aufnahme vom 3. Juli 1945

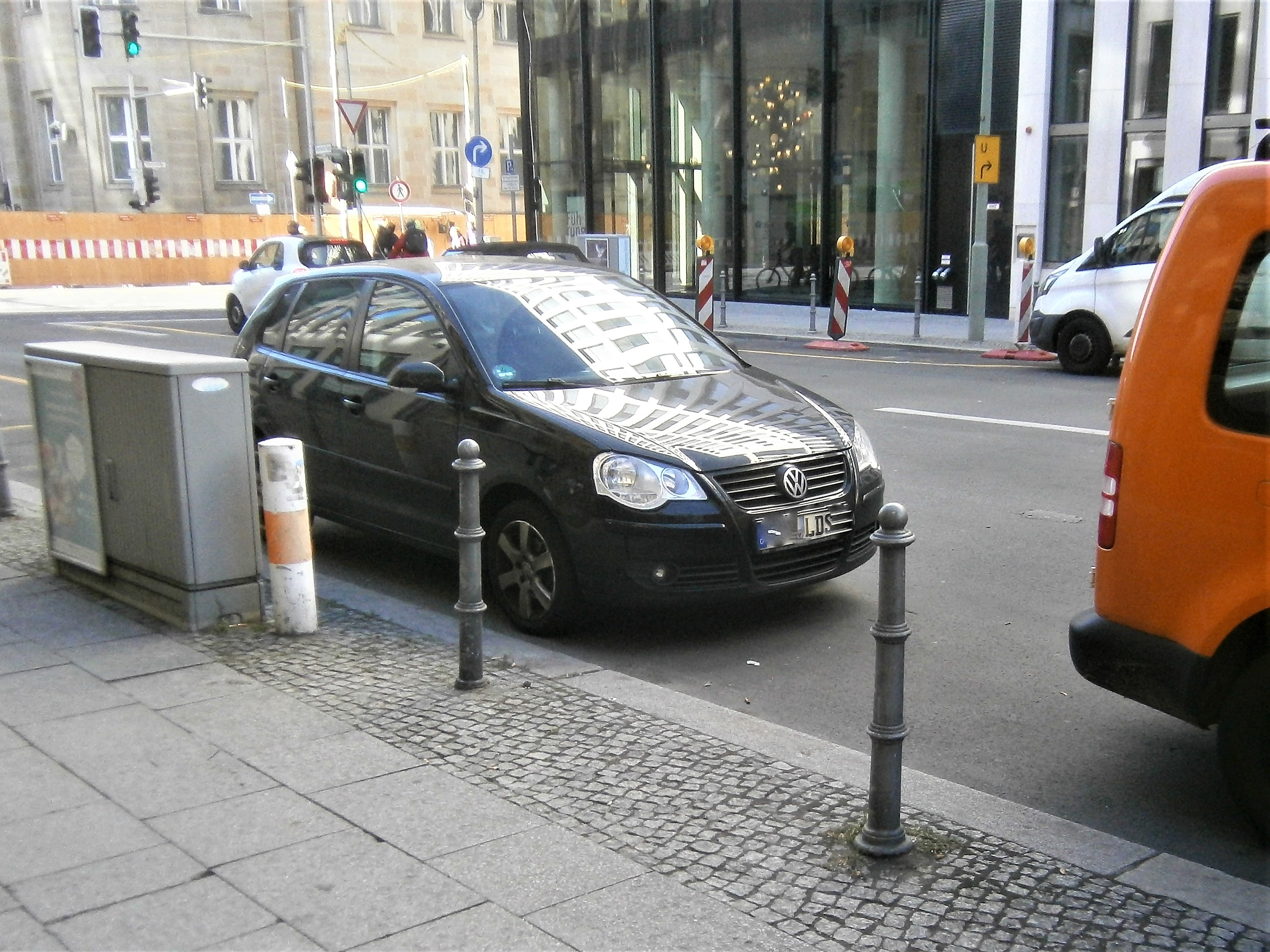
Fotostandort (30. Oktober 2018)

Neben den Formkörpern von Lauchhammer und Krause und den Pump-Einrichtungen von Lohde und Greiner wurden wenigstens seit den 1930er Jahren auch zylindrische Brunnenkörper mit Austrittsrohr und Schwengelaufsatz aufgestellt. In den Nachkriegsjahren waren diese Rohre oder Säulen mit angesetztem Wasseraustritt und aufgesetzten Schwengel die Wahl als oberirdische Brunnenkörper. Nach dem Frostwinter 1947 und zur Beseitigung von Kriegsschäden waren preiswerte Lösungen nötig. So sind im Berliner Stadtbild verbreitet funktionale (oft einteilige) Säulen zu finden. Deren Brunnenkörper ist ein durchgehendes Rohr, das oben mit einem Bogendeckel mit oder ohne Knuppel abgedeckt ist. In diesem zylindrischen Rohr ist das gesamte oberirdische Kolbengestänge des Hebemechanismus untergebracht. Zwei Pumpenelemente sind dabei als Ergänzung nötig:
1. der Handschwengel mit dem Schwengelbolzen, über den das Kolbengestänge angesetzt ist,
2. das Rohr für den Wasseraustritt mit oder ohne Aufhängung.

In diesen beiden Elementen unterscheiden sich die Ausführungsformen. Der „Pumptyp Wolf“ geht auf die Maschinenfabrik Buckau R. Wolf AG (kurz: Buckau-Wolf) zurück. Pumpen dieses Wolf-Typs wurden auch von „MAW“ (Magdeburger Armaturenwerke) hergestellt, einem ostdeutschen Nachfolger der Polte-Werke. Dies war ein Maschinenbau-Unternehmen mit Sitz in Magdeburg-Buckau, als Nachfolger der BWS Technologie GmbH in Grevenbroich. Die Aufstellung von Wolf-Pumpen erfolgte ab 1953, „Wolf 2“ ab 1970. Hierbei ist der Drehpunkt des Schwengels in einem dreieckigen Ansatzstück am oberen Säulenende eingesetzt. Der Wasseraustritt ist direkt am Brunnenständer angeschraubt und ein Eimerhaken ist am Bogen des Austrittsrohrs aufgebracht. Varianten dieser Säulen sind die mit einigen Verbesserungen weiterentwickelte „Wolfs 2“. Im Ostteil Berlins begann  die Aufstellung von gleichartigen Brunnenständern der Bezeichnung „BK 03-81“. Im Einzelnen gibt es weitere Säulen, die individuell von der Grundform des Pumptyps abgeleitet wurden, wie mit variierendem Austrittsrohr. Die Abbildungen in den Brunnenlisten zu den Bezirken zeigen derartige Unterschiede. Die Typen unterscheiden sich vom Grundtyp beispielsweise durch die geschlossene Verkleidung der Schwengelgabel am Gestänge des Kolbens, der eine auskragende Dreieckform besitzt. Unterschiede gibt es zum Grundkörper in der Ausführung der Schwengel, der Anbindung der Schwengelgabelbolzen, der Art und Form der Schwengelgegengewichte.
Vorwiegend sind diese Brunnenkörper aus feuerverzinktem Stahl gefertigt, anschließend grundiert und lackiert worden. Äußerlich sichtbar am Brunnenkörper sind Handschwengel und Wasseraustritt, die dem Ständer aufsitzen. Der Schwengel mit dem Handgriff in Hüfthöhe hebt die Kolbenstange mittels Drehpunkts im oberen Ansatzstück, in dem der Bolzen sitzt. Im Gegensatz zu Gartenpumpen ist der Zugarm nicht offen am Schwengel sichtbar. Das zylindrische Rohr (Umfang beträgt 15 cm) mit einer runden Standplatte ist auf einer runden Platte oberhalb des Sockelstahlrohrs (DIN 400) montiert. In den Berliner Bezirken gibt es verschiedene Ausführungen des als Brunnenkörper eingesetzten Rohres um die Kolben- und Ventilmechanik. Weitere Unterscheidungen ergeben sich in den Ansätzen: 1) Schwengelachsenbefestigung 2) Rohr für den Wasseraustritt. In den Listen sind die Formen nach dem Erscheinungsbild eingetragen, wobei unterscheidende Merkmale im beschreibenden Text erläutert sind. Eine Zuordnung der Modellnamen erfolgte, falls Angaben aus dem Bezirksamt vorliegen.
Unterschiedliche Ausführungen in den Bezirken beruhen (wohl) auf dem Bezug von Pumpenfirmen oder den Verträgen mit den Brunnenbauern.
Es gibt einteilige Pumpenzylinder mit durchgehend gleichem Umfang von 20 Zoll, oben abgeschlossen mit runden Abdeckungen, meist mit kleiner Kugel. In der Mitte ist in „Hubhöhe“ der Wasseraustritt angebracht. Als Material für das Kolbengestänge (DN 15) im Inneren des Körpers ist V2A-Stahl genannt. Wegen der Mechanik sind am Mittelteil Rohrerweiterungen mit dem Ansatzstück zum Anschrauben des Wasseraustrittsrohrs vorhanden, die einerseits in einer etwa 15 cm hohen, andererseits in einer 60 cm langen Form bestehen. Eine weitere Gestaltung (vorrangig in Reinickendorf) ist aus vier Teilen verschweißt oder verpresst. Deren Unterteil ist mit der runden Basisplatte auf dem Sockelstahlrohr verschraubt, für das Austrittsrohr existiert ein zweiter Rohrteil und darüber ein Rohrzylinder, der den Abstand ausgleicht. Am oberen halbmeterlangen Zylinderteil befindet sich der dreieckige oder auch bogenförmige Ansatz für den Schwengelbolzen des Handschwengels mit dessen Anschluss am Hubkolben.

Rohrzylinder als Brunnenkörper
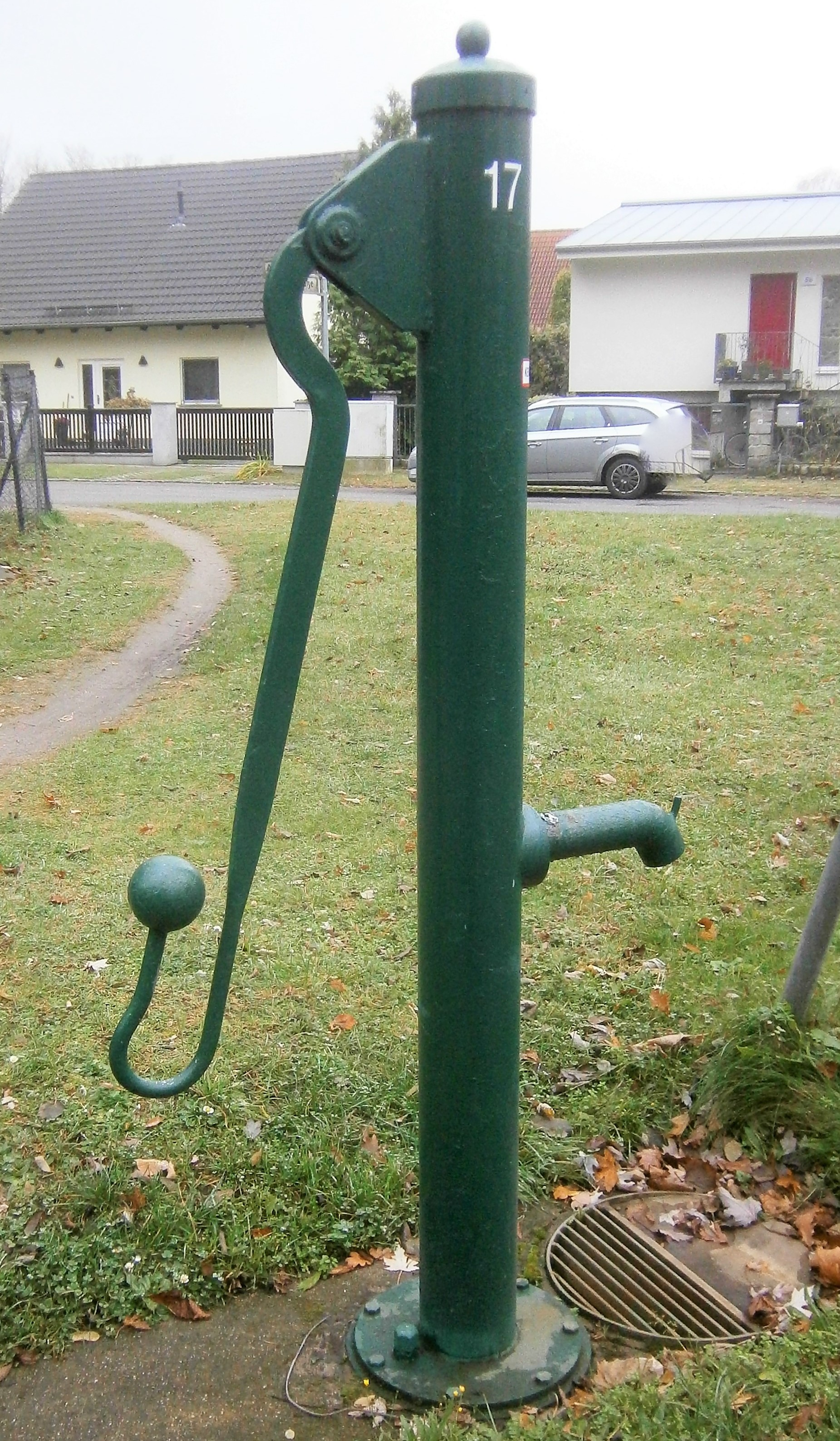
Einteiliger Brunnenständer, Austritt angeschraubt
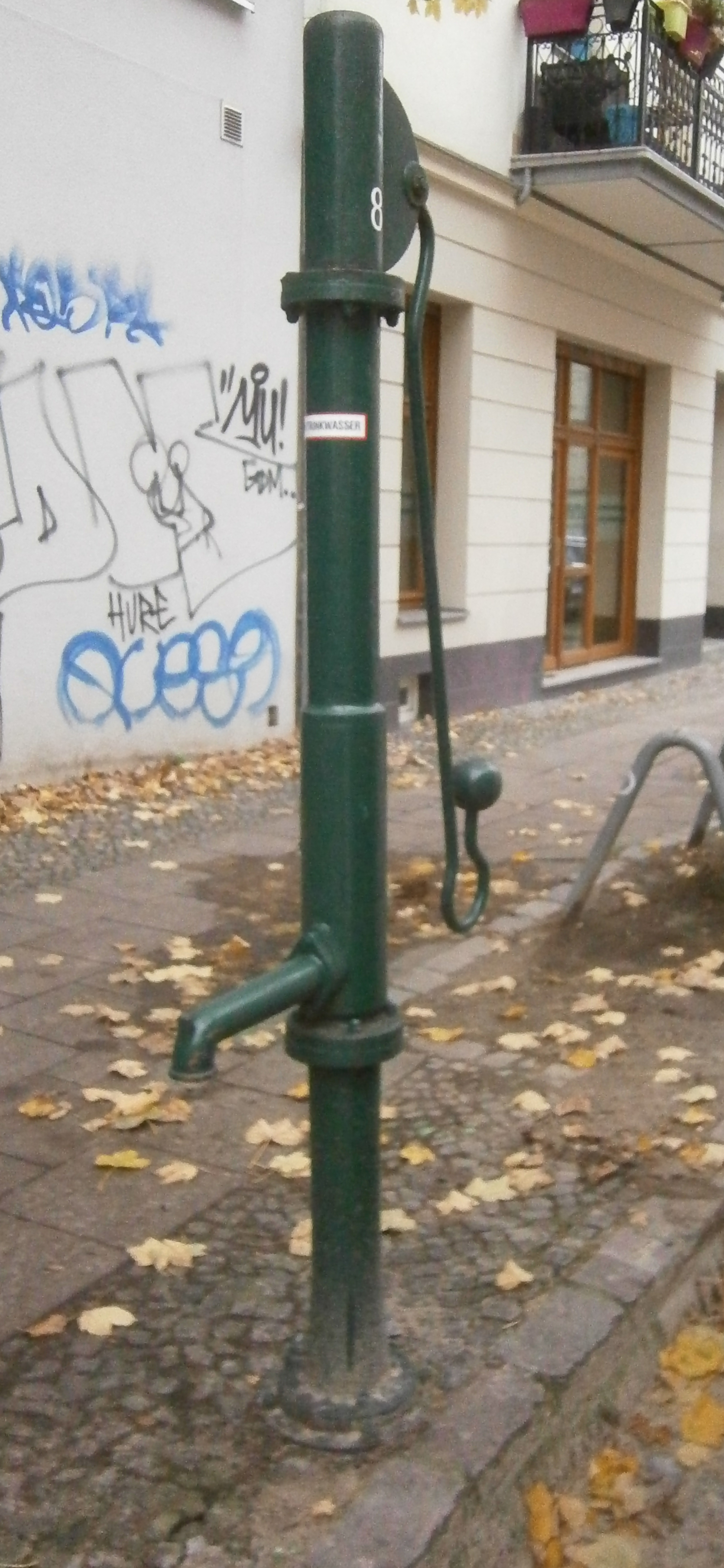
Säule (FSH-L) mit drei verschraubten Rohren, lange Erweiterung
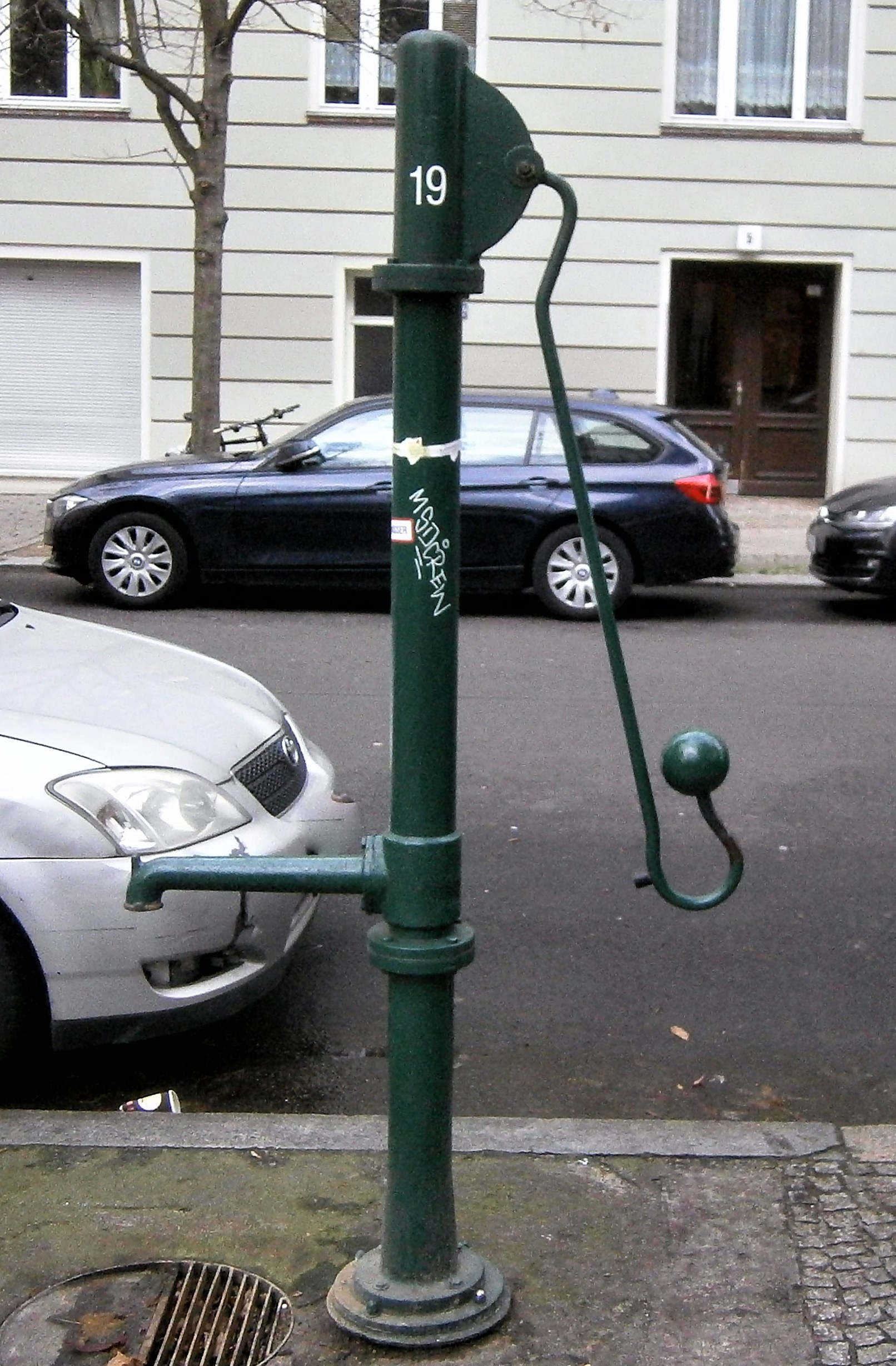
Säule (FSH-L) mit drei verschraubten Rohren, kurze Erweiterung
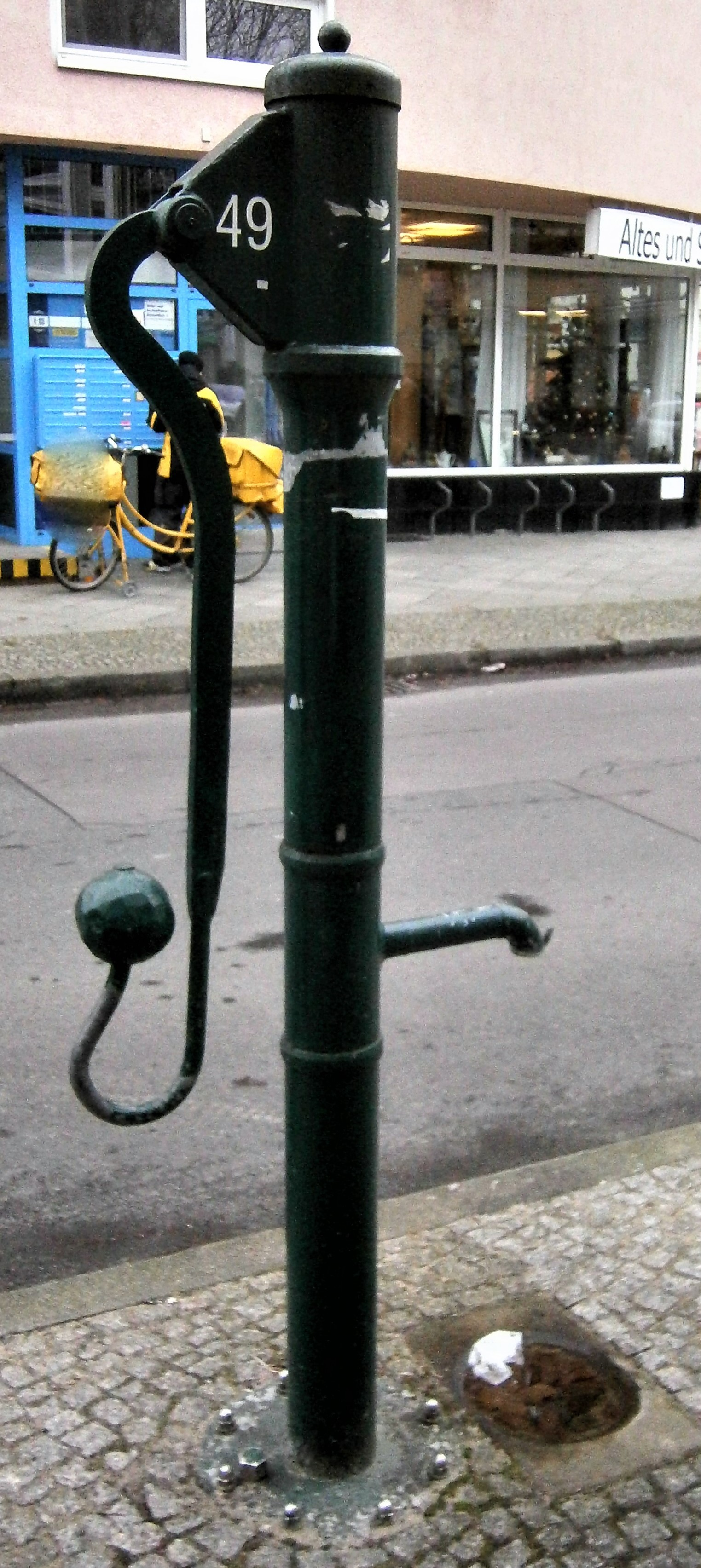
Verschweißte vierteilige Säule mit Austrittsteil
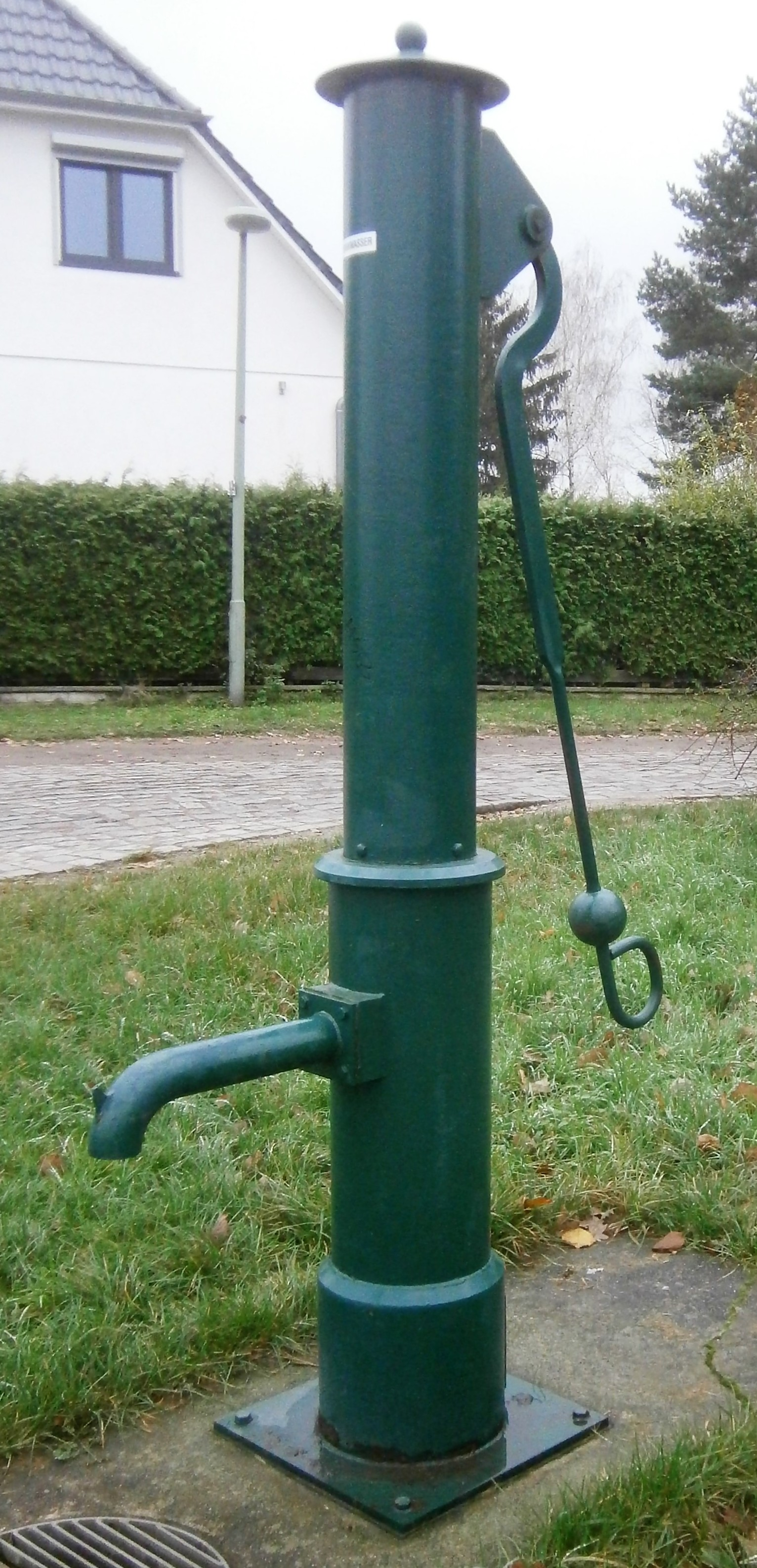
Modell Neue Krause: Dicke Säule mit Unter- und Oberrohr
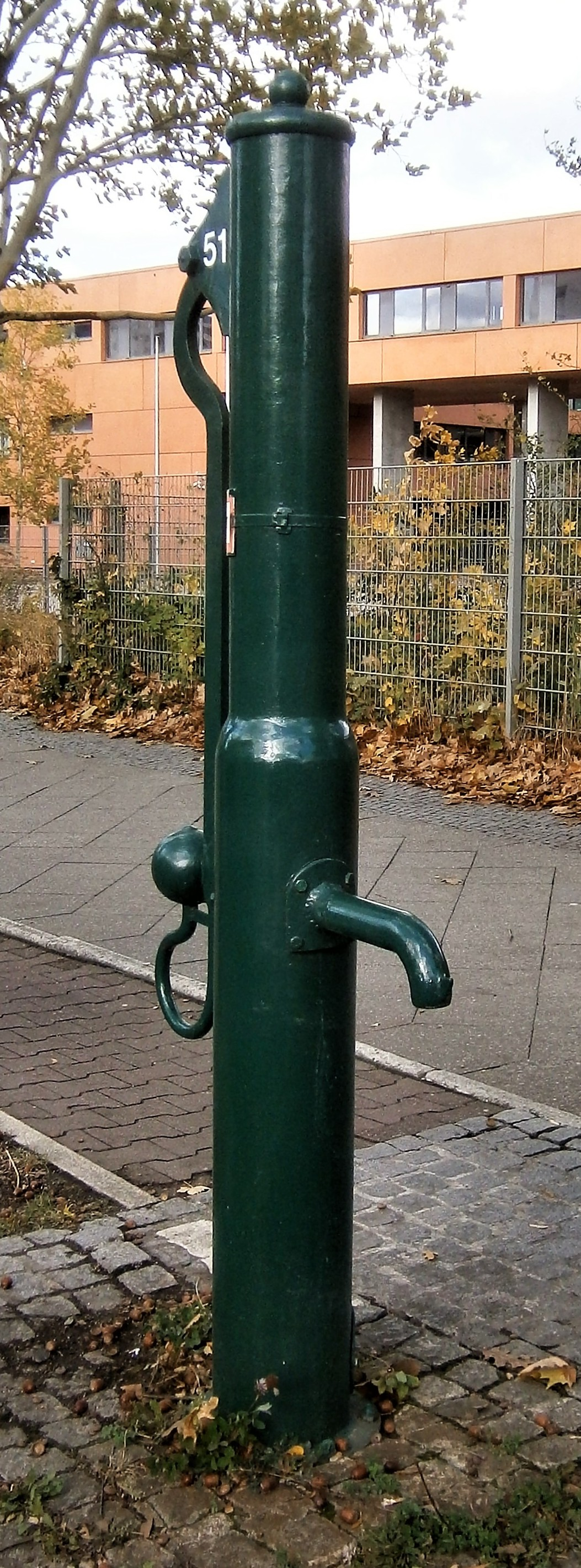
Zweiteilige Säule (wie Tempelhof)
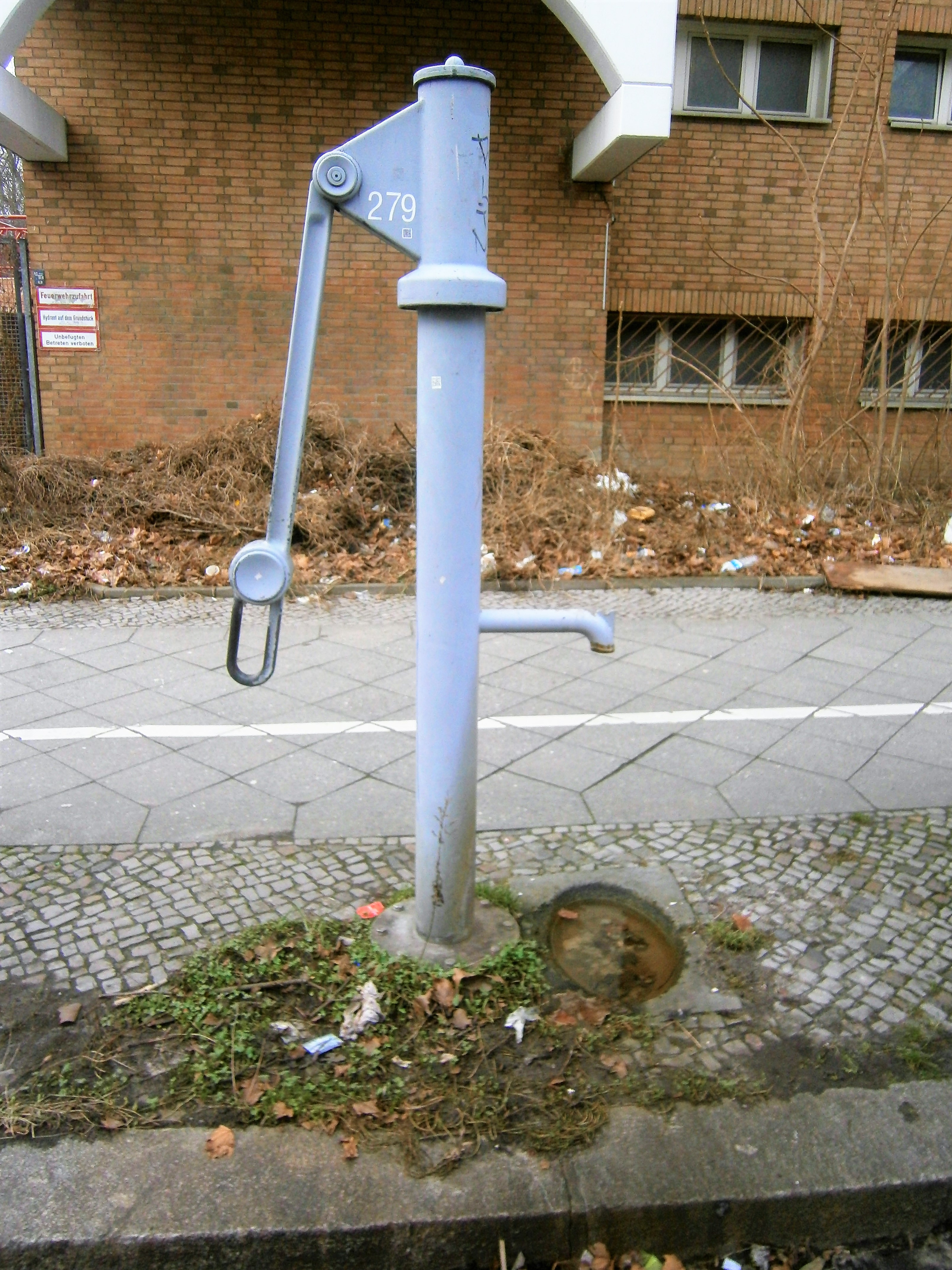
Säule mit Aufsatz (Freyer & Sohn)
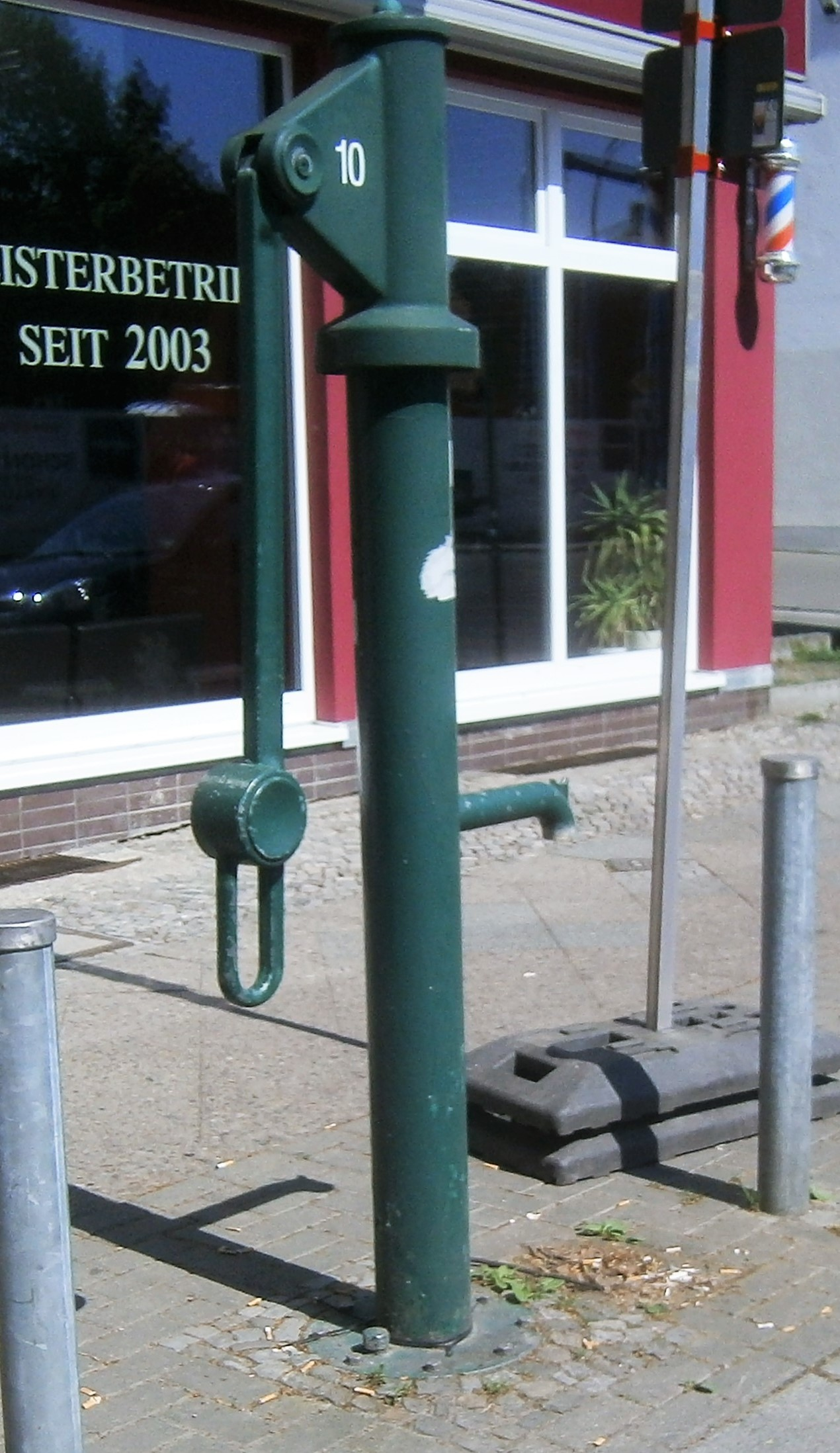
Freyer-Säule in Tegel

### Neue Krause
Nach der Form ist dieser Typ aus einem dicken Rohr mit dem Wasseraustritt und einem etwas schwächeren oberen Zylinder mit dem Ansatz für den Handschwengel zusammengesetzt. Diese Pumpen wurden ab 1960 in Berlin eingesetzt. Der obere Zylinder mit dem Kolbengestänge und dem Ansatz des Handschwengels hat einen Umfang von 34 1⁄2–35 Zoll. Der untere Pumpenteil auf dem Brunnenkopf ist dicker und umschließt den Hubmechanismus und besitzt ein quadratisches Ansatzstück für das Wasseraustrittsrohr. Der Anschluss auf dem Brunnenkopf erfolgt mit einer angeschraubten runden Grundplatte und 40,5 Zoll Umfang. Es gibt einerseits Brunnenunterteile durchgehend mit diesem Umfang, andererseits sind manche Zylinder in Spannenhöhe auf 28 Zoll verjüngt. Der obere Abschluss ist ein flaches Kegeldach mit einem Knubbel an der Spitze. Das untere Rohr entspricht dem Brunnenständer der Krausepumpe, der seinerseits auch Straßenlaternen ähnelte. Das im Durchmesser engere obere Rohr mit Wasseraustritt und Schwengelansatz entspricht dagegen dem Oberteil der Krausegehäuse.

### FSH-L
Es gibt Varianten, je nach dem Innengestänge oder sind meist aus drei Teilen (Ständer, Arbeitszylinder mit Auslauf, Pumpenkopf mit Kolbenzug) verschraubte Brunnenkörper vorhanden. Die Entwicklung dieses Standardtyps erfolgte 1957. Der lange Auslauf in 70 cm Höhe soll den Vandalismus durch Kinder verhindern, damit kein Fremdmaterial in das Innere gelangt. Auch für Tiere soll das Einriechen verhindern werden. Der Ständer hat einen Durchmesser von 13 cm, der Kolben von 75 mm.
Die (wohl) verbreitetste Dreierform aus Brunnenständer, Wasseraustritt und Schwengeleinheit ist das „Model FSH“. Da der Arbeitszylinder in der Tiefe installiert wird, ist es möglich, Wasser aus Tiefen bis zu 45 m zu fördern. Die Handpumpe aus Grauguss erbringt als Tiefbrunnenpumpe eine Leistung bis zu 30 l/min. Die Handschwengelpumpe FSH-L für Tiefbrunnen mit einem 1 1⁄4″-Anschluss ist 215 cm hoch und wiegt 75 kg. Zum Schwengel- und Austrittsteil gehört ein Verbindungsrohr 1 1⁄4″ × 2000 mm aus Edelstahl als Verbindung zwischen Pumpe und Arbeitszylinder, das die erforderliche Länge haben muss. Das Innengestänge aus Edelstahl M 12 wird mit Sechskantmutter und innenliegenden Konterschrauben M 6 befestigt. Der Arbeitszylinder besteht wahlweise aus Edelstahl oder Messing.

### Weitere Modelle

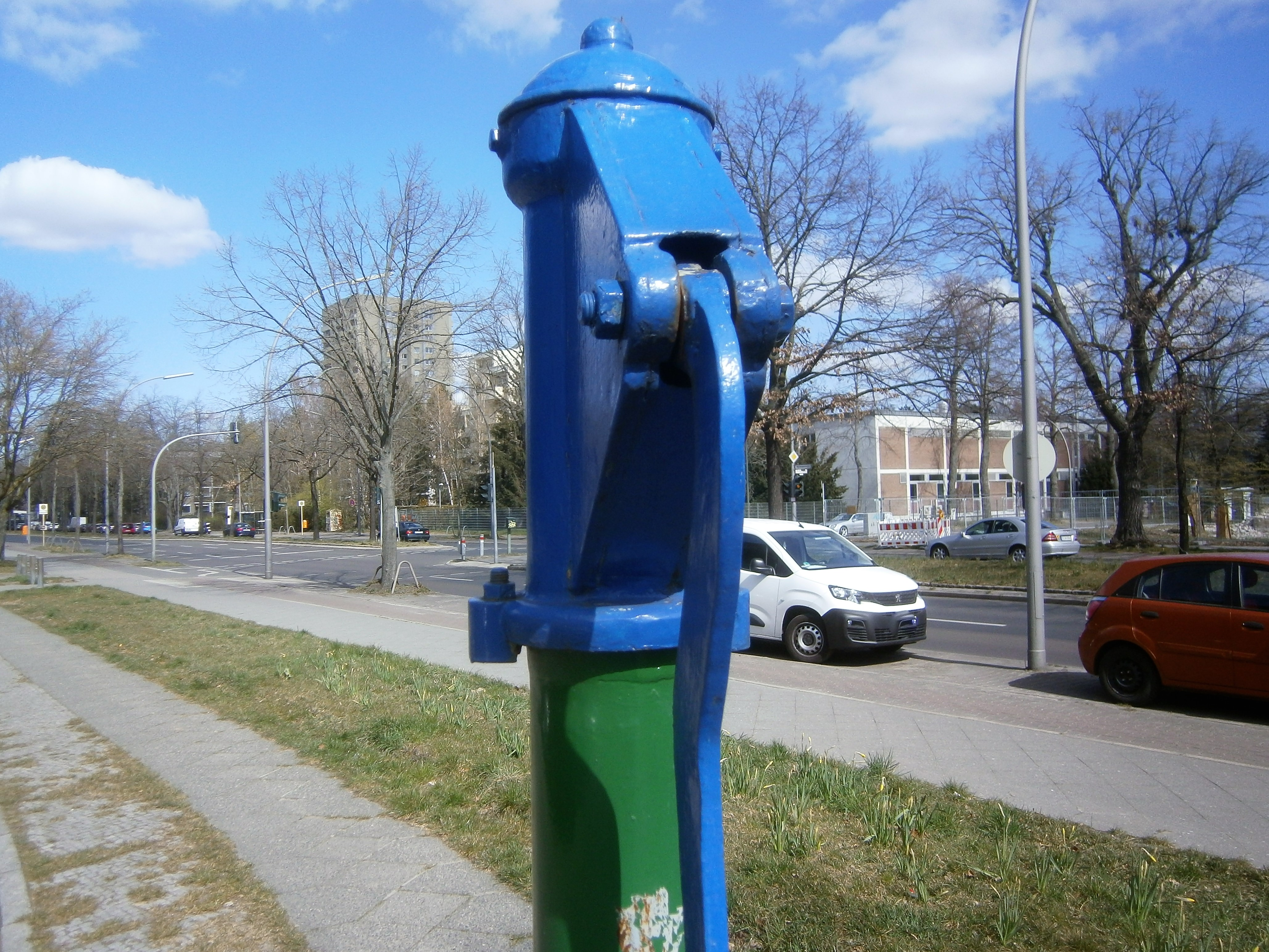
Kopfteil Allweiler
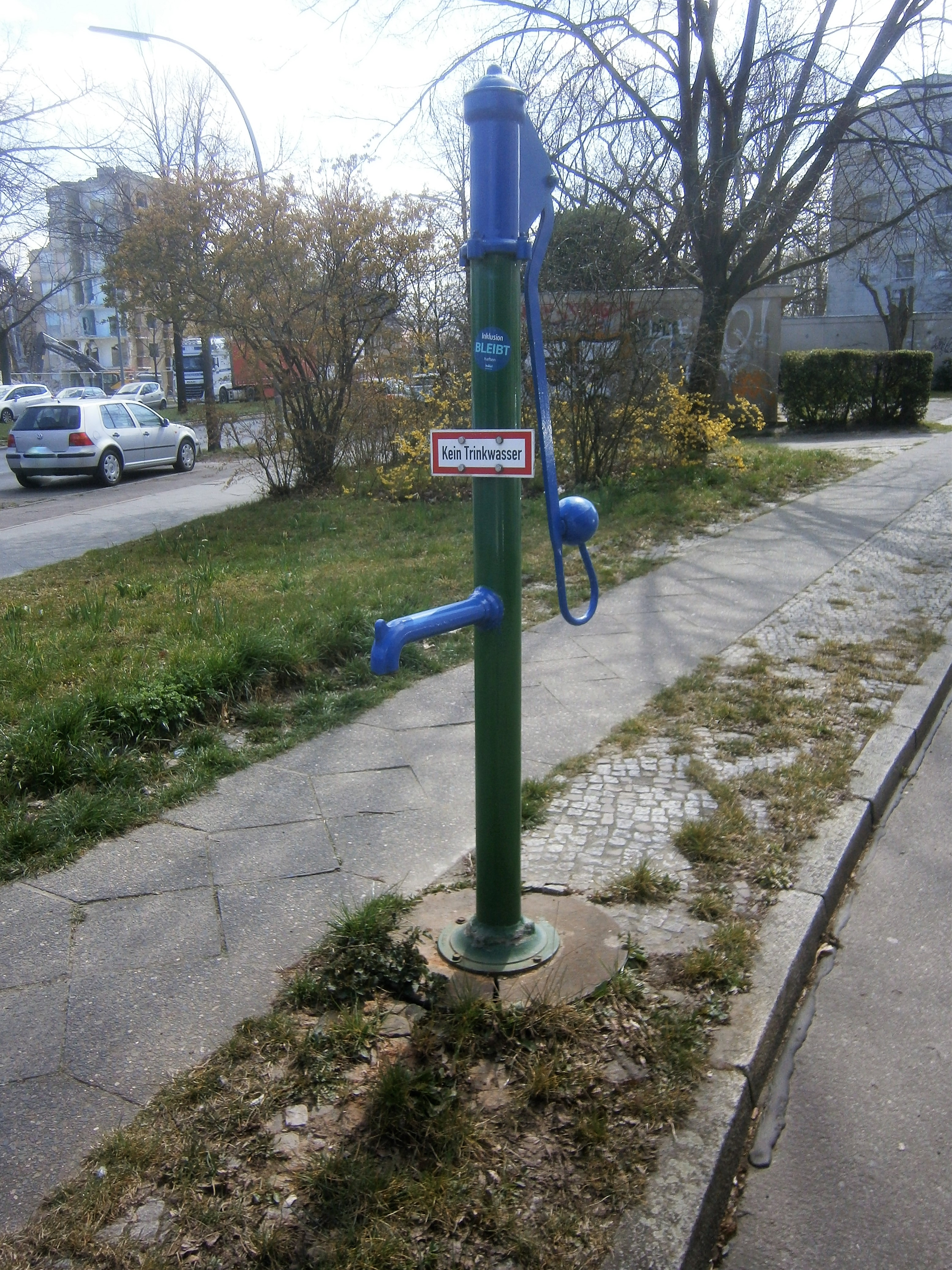
Allweilerständer (Lankwitz)
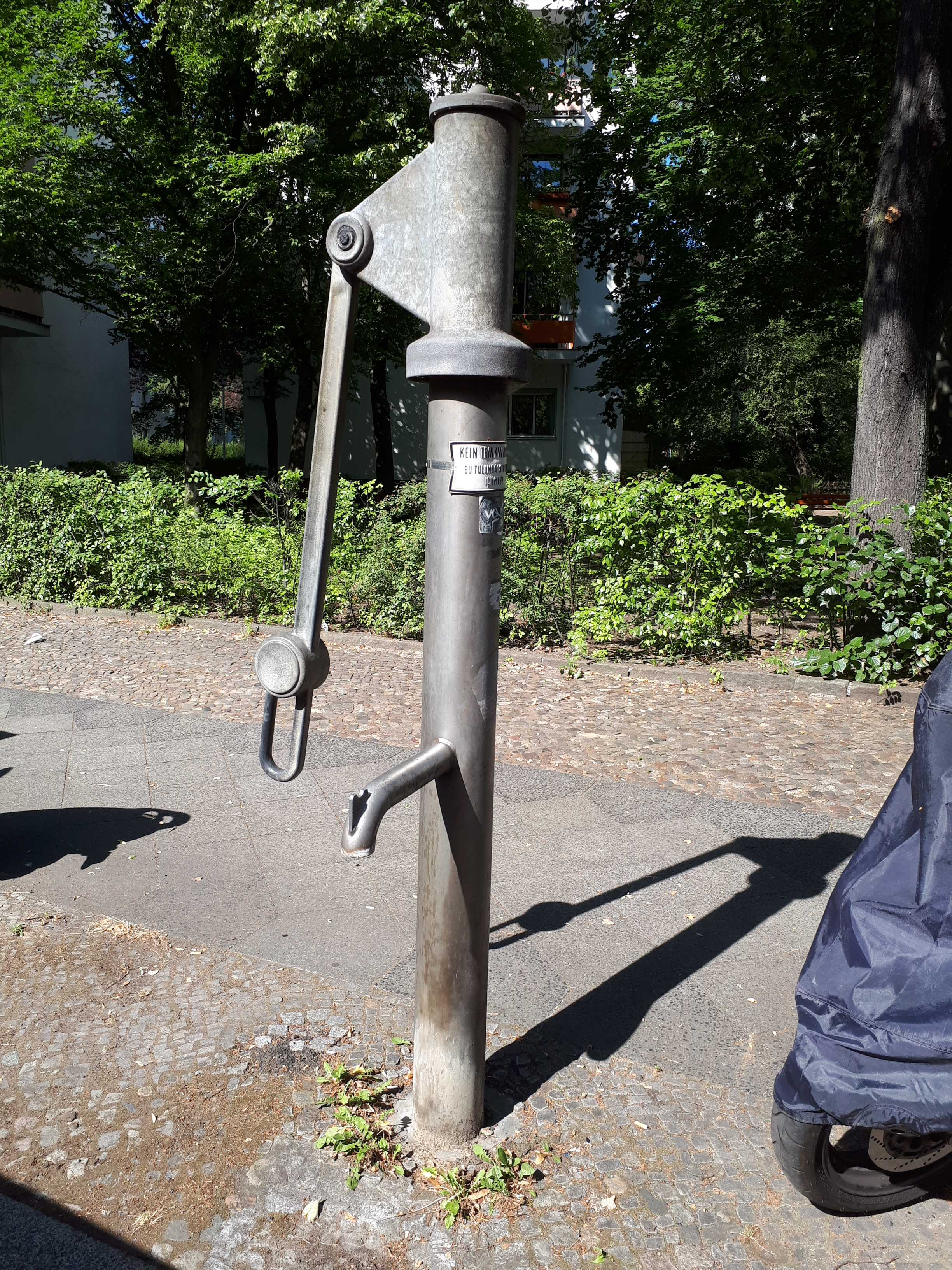
Freyer-Brunnen (Gartenstraße)
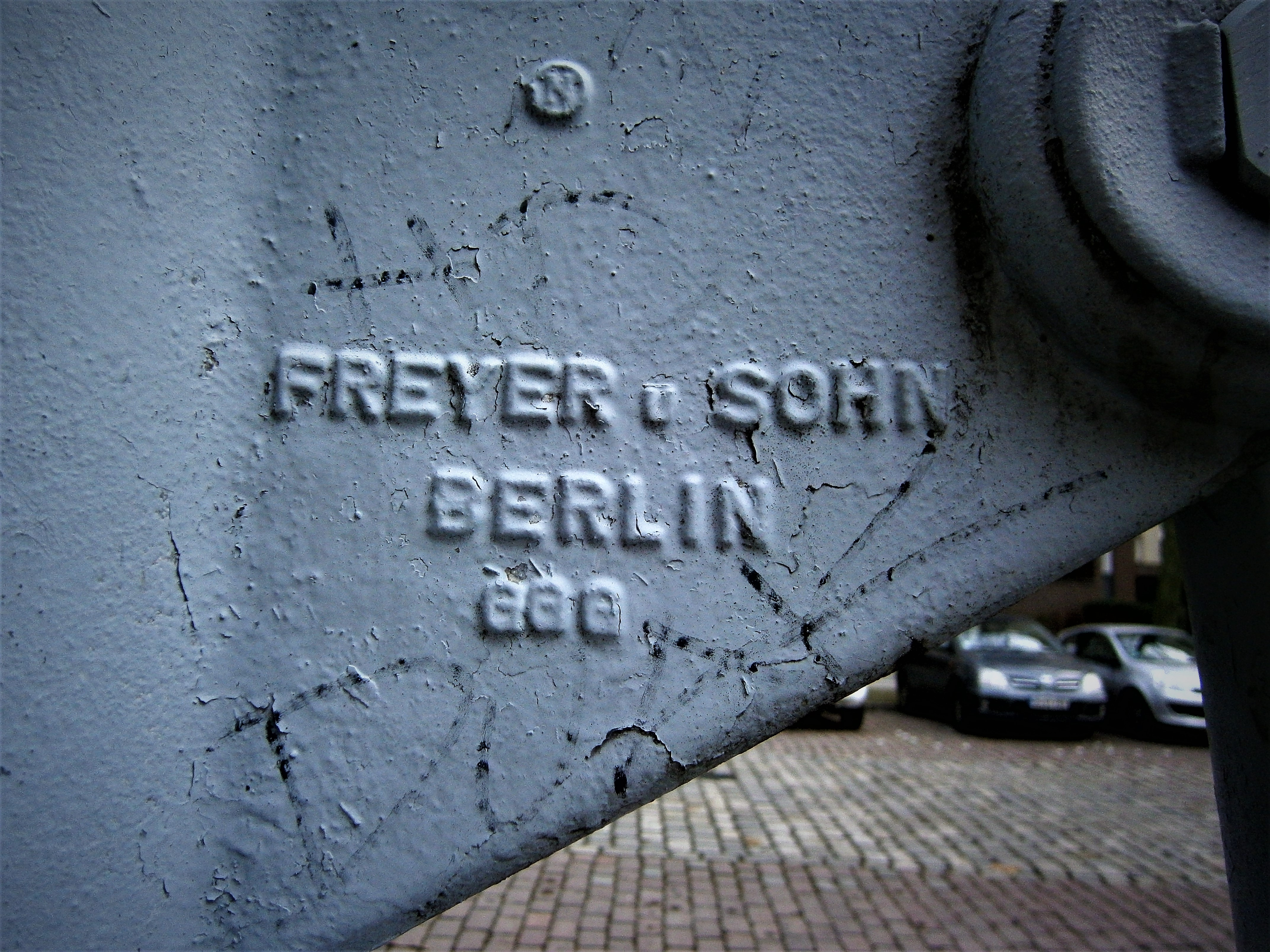
Firmenangabe
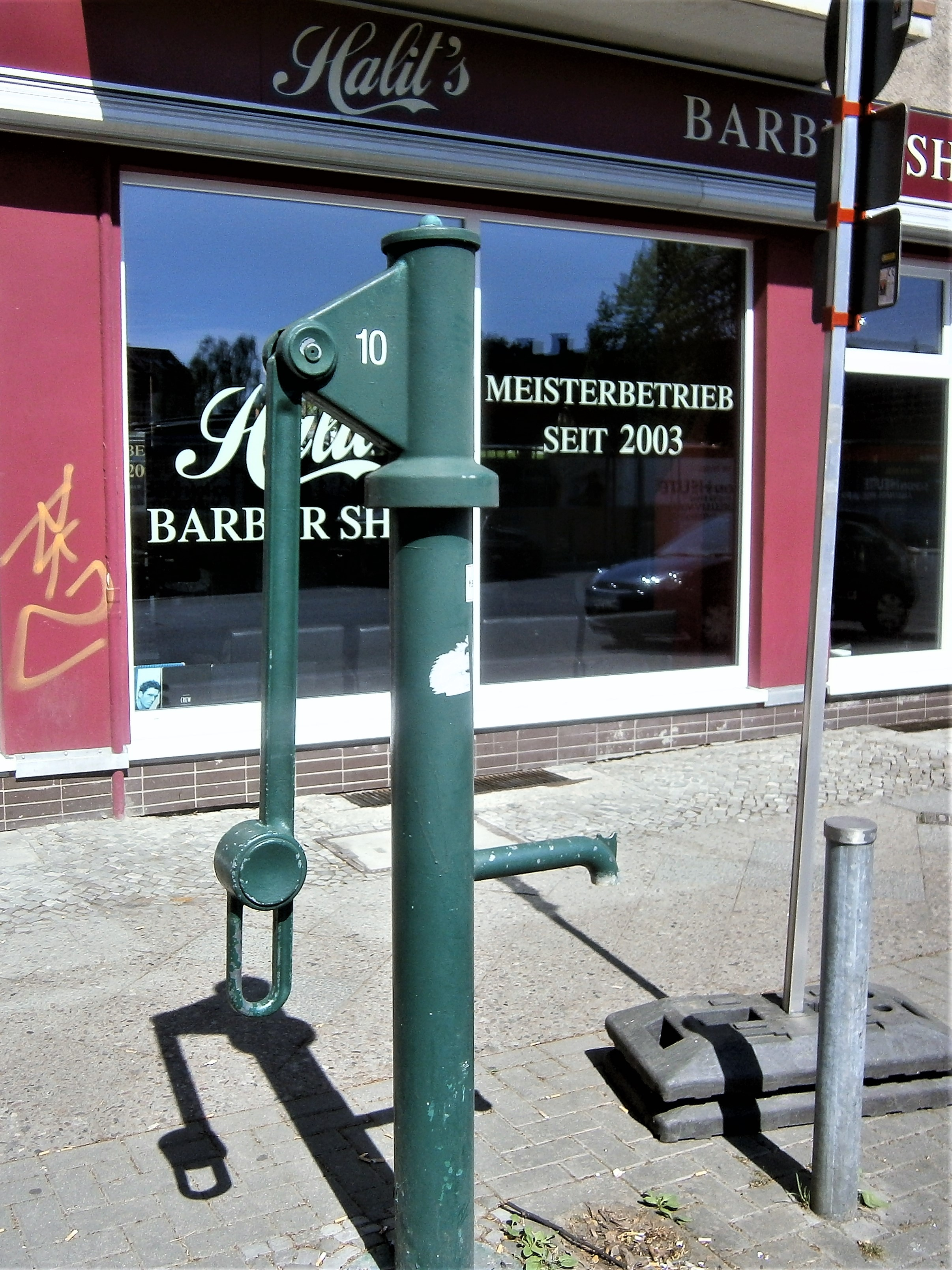
Brunnen 10 in Tegel

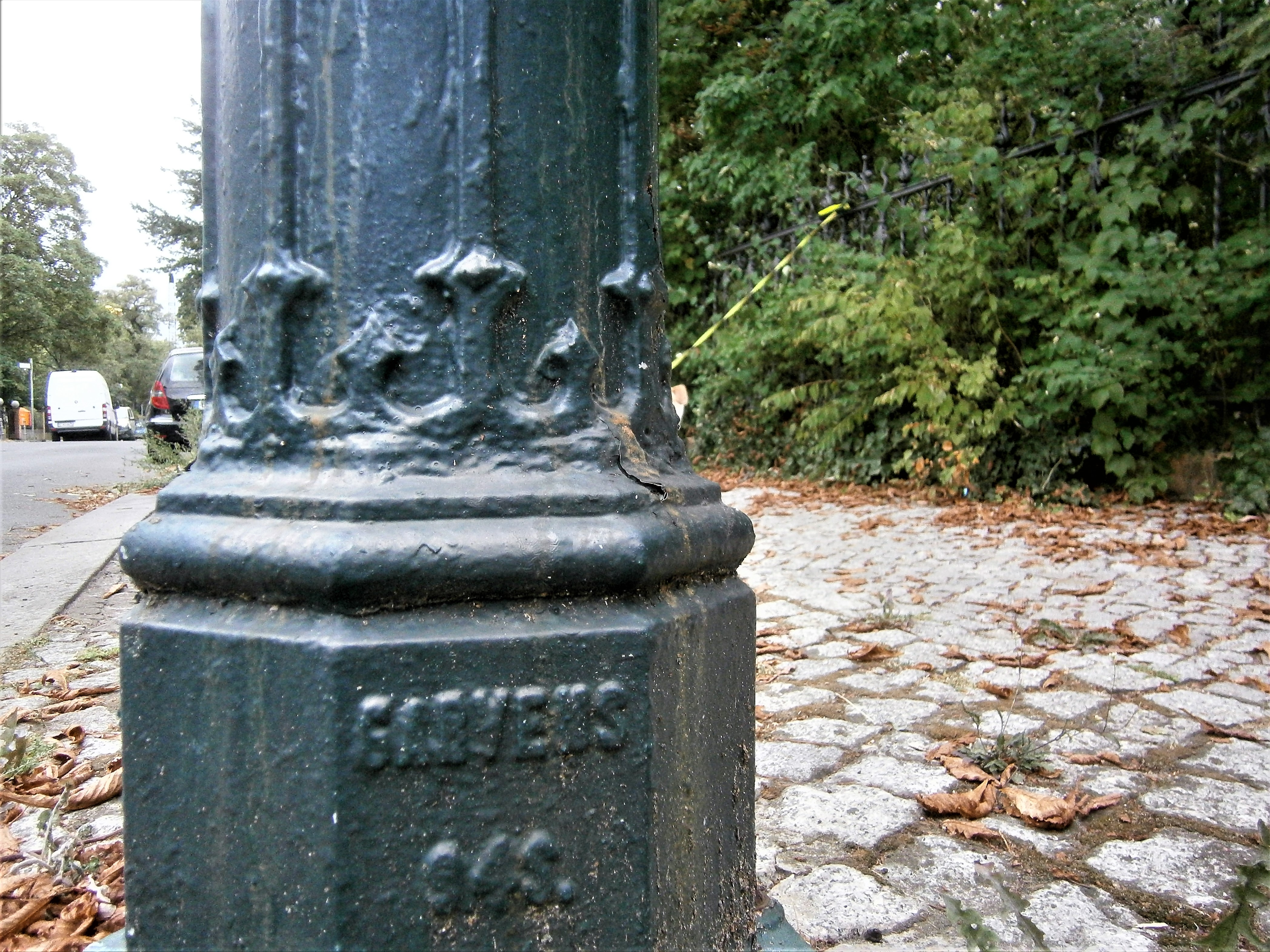
Garvens-Brunnen (Eintrag am Fuß)
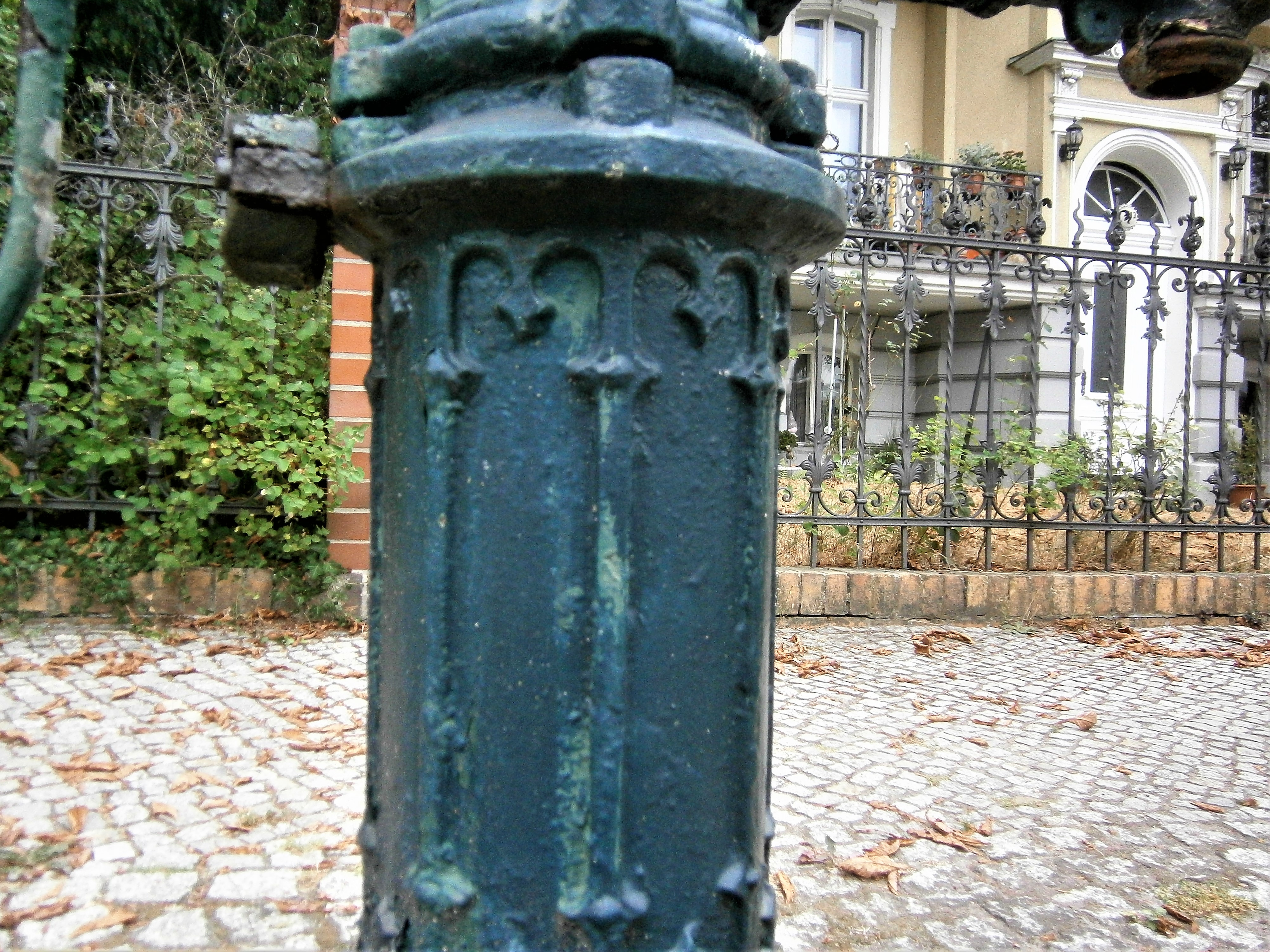
Musterung bei Garvens
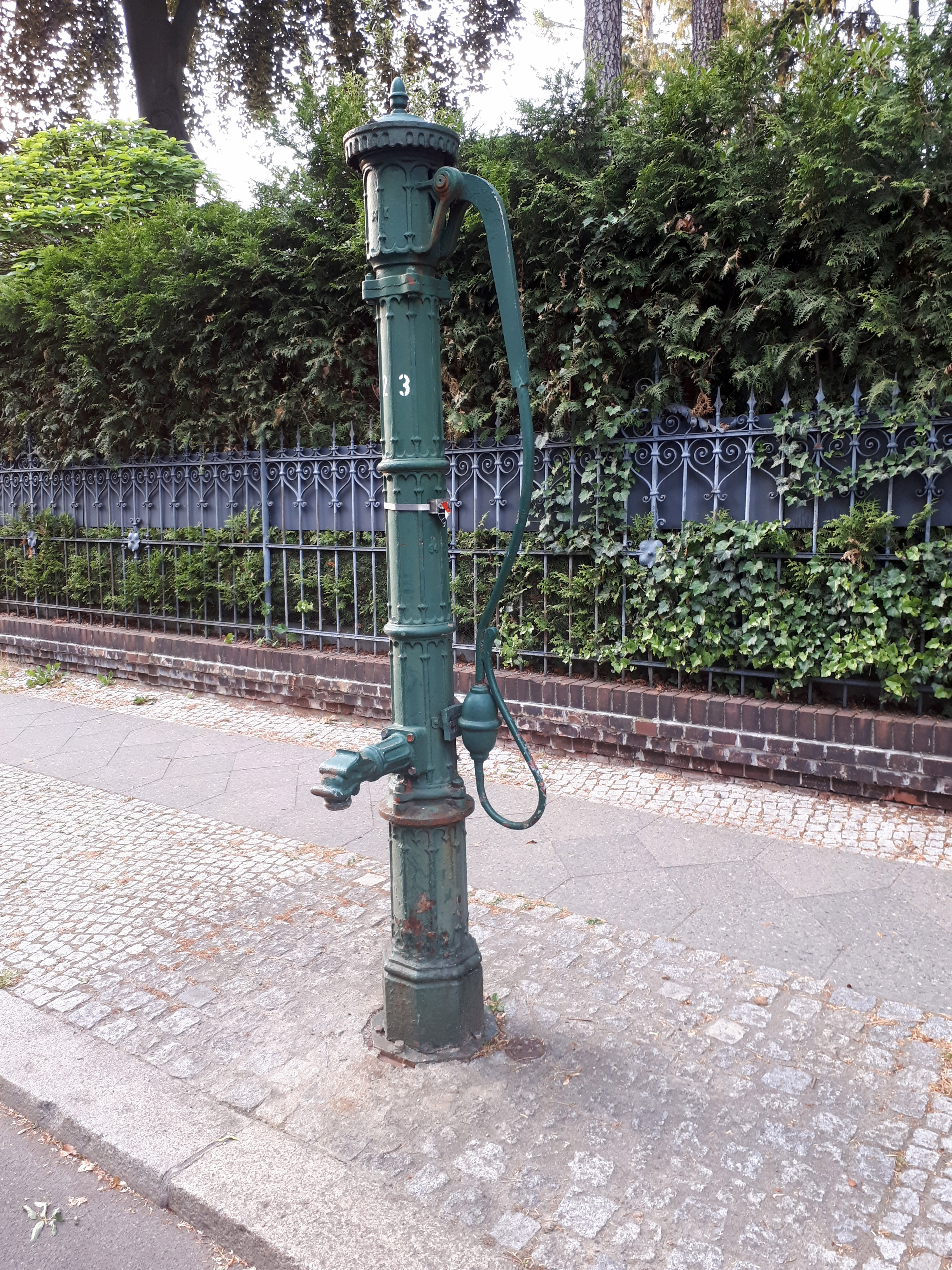
Brunnen 23 (Grunewald)

#### Freyer
Ein im Durchmesser dickerer Brunnenkörper stammt von Freyer & Sohn und ist nach der äußeren Form zylindrisch mit einem in Nutzungshöhe fest angesetzten Austrittsrohr. Für den Schwengel und dessen Zugmechanik ist ein zylindrisches Element mit Abschlusskappe aufgesetzt. Dieser Schwengelteil besitzt am unteren Rand einen Verbindungskranz. Die Verbindung ist mit Schrauben am Gegenstück des unteren Zylinders angebracht. An diesem „Brunnenkopf“ ist die übliche Dreieckplatte mit dem Bolzen an der Drehachse des Schwengels vorhanden. Diese Pumpenform kommt von der Berliner Firma „Freyer & Sohn“, deren Firmenname an der Fläche des Schwengelansatzes aufgegossen ist. Der Körper zum Beschweren am Handgriff ist ein Zylinderstück, das zwischen Handgriff und dem Schwengelrundstab sitzt. Die Form wiederholt dabei den Abschluss am Drehbolzen des Schwengels. Freyer-Brunnen stehen im Ortsteil Gesundbrunnen vorwiegend grau lackiert, so mit der Nummer 297 in der Swinemünder Straße, weitere finden sich in Wedding und in Tegel, dort sind sie grün lackiert.

#### Garvens
In Grunewald (Nummer 18, 23) stehen zwei Straßenbrunnen mit Ständer, Austrittsrohr und auf dem Kopf mit Schwengelbolzen und -halterung von den Garvens-Werken, äußerlich so als dreiteilige Säule gestaltet. Am Brunnenständer ist am Fuß die Inschrift „Garvens“ aufgegossen. Diese Inschrift verweist auf den Pumpen-Fabrikanten Emil Garvens. Als Hersteller von Pumpen sind die Garvens-Werke in Hannover nachweisbar. Eine Zweigstelle existierte in den 1920er/1930er Jahren in Berlin. Etwas schlecht zu erkennen ist unterhalb des Firmennamens am Ständerfuß der Anguss 94S. Am Kopfteil (Schwengelansatz) findet sich das angegossene Signum „94 K“, am Mittelteil mit dem Austrittsrohr entsprechend „94 RL“. Zu den Beschreibungen von Garvens-Pumpen einschließlich Preisen existiert eine digitalisierte Quelle.

#### Allweiler
In den Steglitzer Ortsteilen stehen Brunnenständer vom Allweilertyp. Die Firma Allweiler aus Radolf stellte Tiefbrunnen für den Handbetrieb mit Schwengelpumpen her. Die Fertigung von Handpumpen begann 1874. Der Brunnenständer von Allweiler besteht aus einem grünen Zylinder von 10 cm Durchmesser mit einem blau lackierten Wasseraustritt. Am blauen runden Kopfteil mit drei Verschraubungen ist der Schwengel über den Schwegelbolzen befestigt. Der Ansatz des Schwengels, der mit der Schwengelgabel am Kolben eingreift, ist dabei abgedeckt und so vor unbeabsichtigten Angriff geschützt.

### Borsig

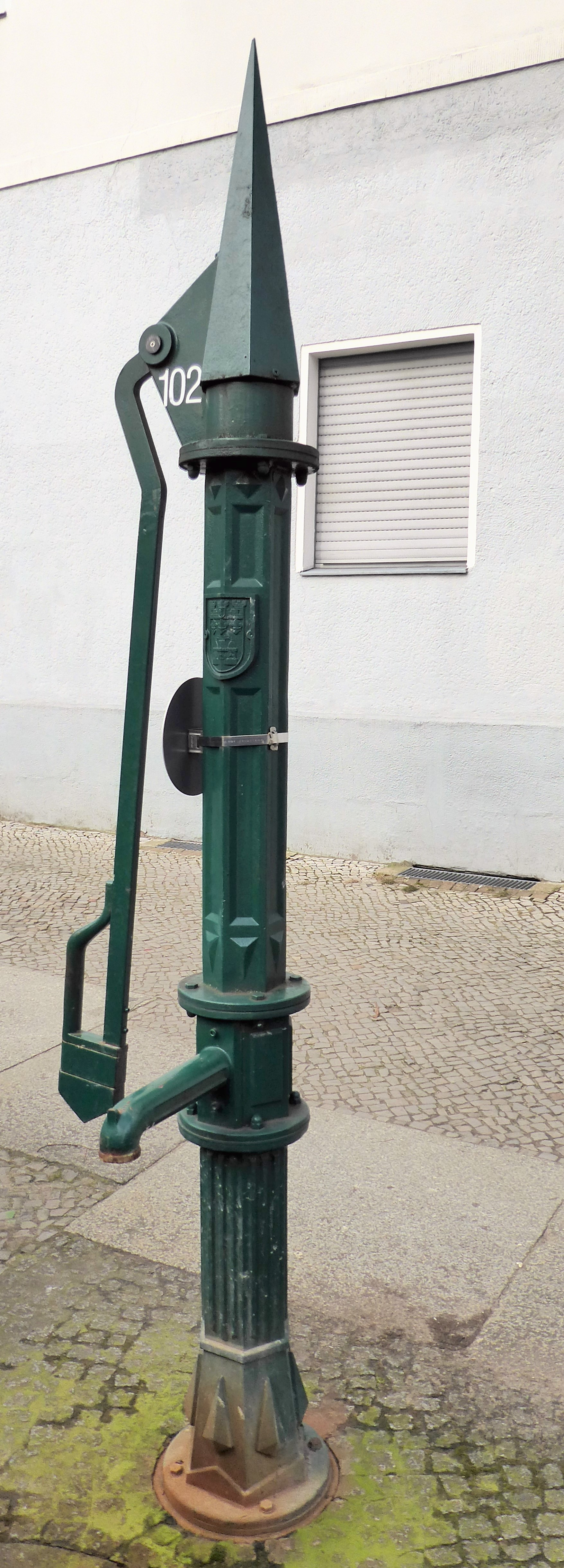
Prismatische Brunnensäule (Modell Borsig)

Seit den 2010er Jahren sind wieder designte Brunnengehäuse im Einsatz (Modell „Borsig“). Diese besitzen sechsseitige Prismen(-rohre) mit glatten Vertiefungen in der Schaftlänge als Gestaltungselement. Meist sind diese prismatischen Säulenabschnitte oberhalb vom Wasseraustritt mit den Bezirkswappen markiert. Dieses Pumpenelement wurde frühestens seit 1998 aufgestellt. Angebracht sind durchgehend die nach der Bezirksreform im Jahr 2001 vergebenen Wappen. Einige wenige Borsigsäulen tragen kein Wappen. Die Wappenplatte ist über zwei der sechs Prismenseiten geknickt und mit Spezialschrauben befestigt. Die Säule setzt sich reparaturfreundlich aus vier geflanschten Teilen zusammen. So ist zwischen dem (unteren) Brunnenständer und einem (oberen) Verlängerungsteil eine Einheit mit dem Wasseraustritt eingefügt, in dessen Höhe die Grundwasserförderung endet. An der darauf geflanschten „Verlängerung“ befindet sich die Fläche zur Aufnahme des Wappens. Für den Drehpol und den Anschluss des Handschwengels an den Hubkolben (Schwengelhaken) ist ein Aufsatz vorhanden, der seinerseits angeflanscht wird. Auf diesen ist meist eine sehr spitze Sechseckpyramide (Höhe zu Grundseite etwa 1:6) als Kopf aufgesetzt, die den Aufsatz einfasst. Es gibt auch Brunnenkörper mit einem stumpfen Kegel als Abschluss.

### Kinderspielplatz

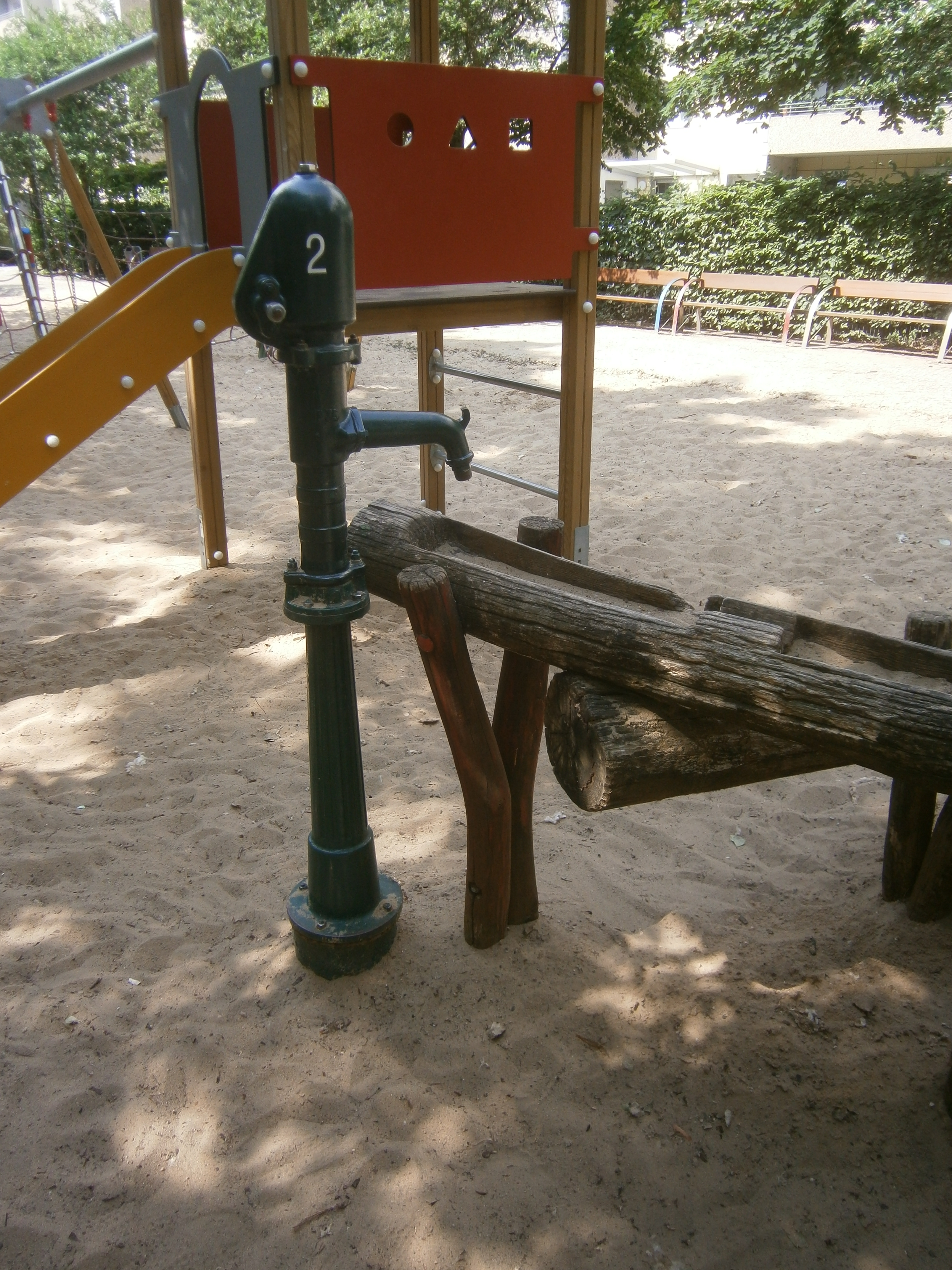
Straßenbrunnen 2 vom Typ A 11 in Friedrichshain

Vereinzelt wurden die der Notwasserversorgung dienenden Quellbohrungen mit der Nutzung als Wasserspender für Matschspielplätze eingesetzt. So finden sich diese Formen einer Schwengelpumpe auf dem passenden Brunnenständer auf Spielplätzen Berlins. Ein Beispiel ist der hinter der südöstlichen Häuserschlange am Platz der Vereinten Nationen aufgestellte Modelltyp A 11 auf dem südlichen Kinderspielplatz, der zum Ortsteil Friedrichshain gehört und die Nummer 2 trägt. Gleichfalls steht eine als Notwasserbrunnen geführte Handpumpe auf dem Spielplatz an der Dresdner Straße in Kreuzberg.

## Zusätze der Brunnenkörper

### Rekonstruktionen
Einige der Brunnenkörper sind (wohl) aus unterschiedlichen Herkunftsteilen neu zusammengesetzt worden. Insbesondere die Säulenbrunnenkörper sind mitunter aus unterschiedlichen Elementen zusammengesetzt. In den frühen Nachkriegsjahren wurden auch aus abgebauten Brunnen neue Kombinationen erstellt. Durch Vandalismus verlorene Teile müssen ebenfalls ersetzt werden. Dazu werden sowohl neue Platten und Teile gegossen als auch vorhandene Ersatzteile genutzt. Die Bedeutung der historischen Brunnenkörper als Berliner Original und die Attraktivität der Form führten mit den endenden 1970er Jahren zu Beginn der 1980er Jahre zur Nachfertigung von Teilen, und im Sinne eines Stadtmöbels erfolgte deren Aufstellung zur Gestaltung von Stadtplätzen oder touristischen Stellen.

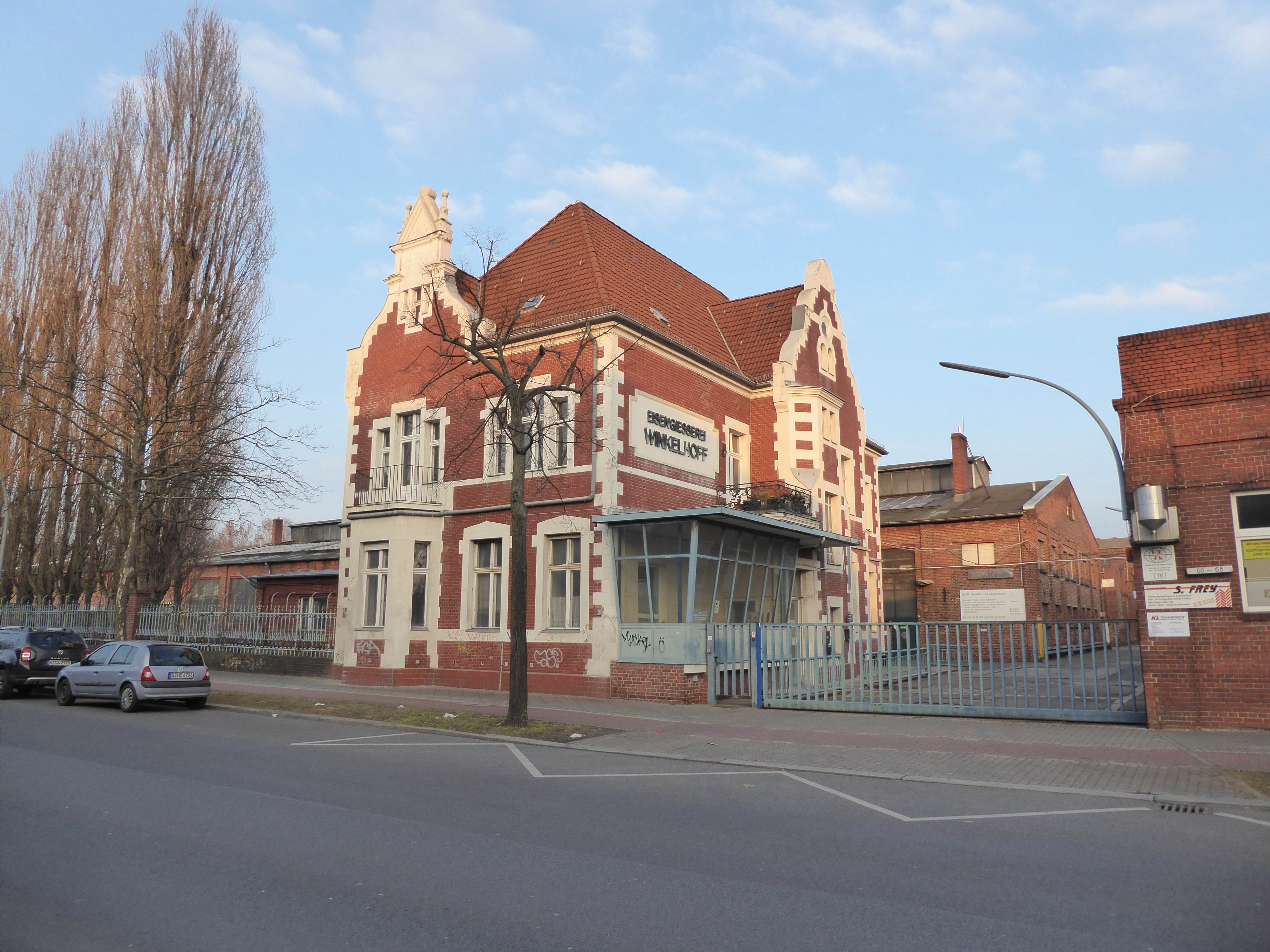
Eisengießerei Winkelhoff Kopenhagener Straße

In Vorbereitung der 750-Jahr-Feier Berlins wurden in Ost-Berlin einige Lauchhammerpumpen aufgearbeitet und (in notwendigen Teilen) nachgebaut. Den Nachbau und die Instandsetzungen im Stadtzentrum und im Bezirk Pankow führten die Firmen Beyte Modellbau und der VEB Kunstschmiede Berlin aus, wie auf der dem Auslauf gegenüberliegenden Platte vermerkt ist. Die Jahreszahlen 1894 und 1987 sind als erhabene Schrift mitgegossen worden. In West-Berlin wurden 1978 (vorzugsweise) in sanierten Altbaugebieten instandgesetzte und nachgerüstete Lauchhammerbrunnen aufgestellt. Auf dem Schild am oberen Säulenabschluss (von Typ I Fischkopf-Auslauf) zwischen Frosch und Schwengeldrehachse hat sich die ausführende Eisengießerei verewigt. Es gibt dabei zwei Ausführungen der Inschrift: Zum einen die Jahreszahl und Firma „1978“ darüber mit dem Symbol „.S“ im Dreieck und auf dem Spiegel am Kopf gegenüber der Name der Schoening, die die Restaurierung zu ersetzender Teile ausgeführt hat.
Die andere Fassung am Gussgehäuse-Kopf (mit dem Schwengelansatz) besteht auf der Schmuckplatte zur Straße mit den eingegossenen Worten Winkelhoff Berlin und an der gegenüberliegenden Platte die Jahreszahl 1978 sowie ein A-Symbol im Dreieck. Diese Hinweise gaben Aufschluss für die Nachbearbeitung an dem jeweiligen Pumpengehäuse.
An manchen Krausebrunnen ist am untersten achtkantigen Brunnenteil an der Seite unter dem Wasseraustrittsrohr ebenfalls die Jahreszahl 1978 angegossen. Neben dem Eintrag 1978 Berlin findet sich an einem auf der Basis stehenden Dreieck ebenfalls ein kleines c (wie bei Copyright: ©) mit einem S kombiniert. Es gibt auch Krausebrunnen, bei denen am Fuß lediglich die Zahl „27“ erhaben sichtbar ist.

Lauchhammerbrunnen mit ersetzten Gussteilen
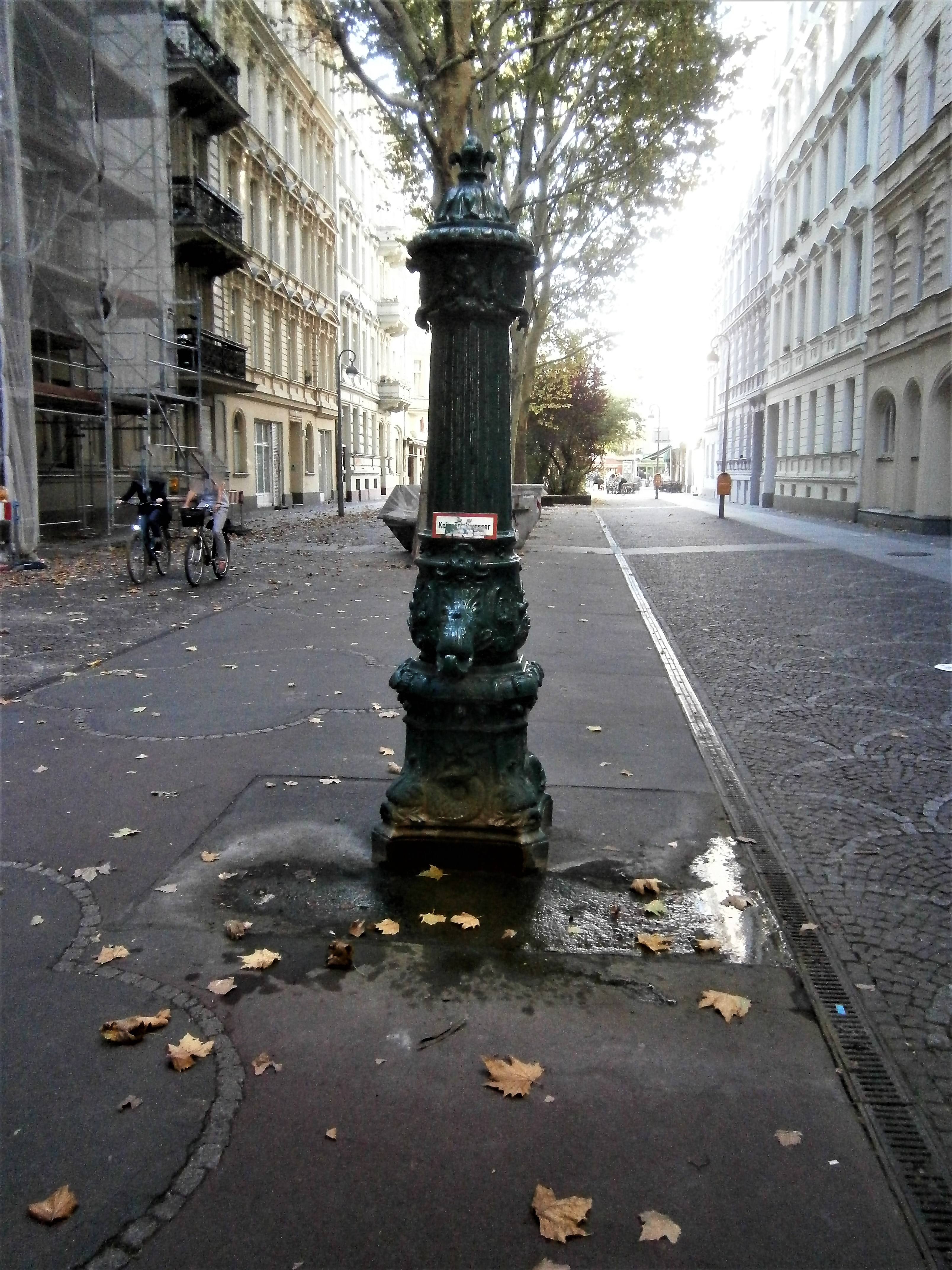
Nollendorfstraße 112
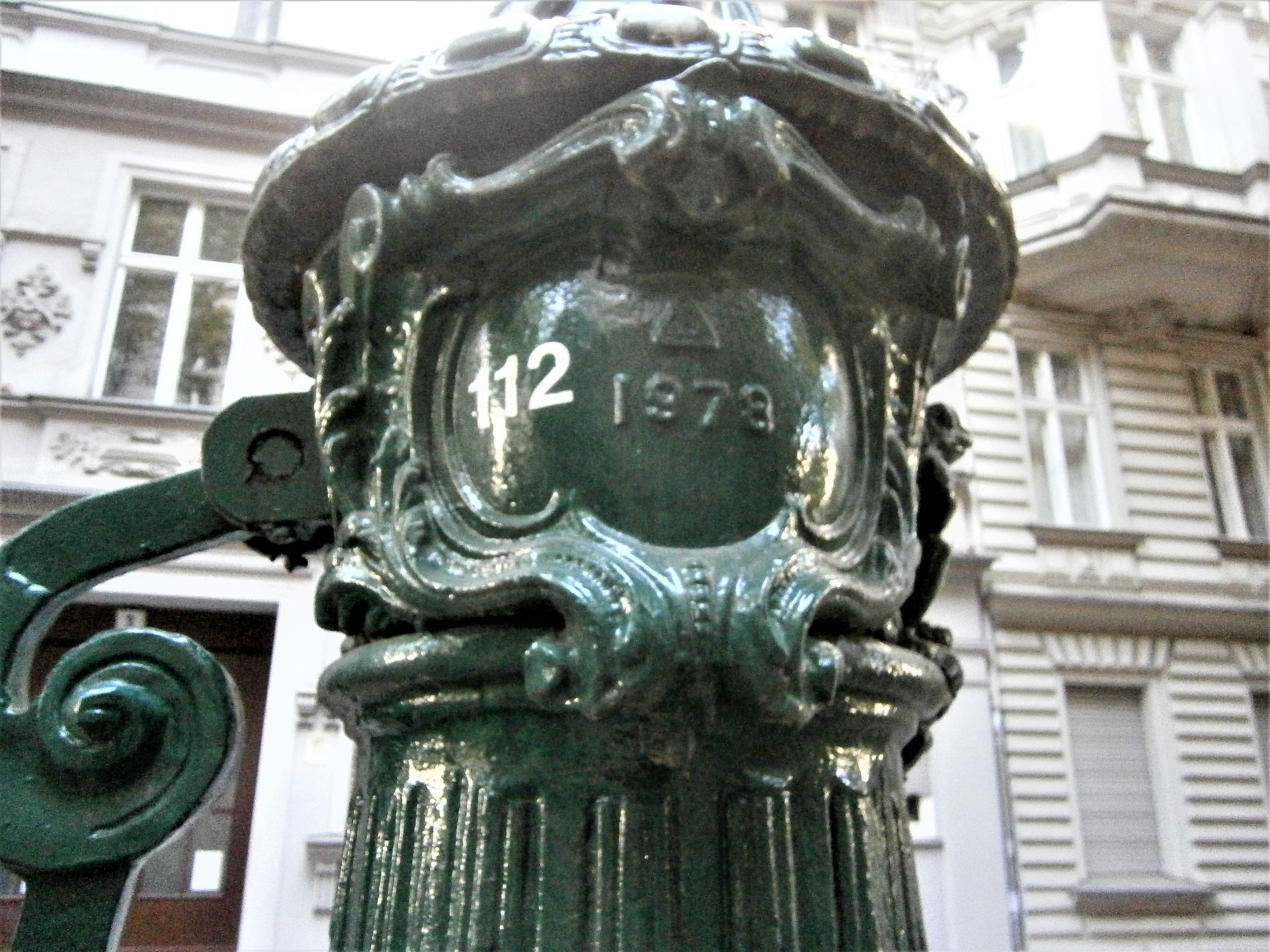
Jahreszahl am Spiegel (rechts vom Schwengel)
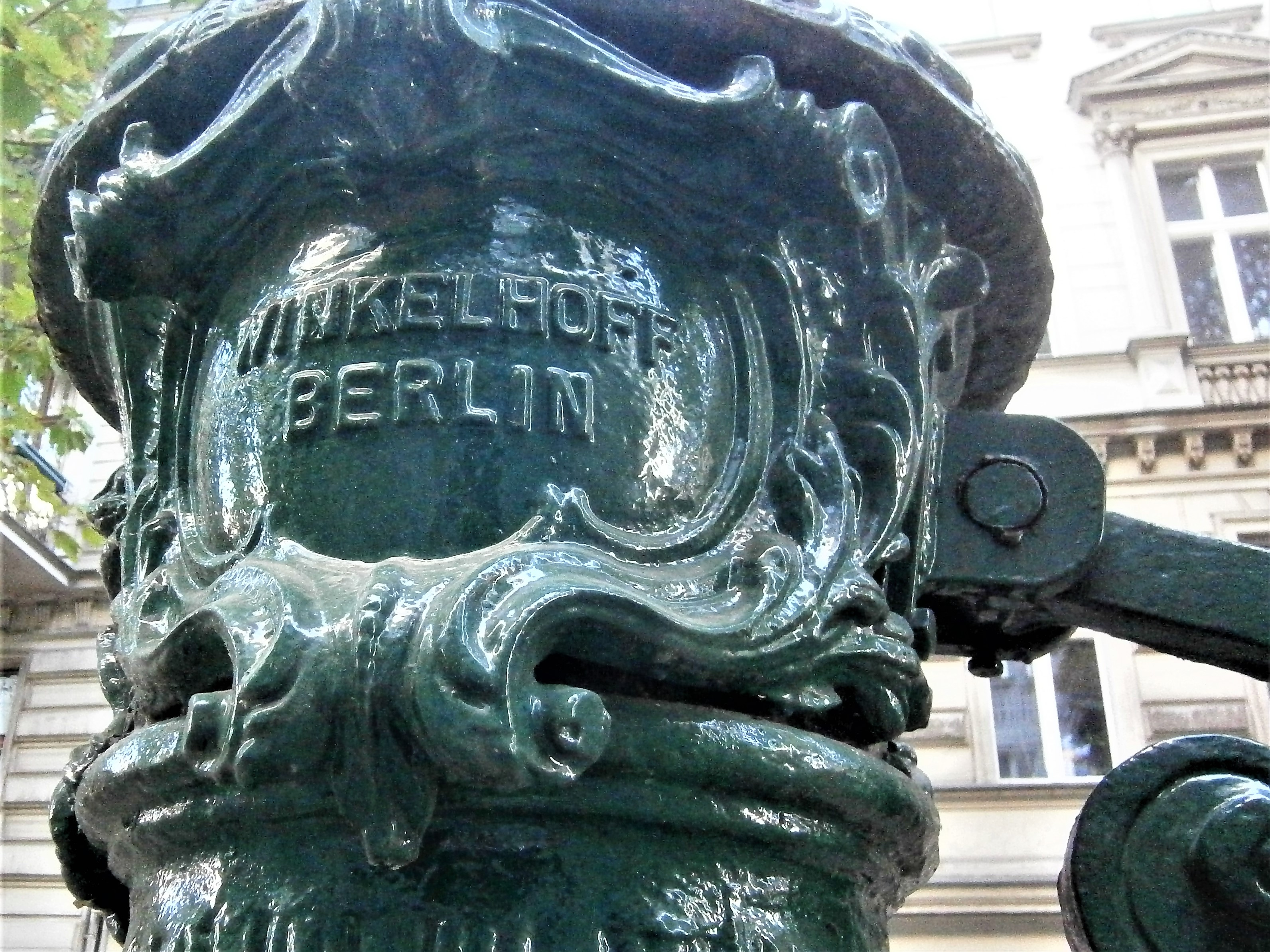
Firmeneintrag am Spiegel (links vom Schwengel)
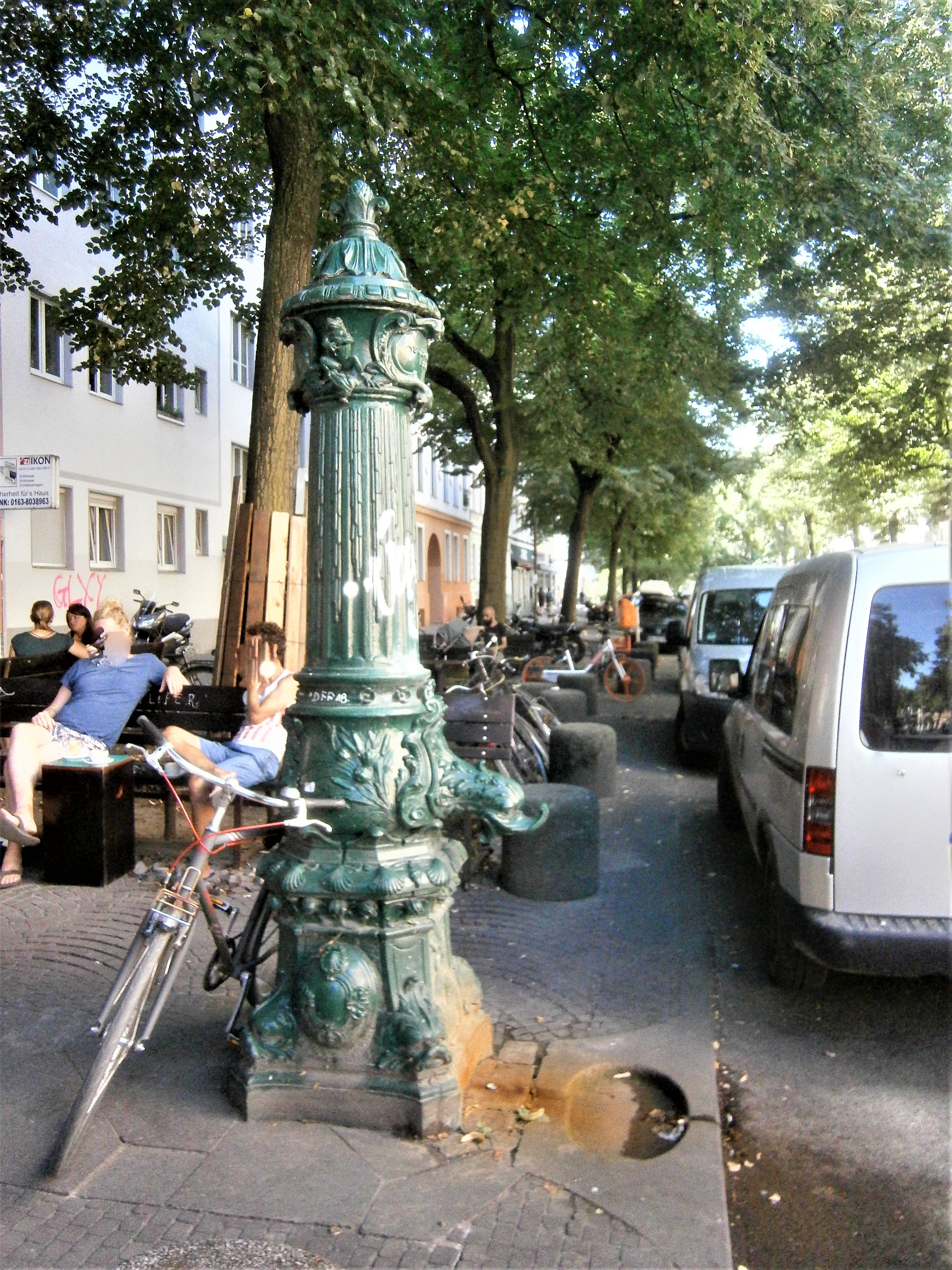
Sitzecke Schlesisches Tor
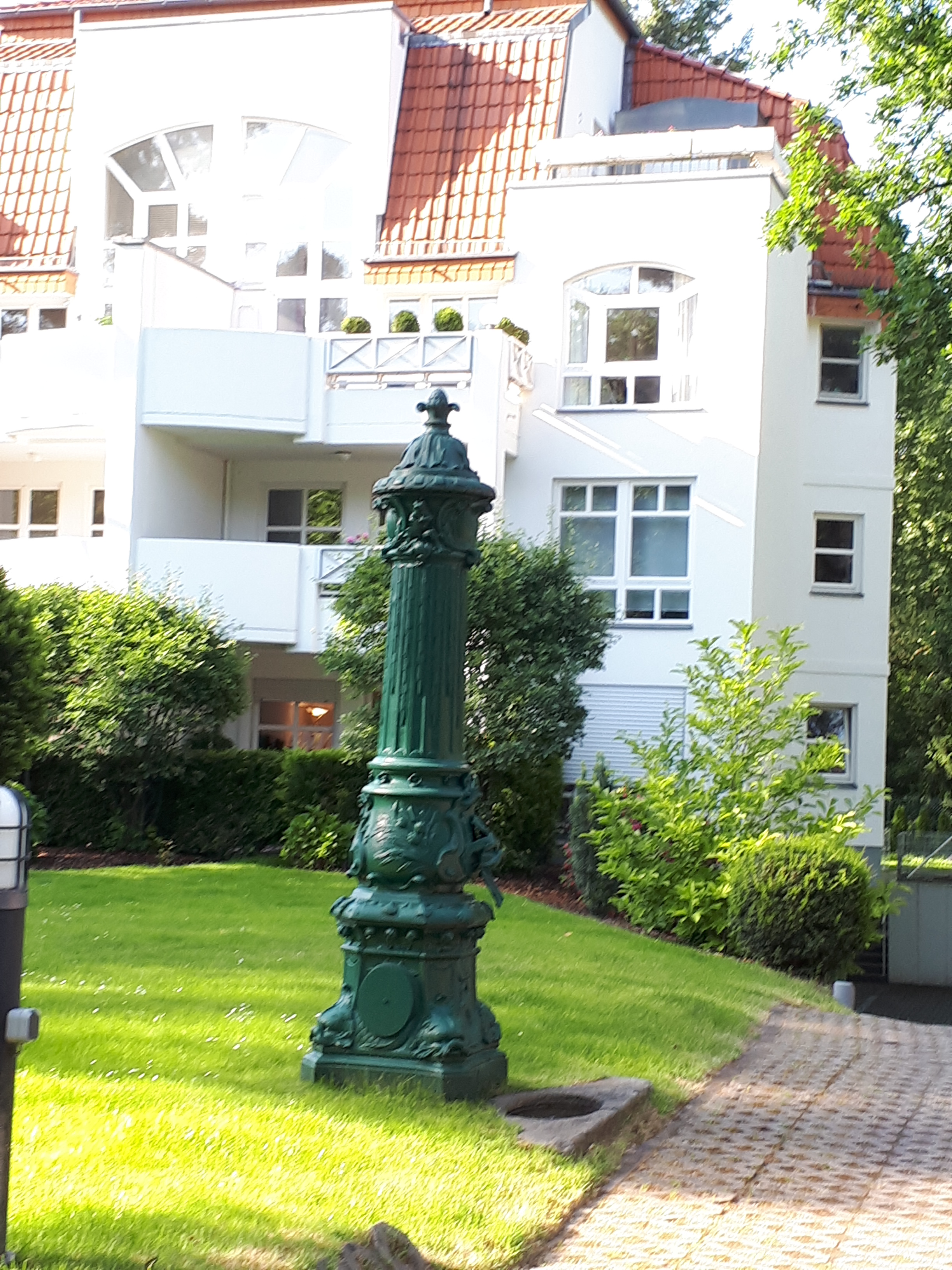
Zierde im Vorgarten

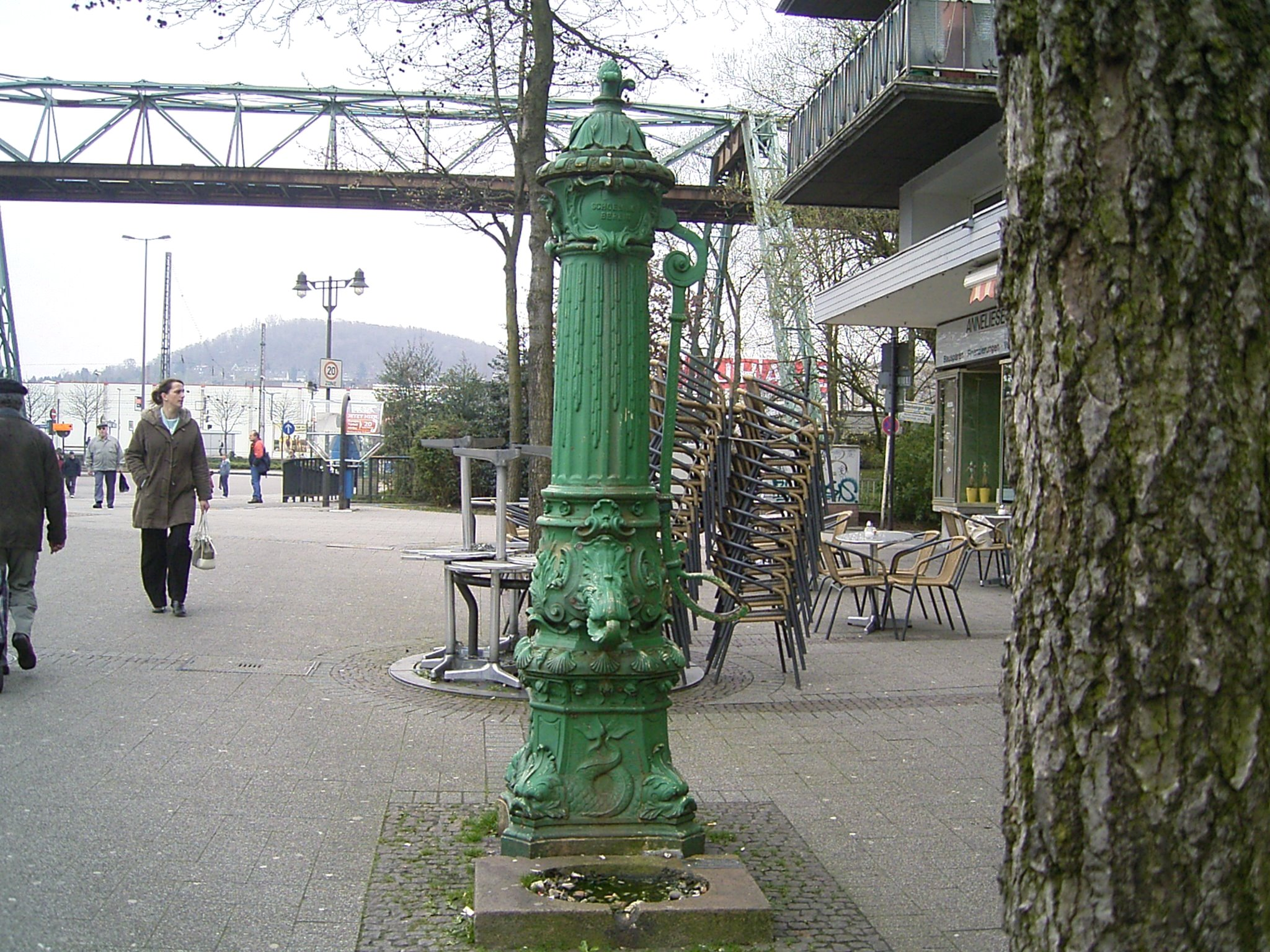
Berliner Pumpe in Wuppertal

In Wuppertal wurde 1987 („750 Jahre Berlin“) eine solche von Schoening restaurierte „Typ-I“ auf dem Berliner Platz als Stadtschmuck aufgestellt; Wuppertal ist seit 1964 Partnerstadt von Berlin-Schöneberg. Der Brunnen in Wuppertal fördert aktiv Grundwasser aus 30 Metern Tiefe. Unter dem Austritt befindet sich ein erhöht eingelassener Tränkstein mit Abflussrinne.

### Wasseraustritt
Zur Nutzung fließt das gepumpte Wasser über den Austritt aus dem Brunnen. Dafür gibt es unterschiedliche Varianten. Das Austrittsrohr hat einen Durchmesser von fünf bis sieben Zentimetern und ist mit der Öffnung nach unten gebogen. Das Rohr kann seinerseits im geraden oder zum gebogenen Teil geschweißt sein. Neben einfachen Austrittsrohren mit dem Bogen am Ende gibt es jedoch auch solche, bei denen von oben eine Verstärkung das Rohr stützt und zum Brunnenkörper breiter werdend an diesem angeschweißt ist. Je nach Typ des Austrittrohres oder dessen Verkleidung sind verschieden geformte Aufhängehaken für den Wassereimer vorhanden. Bei den Lauchhammerbrunnen (Fisch, Drachen, Vogel) wurde diese Aufhängung in die Rohrverkleidung hineindesigned. Am Krausebrunnen ist ein kleines Symbol (eine Nase) an der Biegung aufgesetzt, wodurch eine Aufhängung entsteht. An der J-förmigen Austrittsplatte eines Schliephackebrunnens ist die Ausbuchtung zu diesem Zwecke vorhanden, unter der verdeckt das Austrittsrohr endet.
Im Allgemeinen beträgt die sichtbare Höhe des Straßenbrunnens zwei Meter, das Kolbengestänge im Inneren ist bis zehn Meter lang. Die Wasseraustritte liegen jedoch meist in nutzerfreundlicher Hüfthöhe. Mitunter liegen auch Wasseraustritt und Schwengelgriff nicht gegenüber, sondern sind rechtwinklig zueinander angeordnet. So kann der Schwengel parallel zum Gehsteig genutzt werden, obwohl der Austritt zu Fahrbahn und Schnittgerinne zeigt.

Wasseraustritt
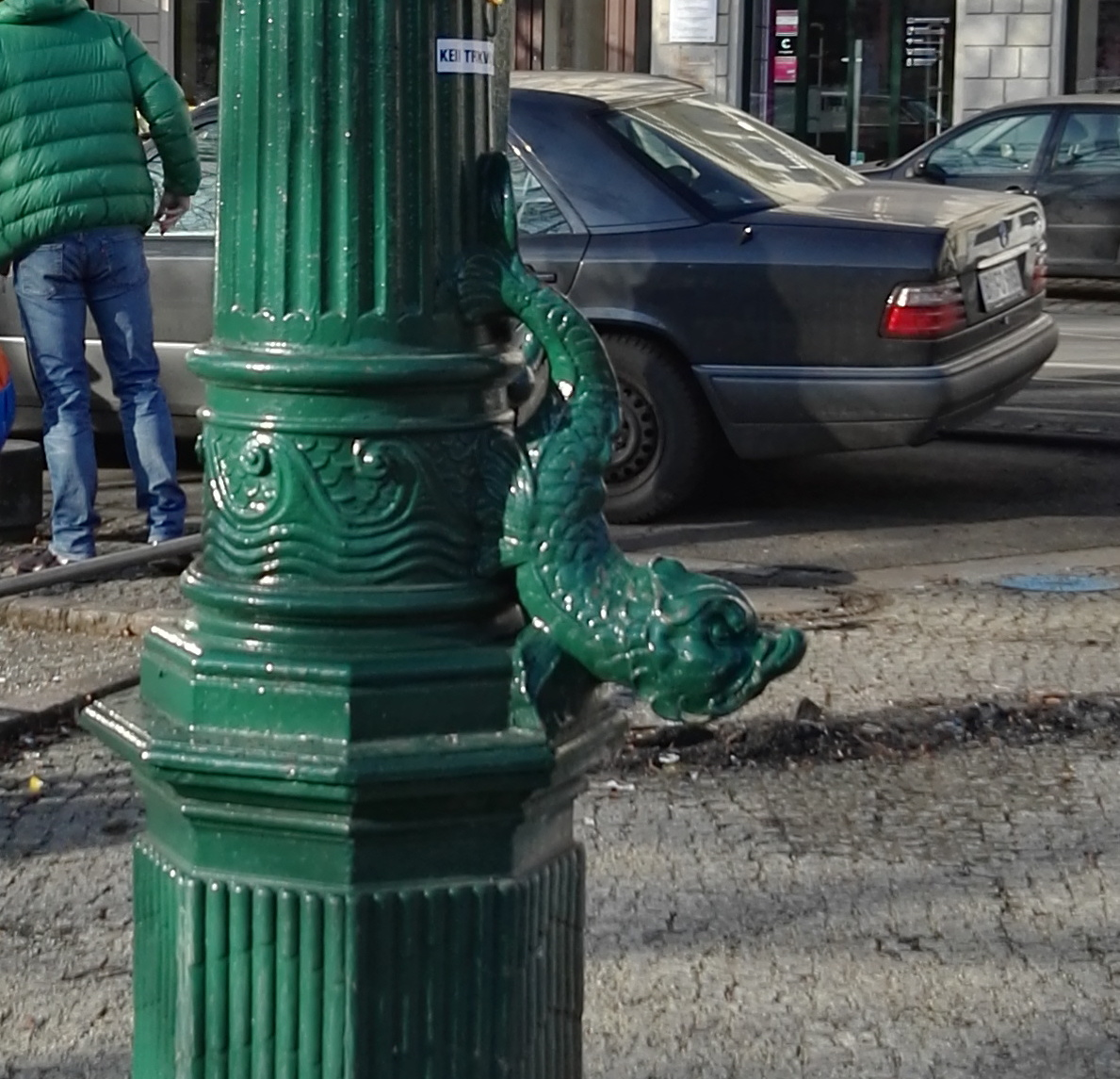
Modell Pankow
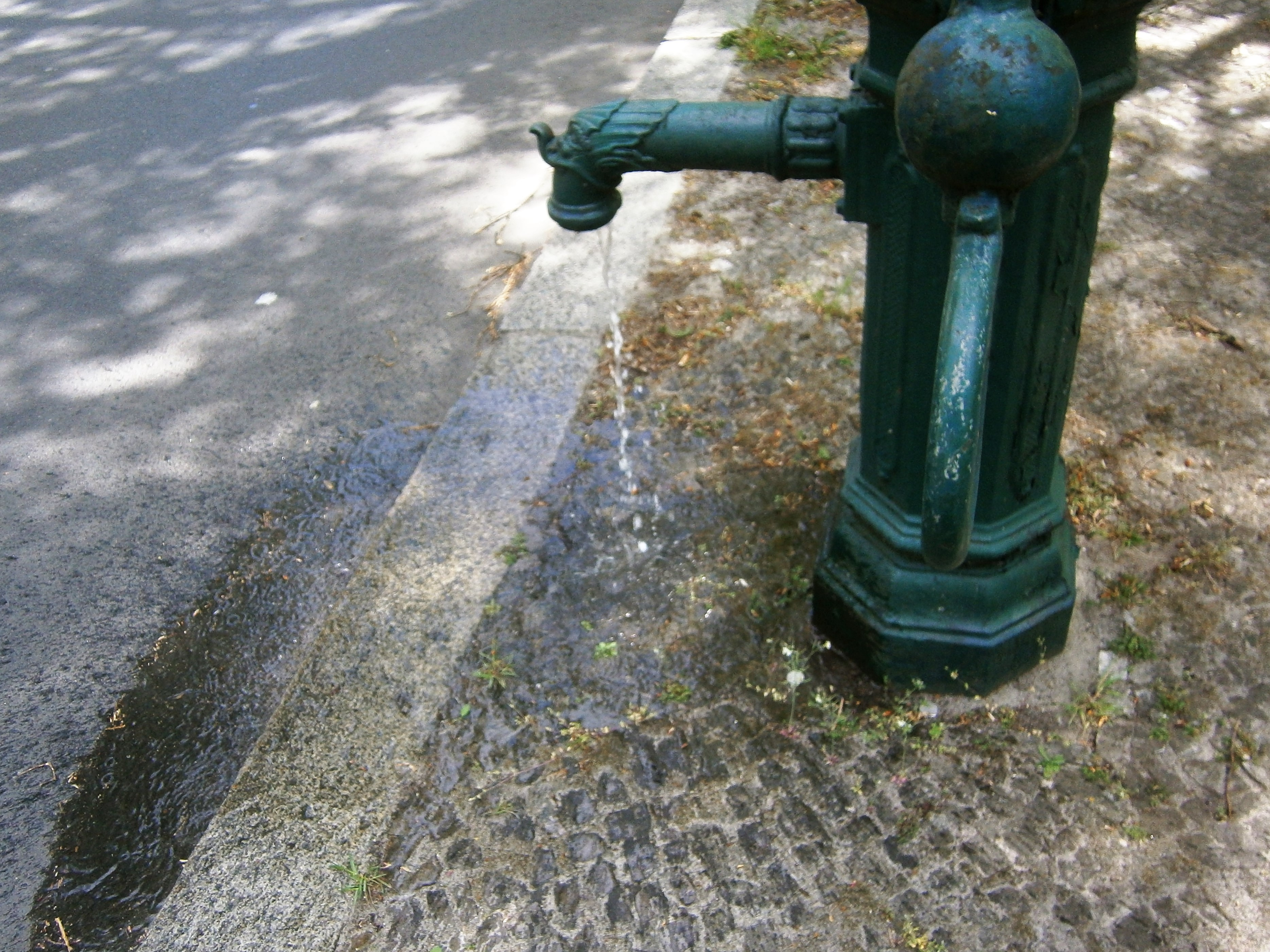
Krausebrunnen
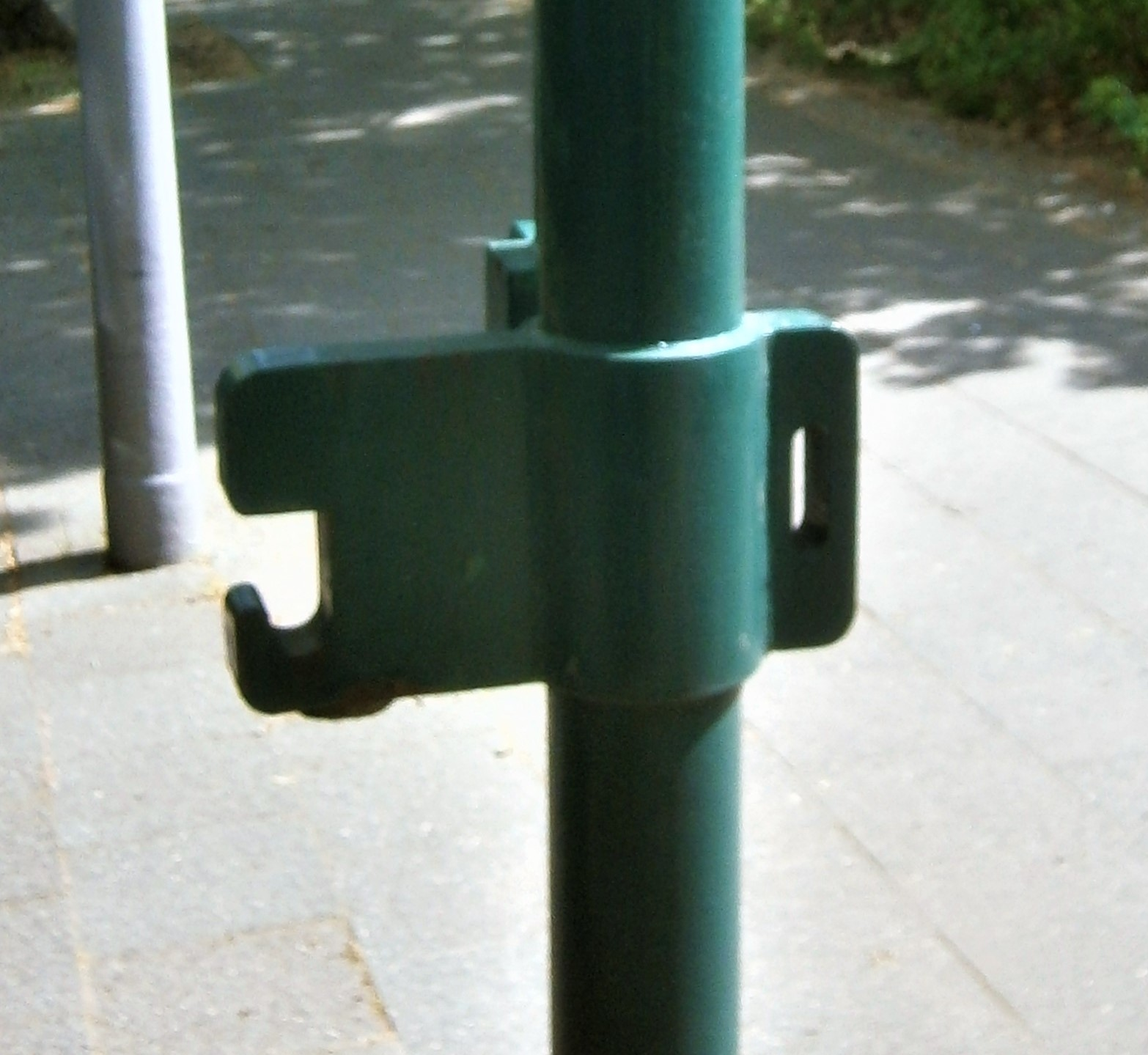
Schliephackeform
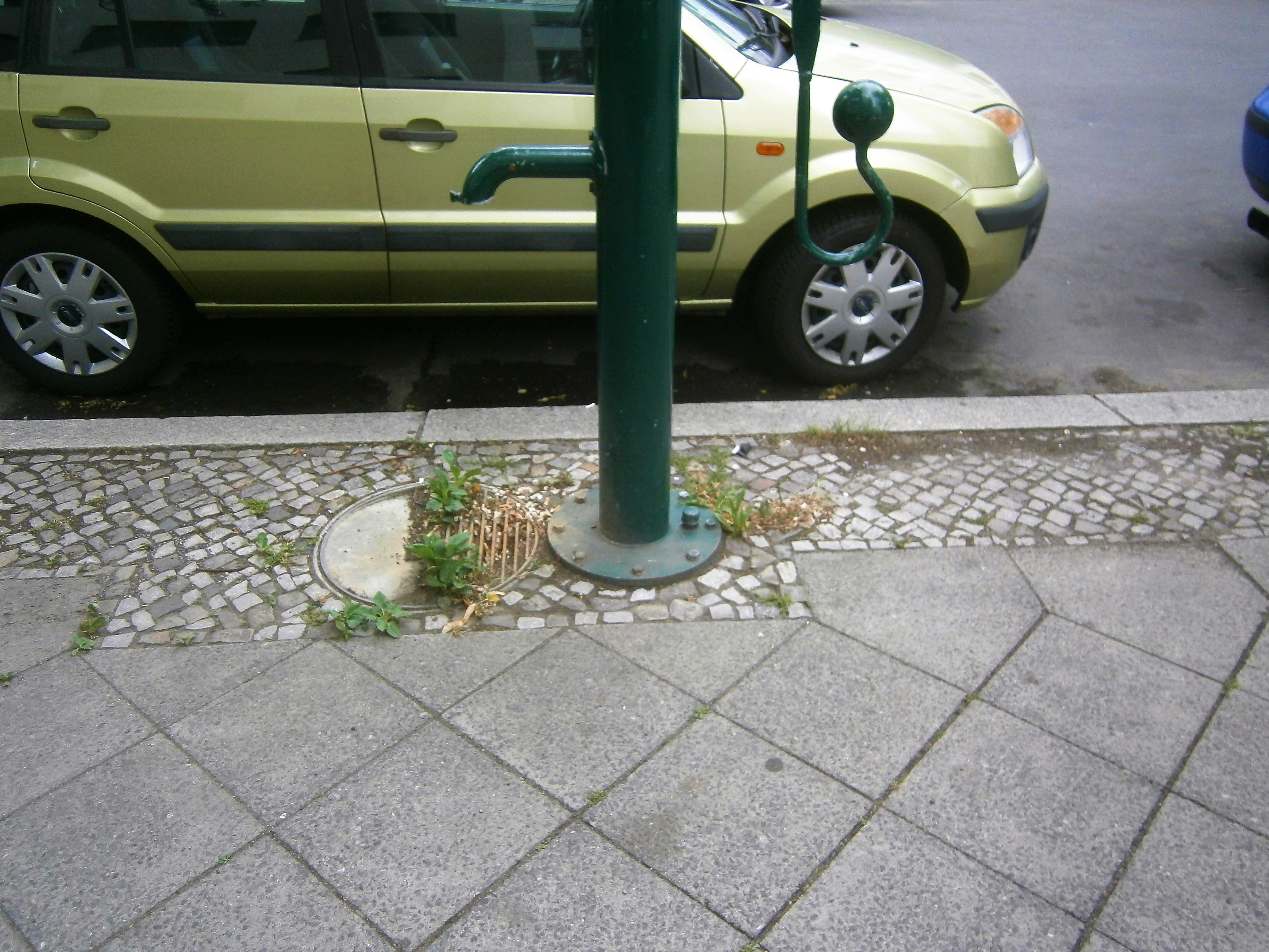
Wolfsäule
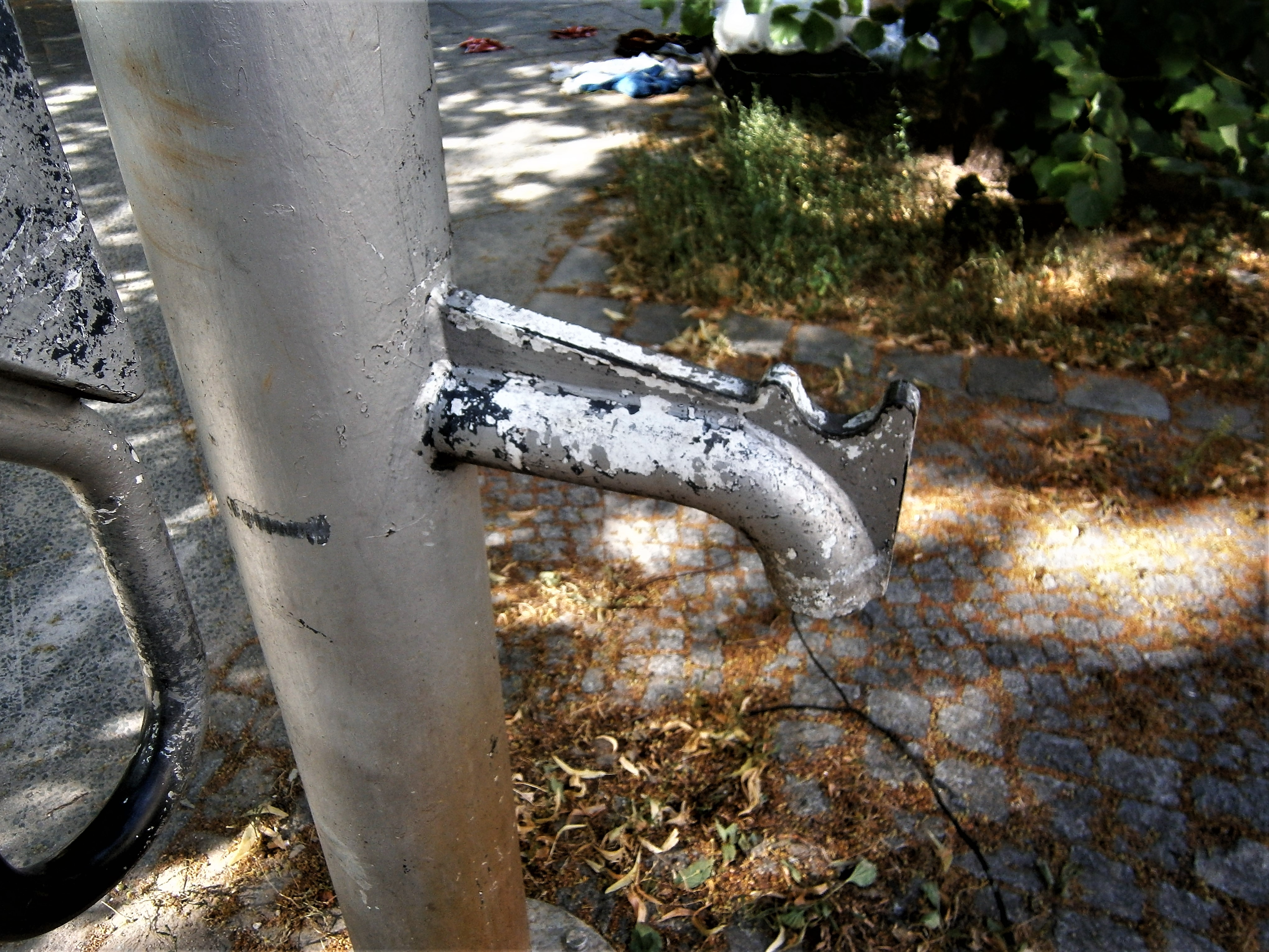
Abgestützt (durchgehend, Wedding)
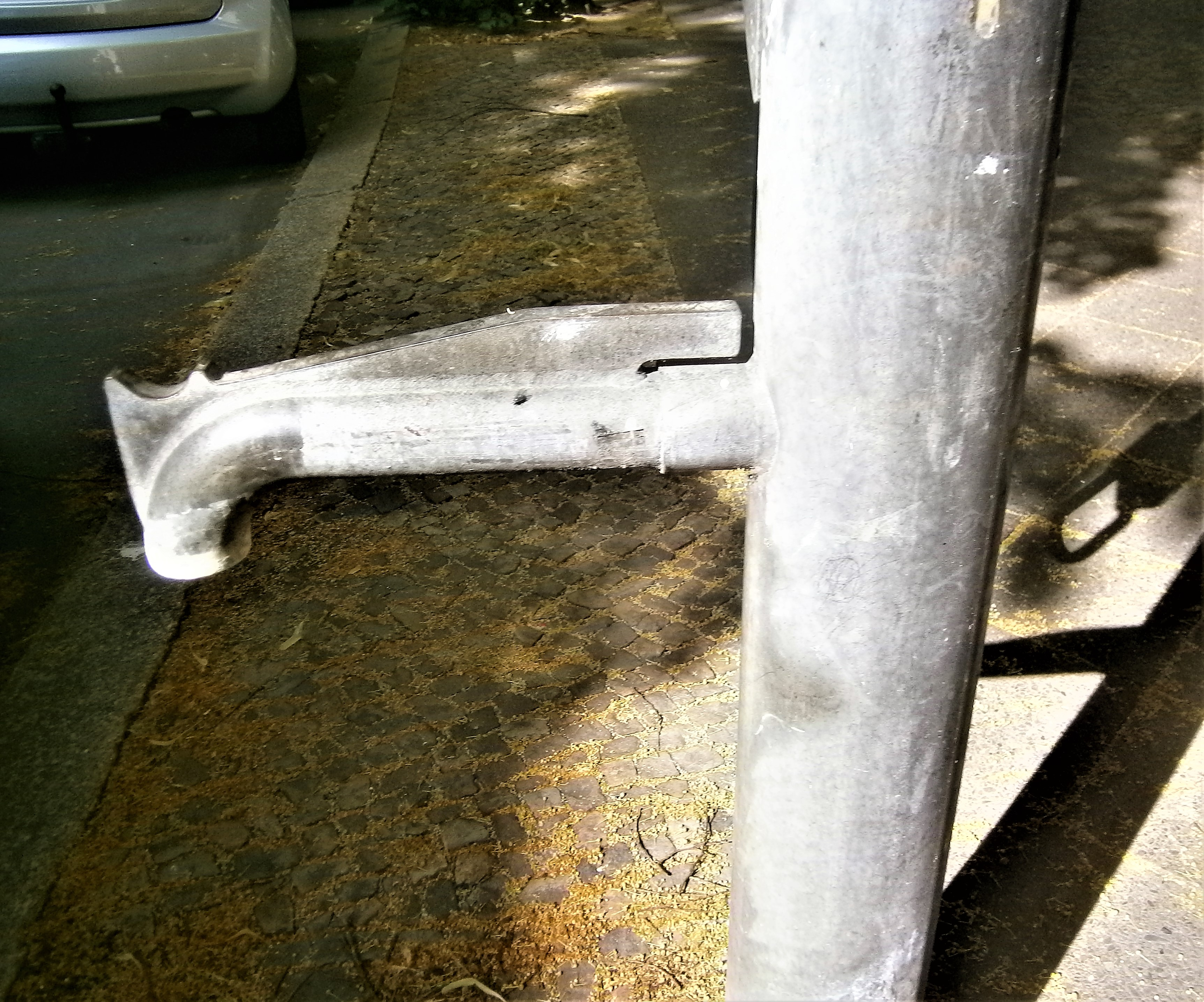
Abgestützt (geschweißt, Wedding)
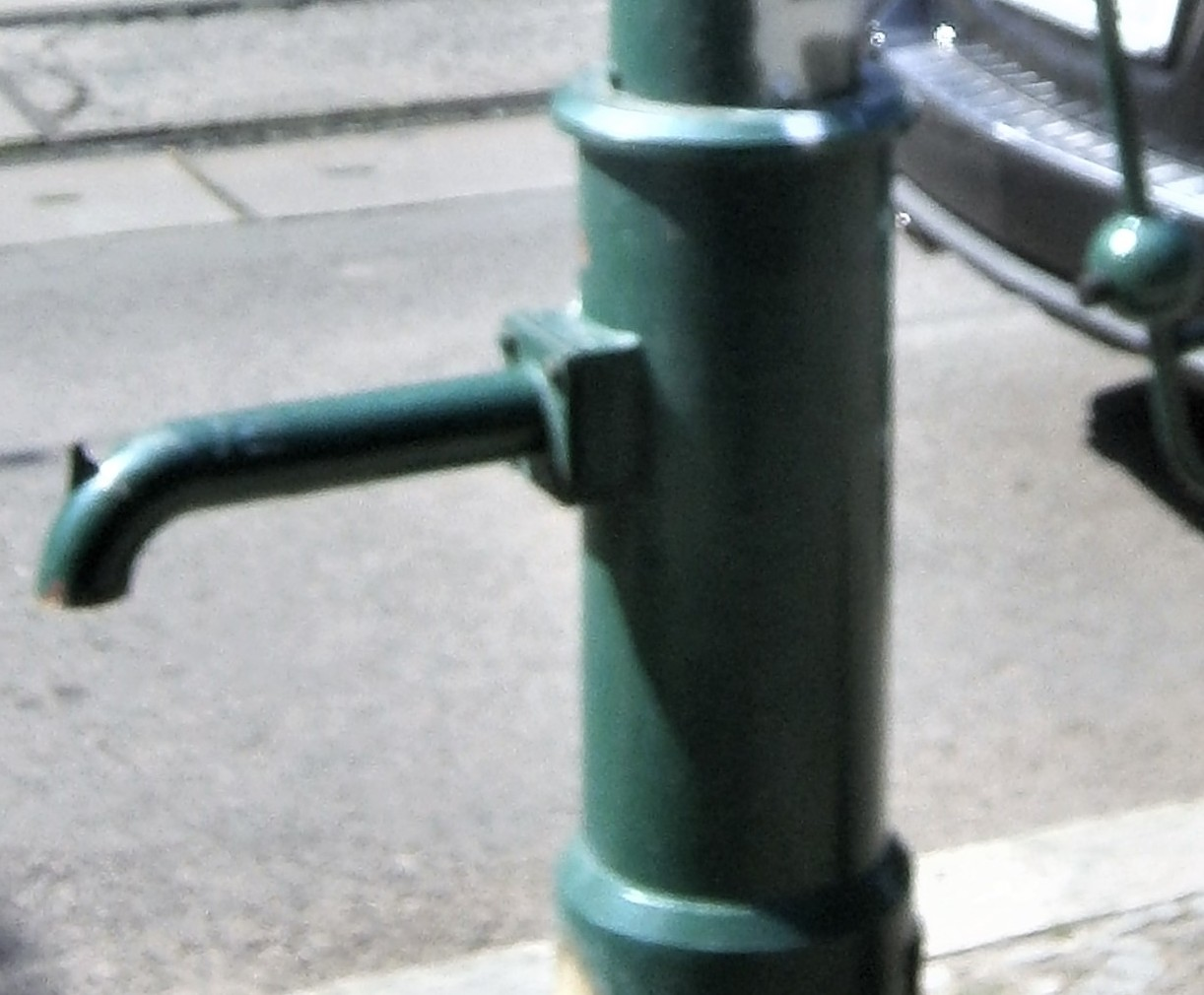
Neue Krause
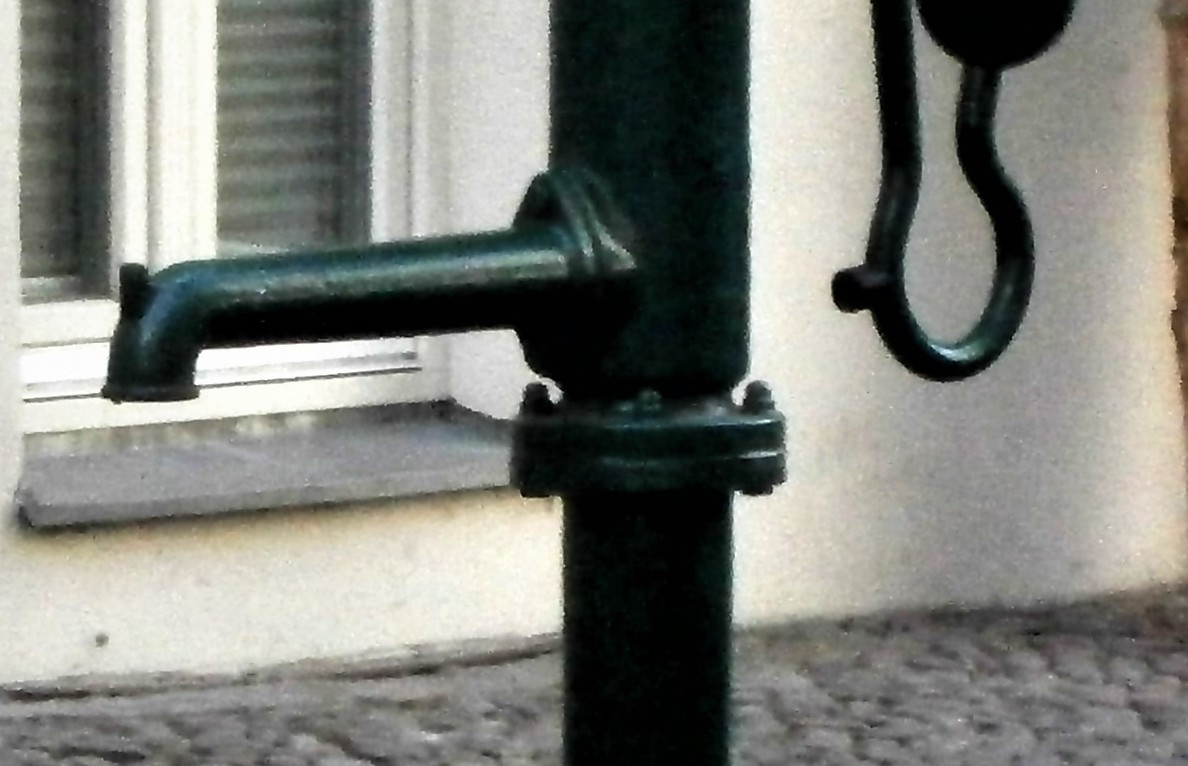
FSH-Brunnen (lange Hülse)
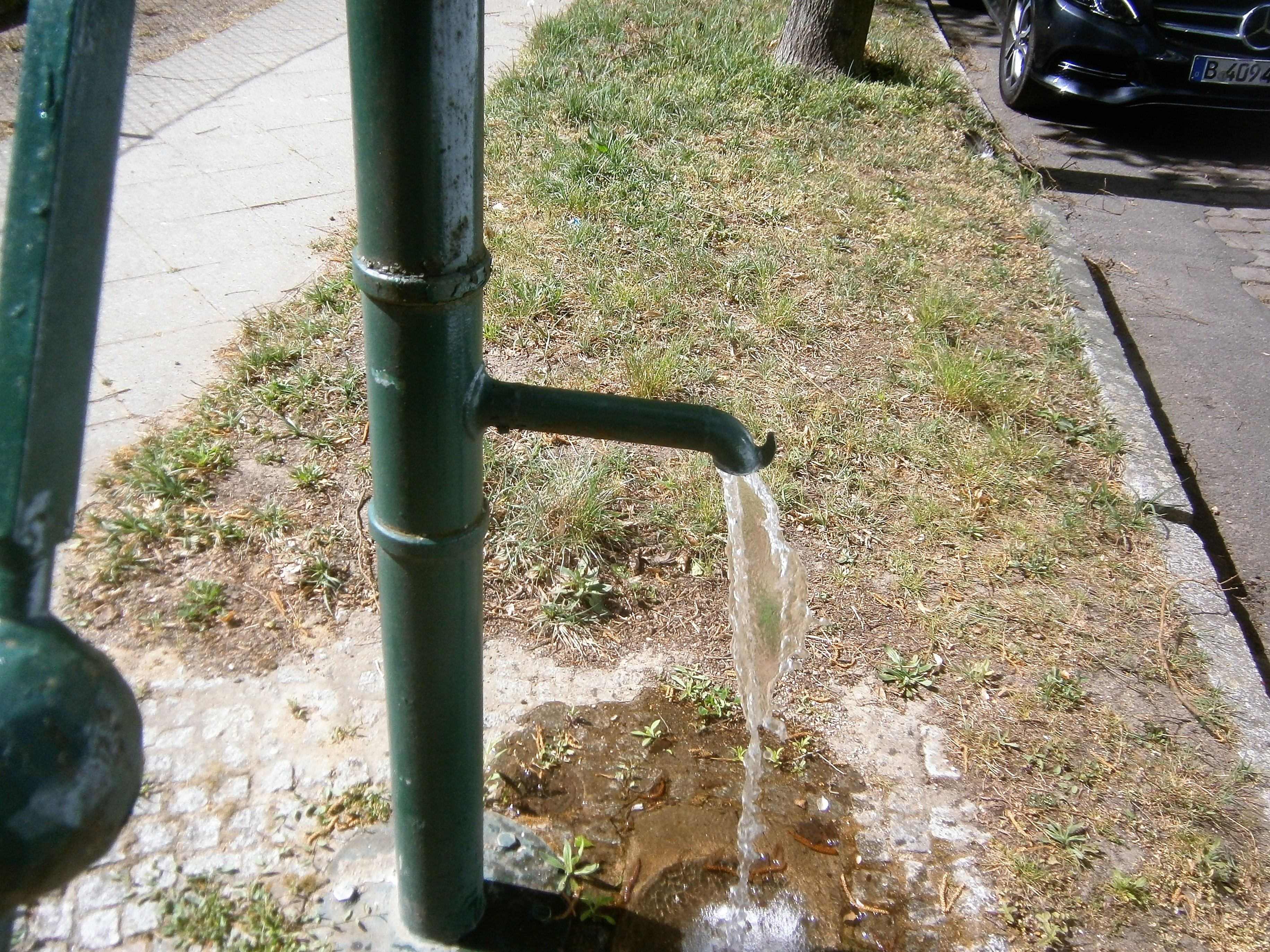
Vierteilig (Reinickendorf)
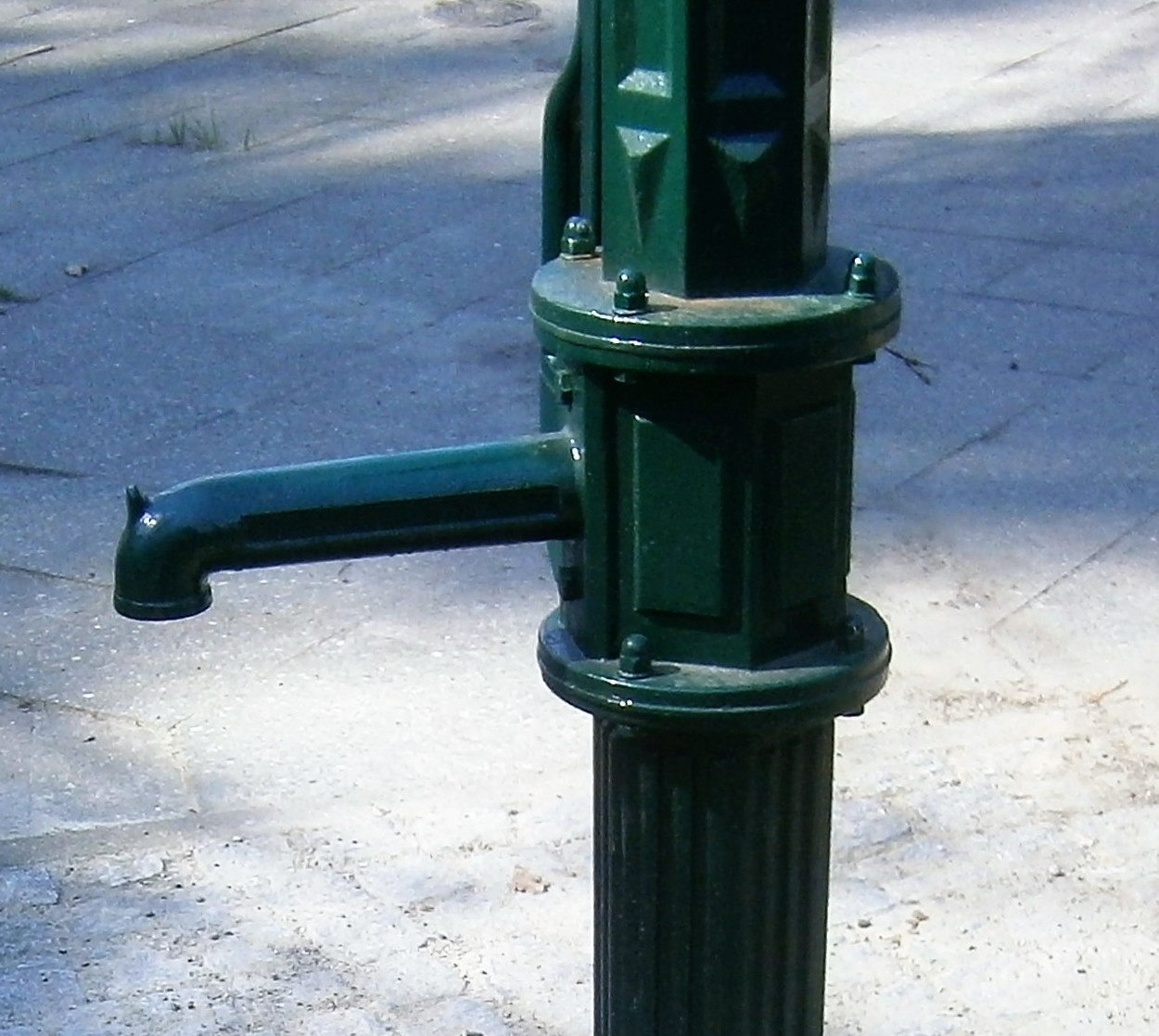
Borsigsäule

### Schwengelgriff
Zur besseren Kraftwirkung befindet sich am unteren Ende des Schwengels das Schwengelgegengewicht. Es sind Stahlkugeln mit 15 cm Durchmesser am Handgriff oder gegenüber am Schwengelstab angebracht. Dieses Gegengewicht ist mitunter als rautenförmiger Gewichtskörper am Handgriff. Neben kugelrundem Schwerekörpern sind auch (grobgeschmiedete) unrunde Vielflächner vorhanden. Außer Gehäusen aus einem oder mehreren Rohren mit 20 Zoll Umfang gibt es dickere Säulen, (wohl) bedingt durch das Kolbengestänge. Diese sind aus zwei Teilen zusammengeschraubt oder -gefügt. Das Unterrohr (87,5 cm Umfang) ist mit Grundplatte am Quellrohr festgeschraubt oder verschweißt und trägt das Ansatzstück des Wasseraustritts, am oberen Rohr (70 cm Umfang) sitzt die dreieckige Verstärkung für den Bolzen des Schwengels. Der Schwengel besitzt am oberen Ende die Schwengelgabel, mit dem Schwengelgabelbolzen befestigt, greift diese in das Kolbengestänge. Die Kolbenstange hebt und senkt sodann die durch eine Manschette umgebene Saugkammer.

Schwengel und Austrittsrohr
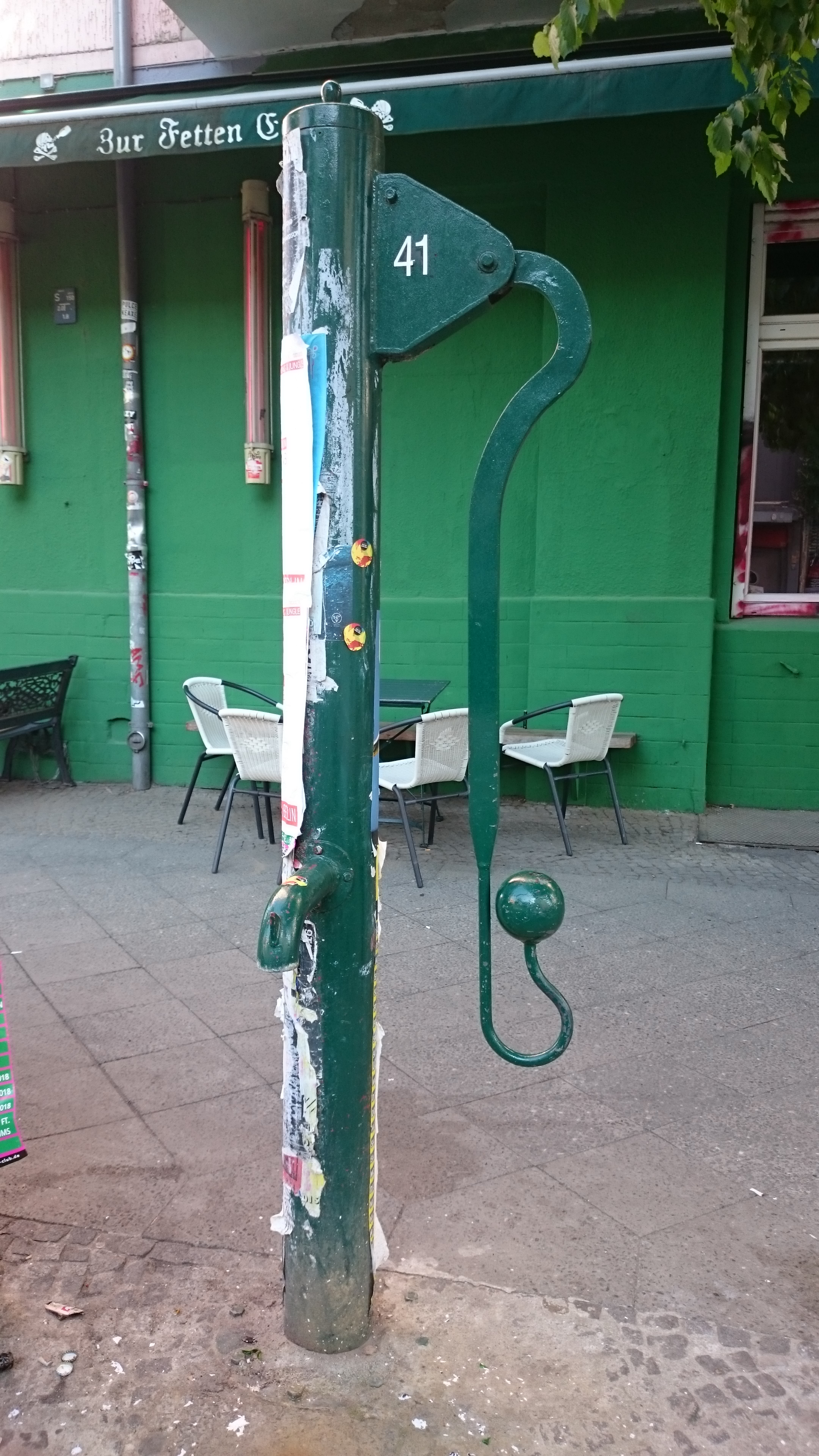
(Wolf-)Säule
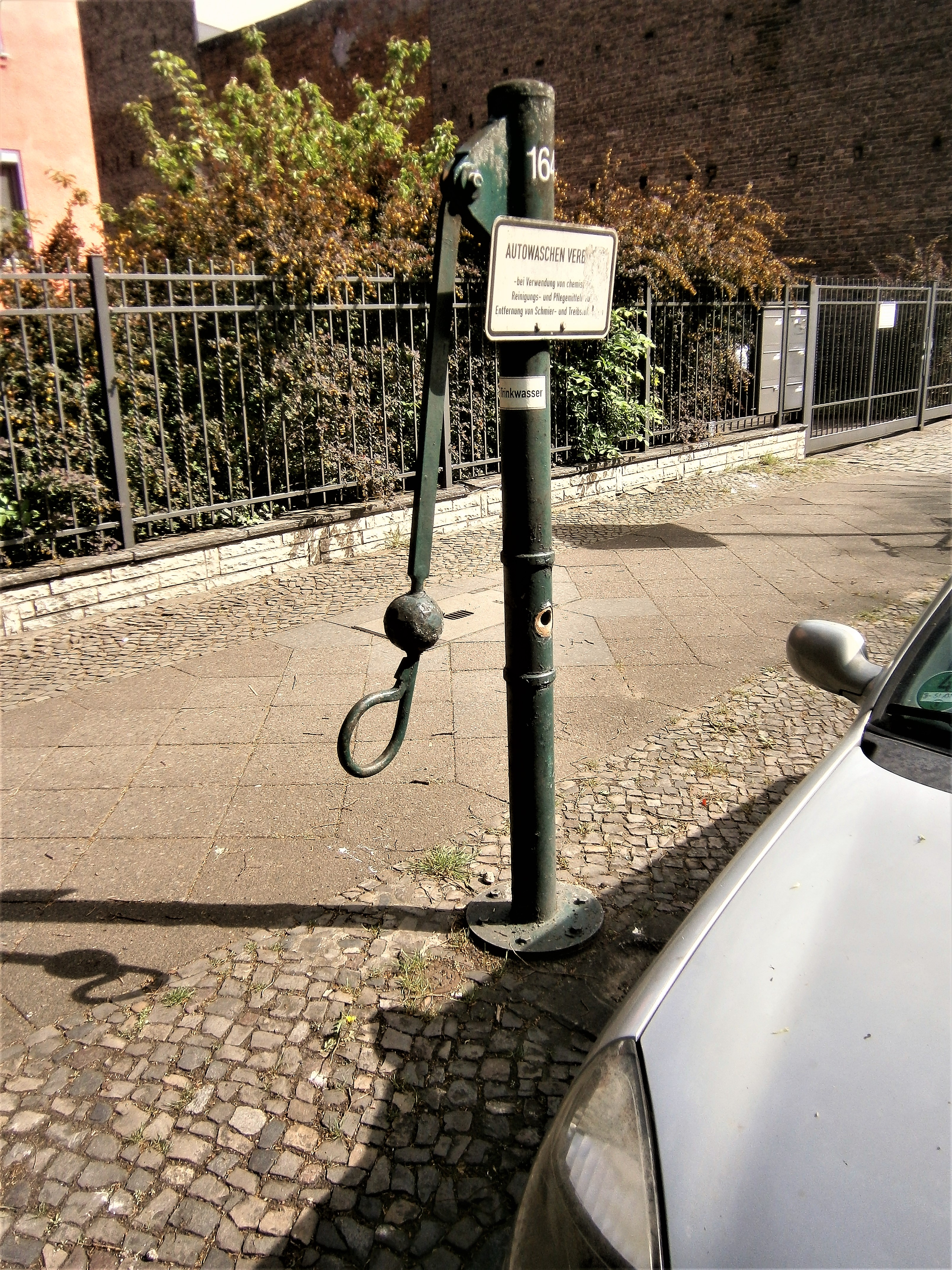
Schaden durch Anprall von Kfz
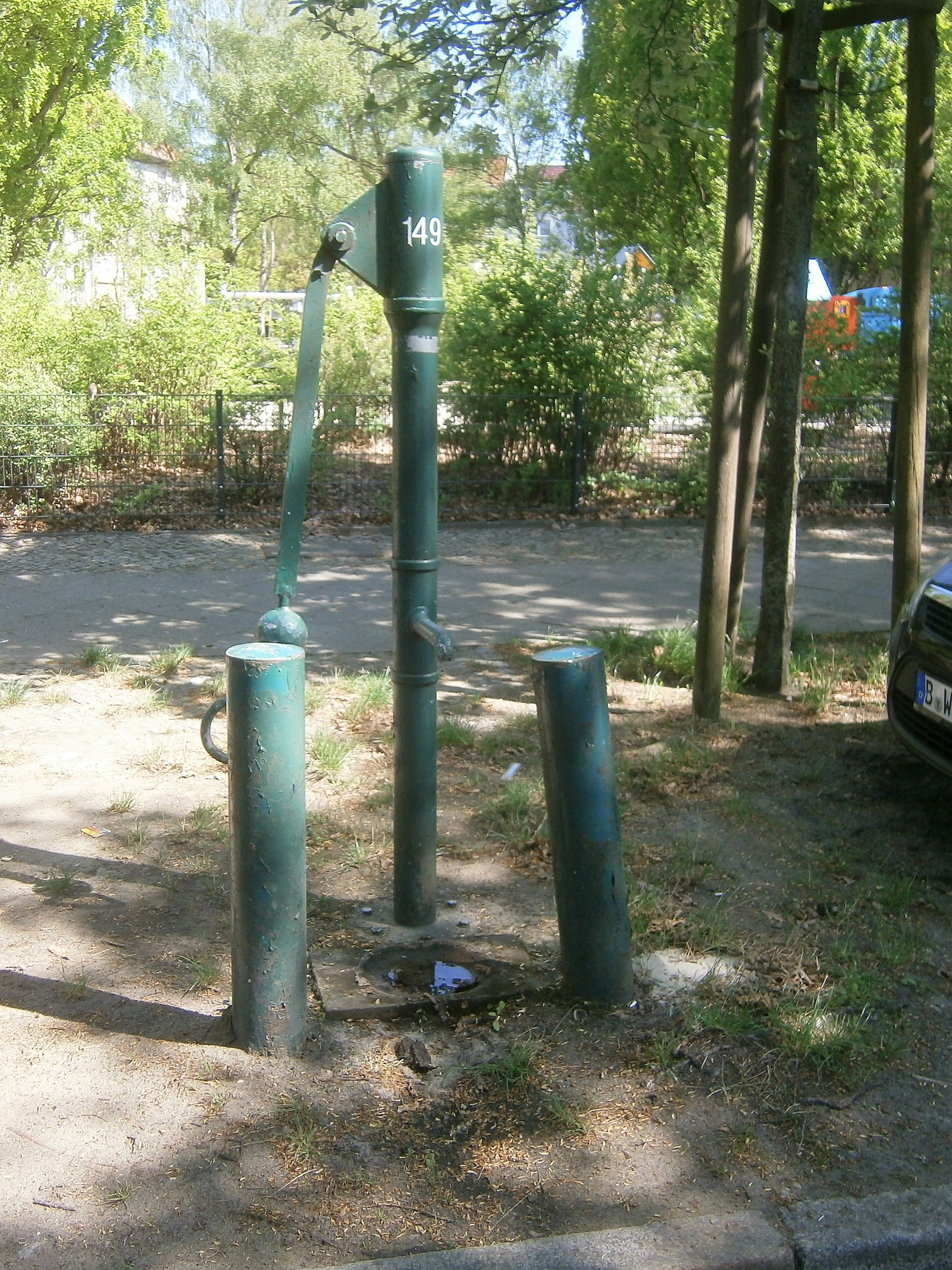
Anprallschutz mit Pollern
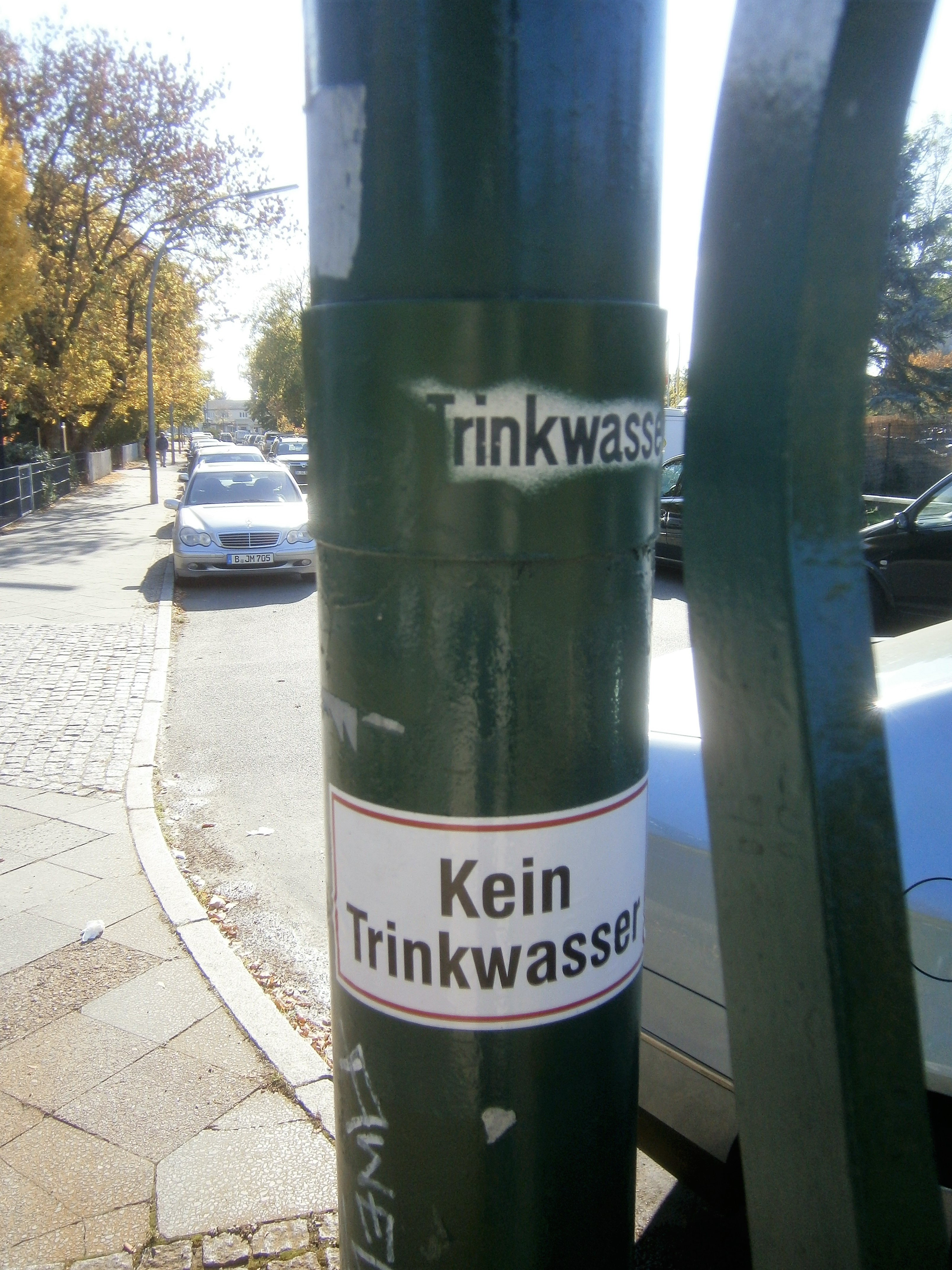
Überstrichenes (Kein) Trinkwasser
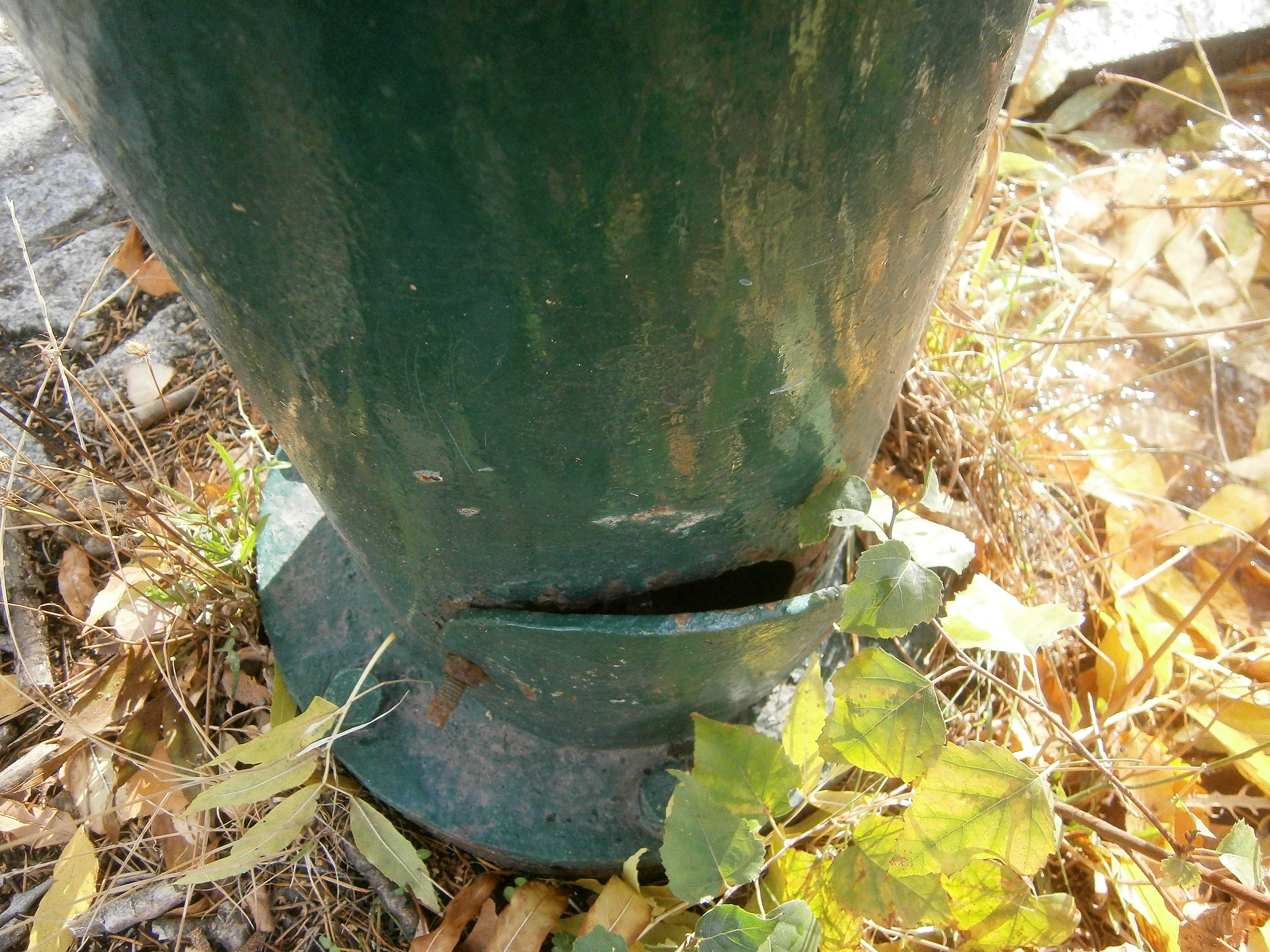
Inspektionsöffnung (Zweiersäule)
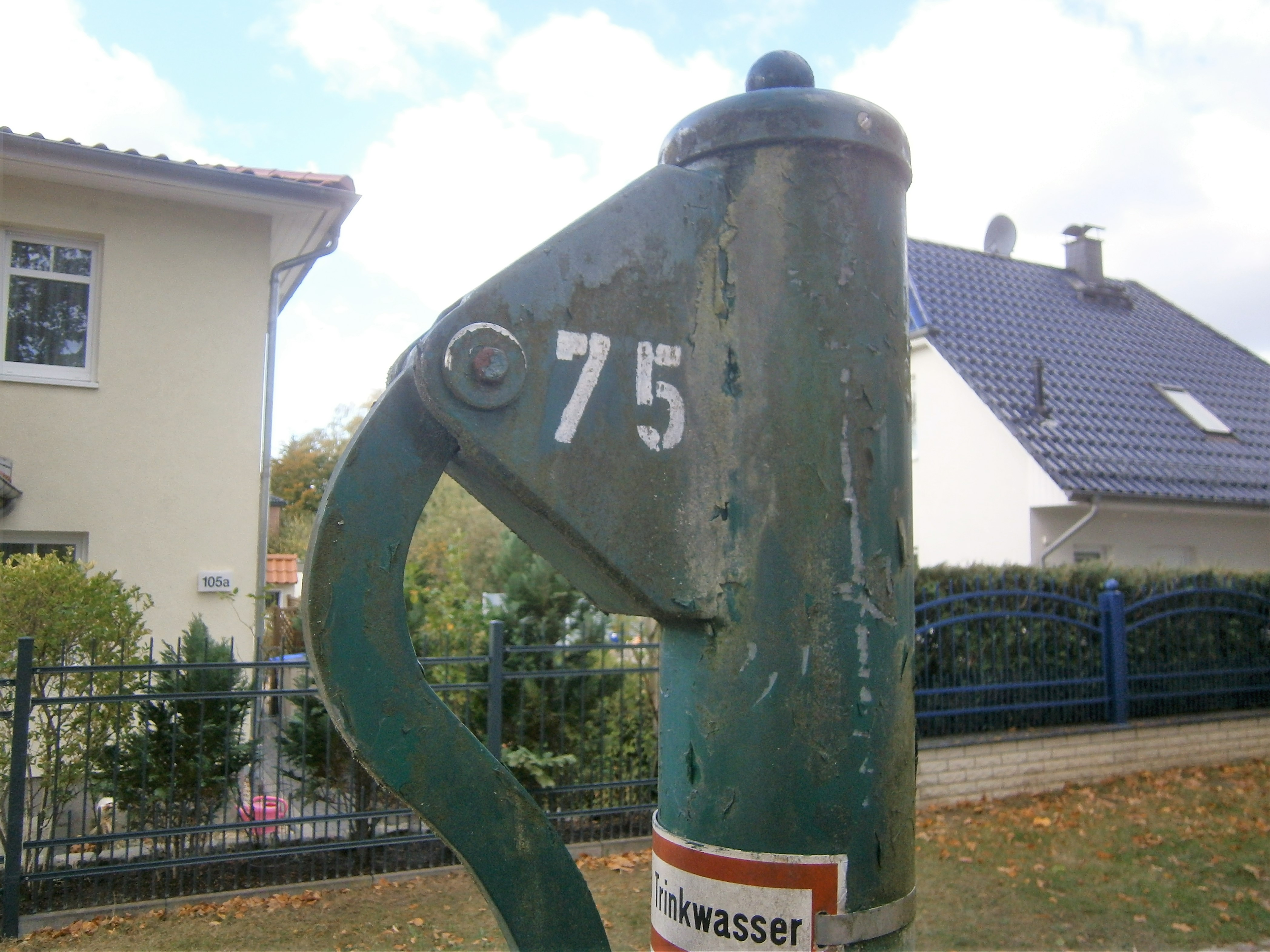
Schwengelansatz (Wolfsäule)
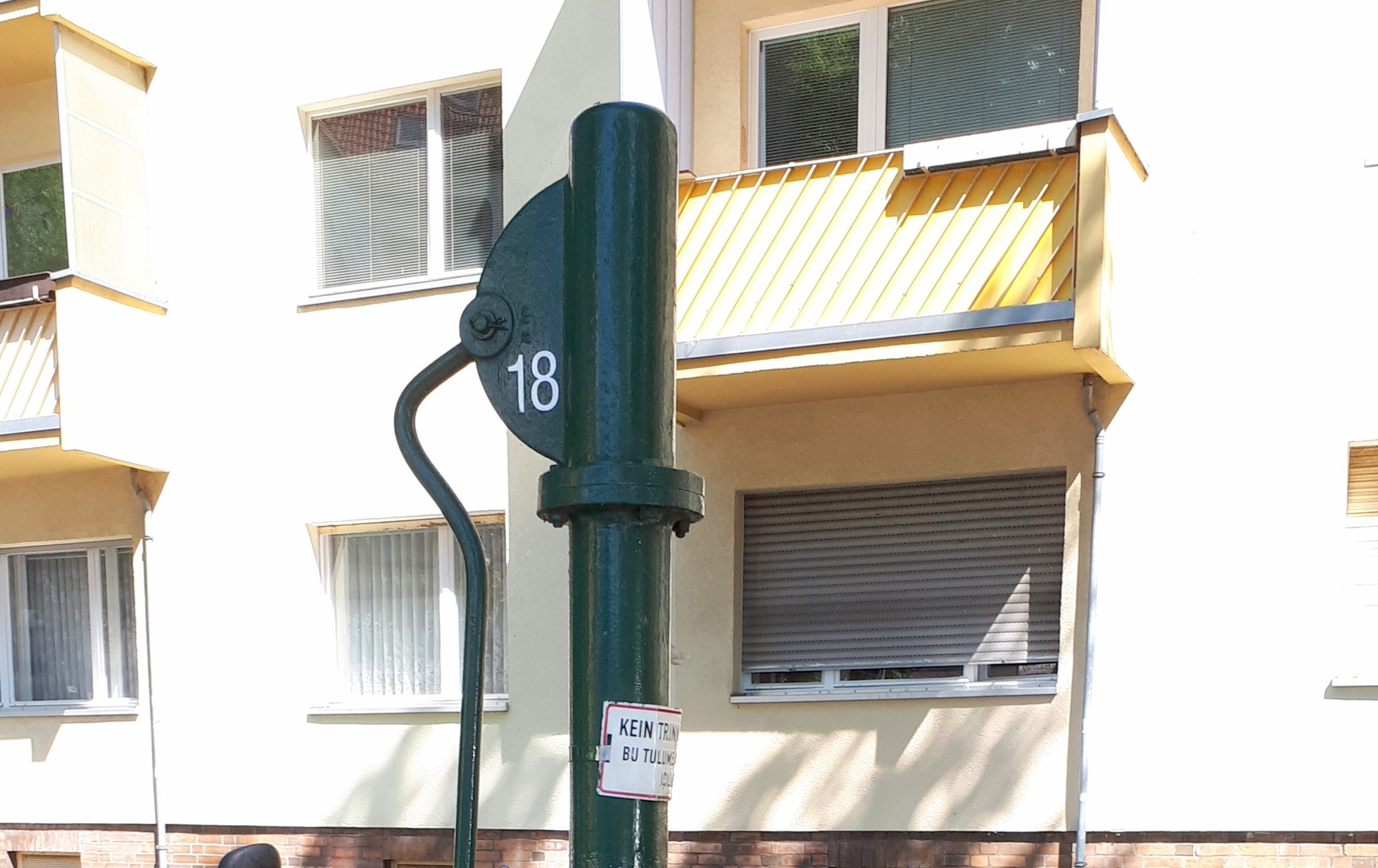
Schwengelansatz (FSH-L)
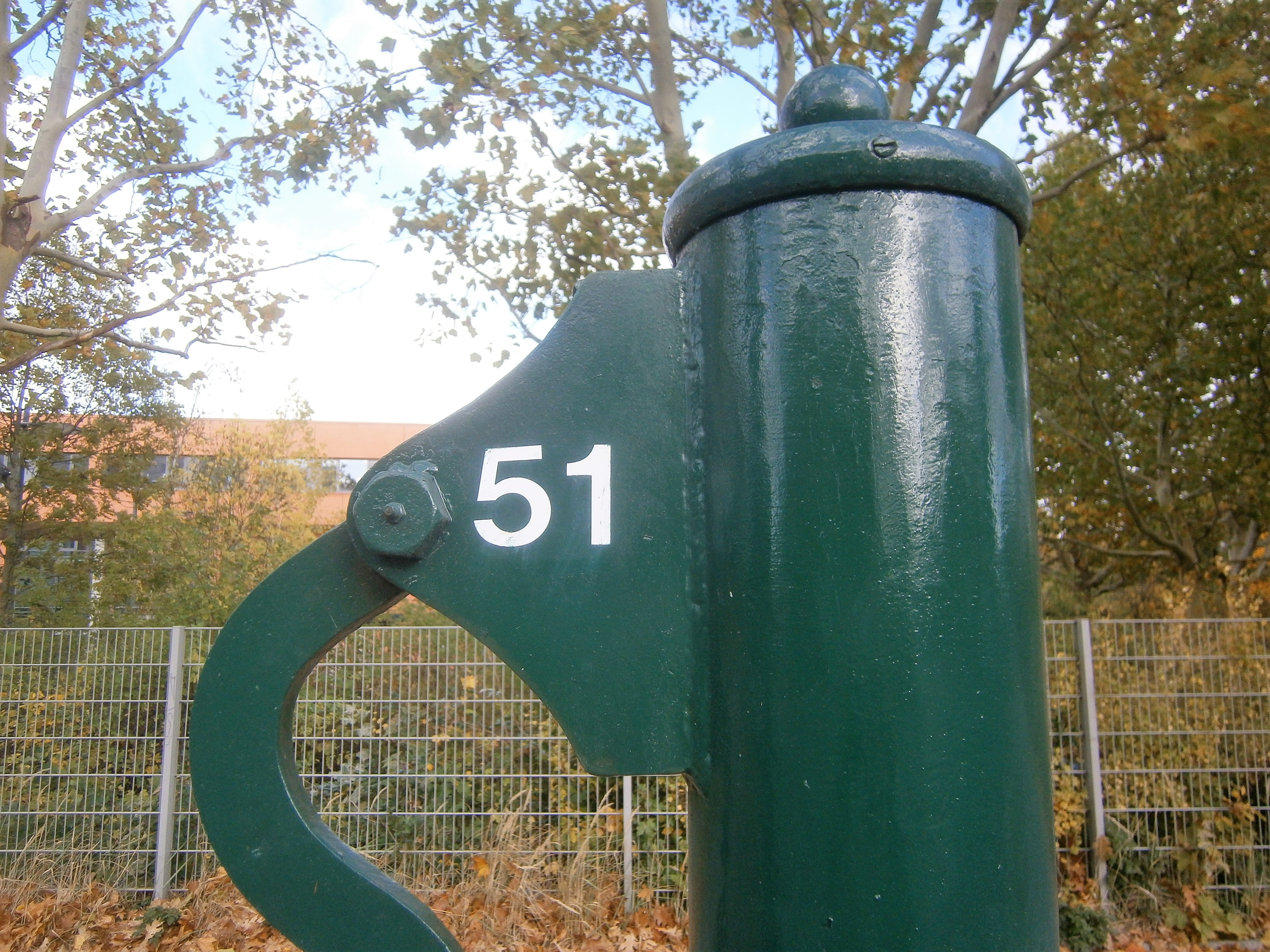
Schwengelansatz (Zweiersäule)
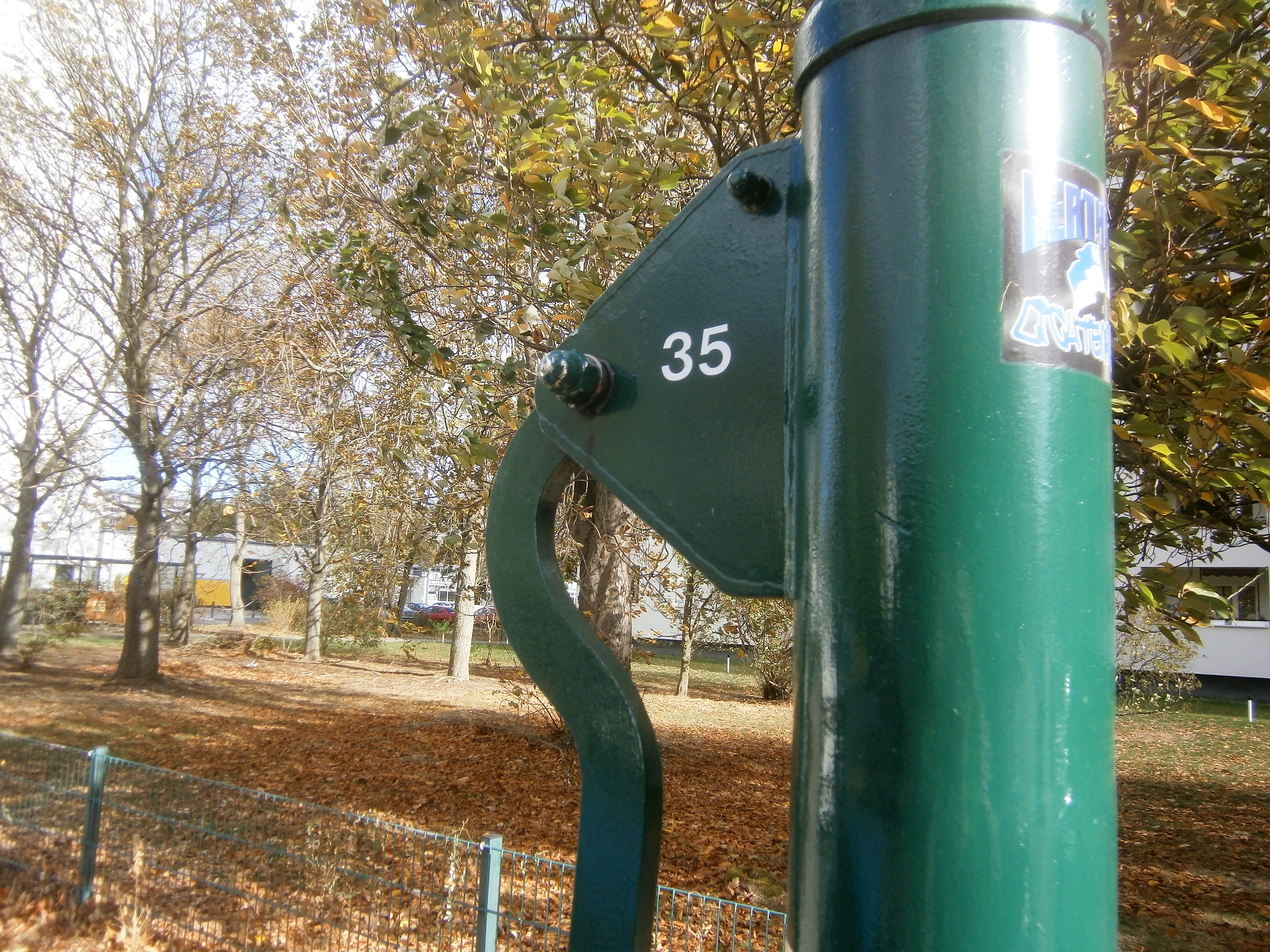
Schwengelansatz (Wolf2-Säule)
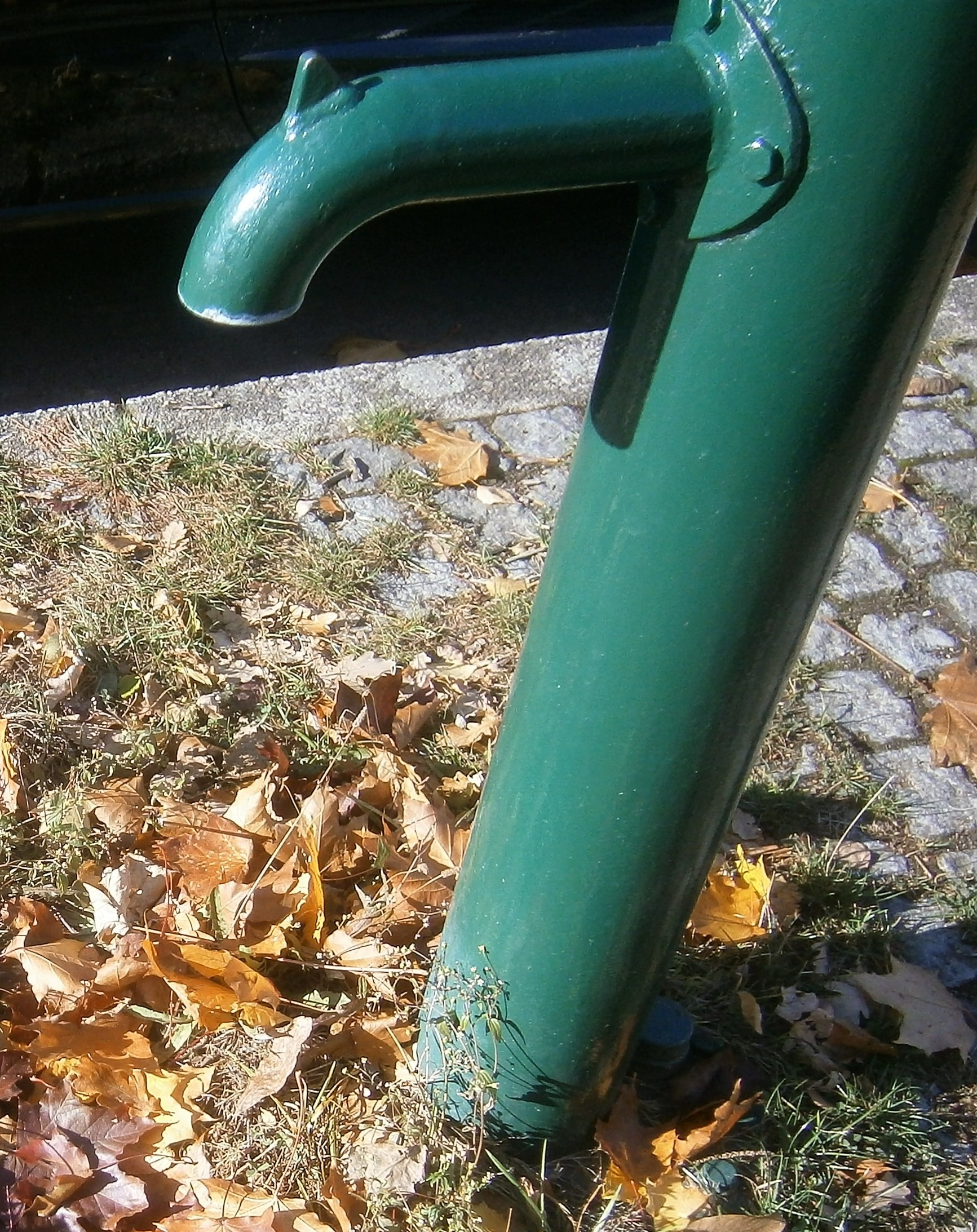
Wasseraustritt (an Säule verschraubt)
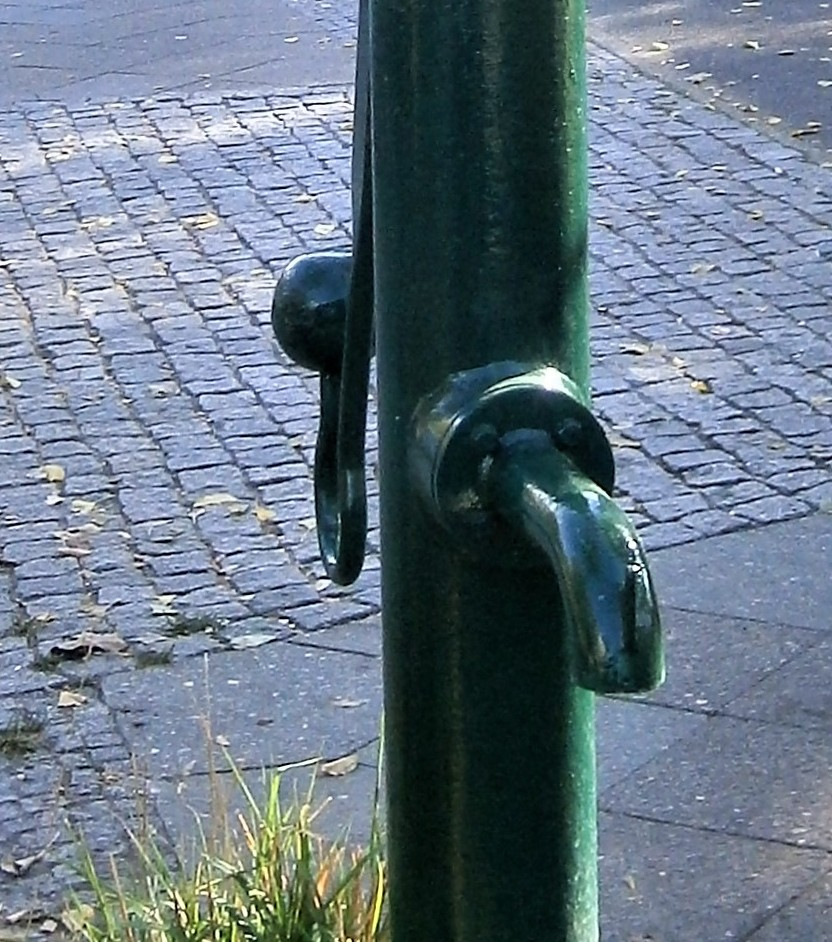
Ansatzstück der Säule
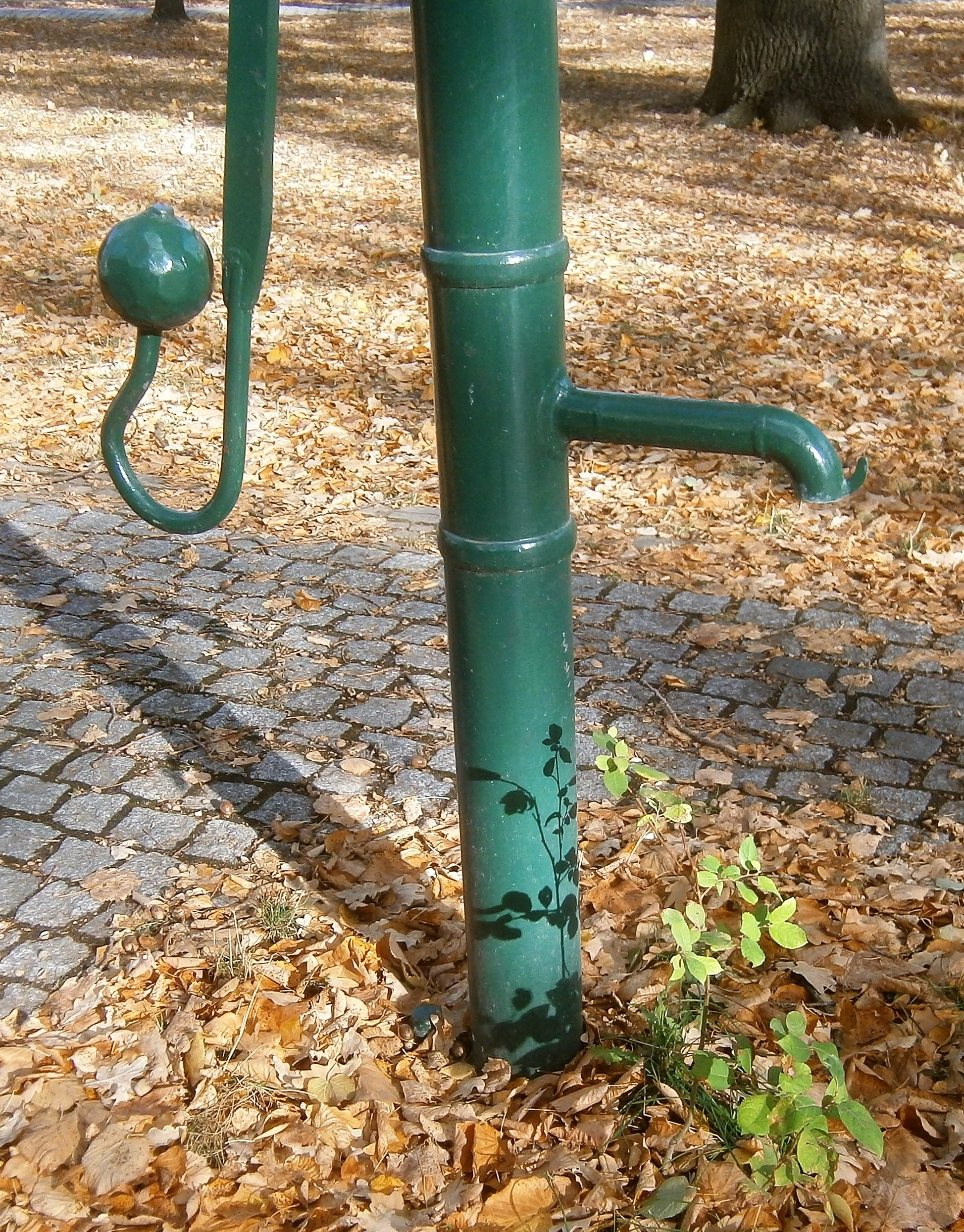
Säuleneinsatz für Austrittsrohr

### Tränksteine
Für das überlaufende Pumpenwasser gibt es (vorzugsweise an älteren Standorten) verbliebene Tränksteine unterschiedlichster Form: mit ovaler oder rechteckiger Mulde (Muldenplatte), mit und ohne Ablaufrinne. Sie bestehen aus Granit und dienten ursprünglich vorzugsweise als Pferdetränken. Der Straßeneinlauf neuer Pumpenaufstellungen ist meist ein runder halboffener Abdeckrost (Straßeneinlass) mit Ablauf des Brunnenwassers in die Straßenentwässerung. Es gibt (voll-)offene runde oder viereckige (quadratische) Abflussroste, die Senkkästen der Straßengerinne abdecken („Quadrataufsatz“). Mitunter versickert das Wasser im Boden oder fließt ohne Einlass über den Bordstein in das Straßengerinne oder zwischen Pflastermosaik im Boden. Insbesondere bei Brunnen auf Rasenflächen und in Parks gelangt der „Über“lauf direkt wieder ins Grundwasser. Für Charlottenburg auffällig ist die Charlottenburger Platte, eine unter dem Austritt liegende glatte Granitplatte. In den 2000er Jahren haben sich die Vorschriften zur Wasserbehandlung geändert und bei neuaufgestellten Notbrunnen wird für den Überlauf zunehmend der Straßeneinlass eingebaut, ein runder Rost, der gesondert das Grundwasser aufnimmt, wohl oft zur Straßenentwässerung führt.
Im Tränkstein und seinen Varianten (ovale Mulde im Bordstein, Platten mit ovaler oder rechteckiger Mulde) bleibt das Wasser stehen. So können Vögel, manchmal noch Hunde (vormals auf jeden Fall die Ziehhunde), das Wasser aufnehmen. Bei quadratischen Abdeckungen und besonders den runden Straßeneinlässen fließt das Wasser ab. Von aufmerksamen Anwohnern werden Schalen oder sonstige Behälter auf die Abdeckreste gestellt. Auch ist an dieser Stelle die Nutzung der Zapfstellen für die Baumbewässerung durch Anwohner zu bemerken. Im Bezirk Steglitz-Zehlendorf existieren für den Abfluss beispielsweise Kunststeine als Trog, die an drei Seiten etwa fünf Zentimeter hoch das Wasser zur offenen Seite hin abführen. Bei älteren Abläufen, die in Rasen- oder Brachflächen liegen, versickert das Wasser in der Nähe des Ständerunterteils.
Der Abfluss von überlaufendem Pumpwasser erfolgt seit den 2010er Jahren in einen eigenen „Straßeneinlass“. Üblich sind die runden halboffenen Roste, die zur unterirdischen Straßenentwässerung führen. Solche gesonderten Einlässe wurden (wohl) auf Grund neuer Verordnungen seit Beginn der 2010er Jahre ausgeführt, wenn die entsprechenden Arbeiten an den Notwasserbrunnen ausgeführt wurden. Sie stehen dadurch auch für den Zeitpunkt der zeitlich letzten Reparaturarbeiten oder des Aufbaus bei der Wiederherstellung. Der für einen Straßeneinlass angesetzte Finanzbedarf beträgt nach der Aufstellung zum Investitionsbedarf aus dem Jahre 2020 je nach Bezirk zwischen 600 und 650 Euro. Allerdings werden diese Arbeiten vorrangig mit Funktionsmängeln wie Reparatur Pumpwerk, Frosthahn, Ständerkörper verbunden. Solche Arbeiten sind auch mit Reparatur Frosthahn, Straßeneinlauf, Pflasterung benannt, sodass der finanzielle Gesamtbedarf der Reparatur und Anpassung mit 5000 bis 8000 Euro (Stand 2020) kalkuliert wird.

### Frosthahn
Schwengelpumpen sind – da bei regelgerechtem Betrieb Wasser bis zum Austritt stehen sollte – nicht frostsicher. Beispielsweise Gartenpumpen müssen vor dem ersten Frost demontiert oder belüftet werden. Bei starkem Frost könnten durch im oberen Pumpgestänge stehengebliebenes Wasser Materialschäden auftreten. Besonders am System Wolf (den einteiligen schmucklosen Pumpsäulen) und den Brunnensäulen befindet sich an der Ständergrundplatte, dem Bodenflansch auf Geländeniveau, eine Verschraubung zum Absperren und Ablassen in 1,20 Meter Tiefe. Diese Frostsicherung sitzt auf dem Sockelrohr auf. Bei Begehung werden diese Frosthähne mit Winterbeginn geschlossen, sodass eine Benutzung im Winterhalbjahr – wegen Gefahr der Frostschäden – nicht möglich wäre. Im Frühjahr erfolgt beim Öffnen der Hähne die zweite der jährlichen Begehungen. Die Benutzbarkeit zum Erpumpen von Grundwasser kann durch unterschiedliche Schäden nicht durchgehend gewährleistet sein. Alle Pumpen sind oberirdisch auf den Straßenbrunnen aufgebaut. Zur ständigen Wasserentnahme – auch in den Frostzeiten – ist der Arbeitszylinder im frostsicheren Bereich des Brunnens stationiert und der Kolben der Pumpe wird mittels Verlängerung im frostsicheren Arbeitszylinder geführt.

## Gehäuse aus Lauchhammer andernorts
Gehäuse der Lauchhammerbrunnen finden sich auch in anderen Städten, die vormals zu Preußen gehörten. So gibt es die Form des Typ-III-Gehäuses aus der Eisengießerei Lauchhammer mehrfach in Stettin, im Unterschied zum Berliner Sortiment dort jedoch mit dem Stettiner Wappen verziert, dem „Adlerkopf“. Die Stettiner Straßenbrunnen sind in hellem Blau lackiert, die Mauerkrone am Kopf ist gelb, wie der Wappeneinsatz mit dem roten Adler. Weitere Lauchhammerbrunnen finden sich in polnischen Städten, die um 1900 zu Preußen gehörten. Ein blauer Brunnen vom Typ der Gemeinde Pankow, mit dem Wappenschild GP am kannelierten Schaft, steht ebenfalls in Stettin. Dabei sei angemerkt, dass nur noch ein Lauchhammerbrunnen in Berlin vom Typ III vorhanden ist, vormals waren mehrere aufgestellt.
In der Stadt Lauchhammer selbst steht ebenfalls ein in der hiesigen Eisengießerei gefertigter Brunnen mit dem von Berlin beauftragten Design von Stahn. In Magdeburg stehen Brunnengehäuse vom Typ II.